# Marcellaz-Albanais
Ne doit pas être confondu avec Marcellaz situé dans le même département.
Pour les articles homonymes, voir Albanais (homonymie).
Marcellaz-Albanais (prononcé [maʁselaalbanɛ], le z étant muet) est une commune française située dans le département de la Haute-Savoie, en région Auvergne-Rhône-Alpes.
Partie intégrante du pays de l'Albanais, dont elle tire son nom, elle en est la dixième commune en superficie, avec ses 14,54 km2, et la huitième plus peuplée, avec 1 985 habitants (en 2022).

## Géographie

### Localisation

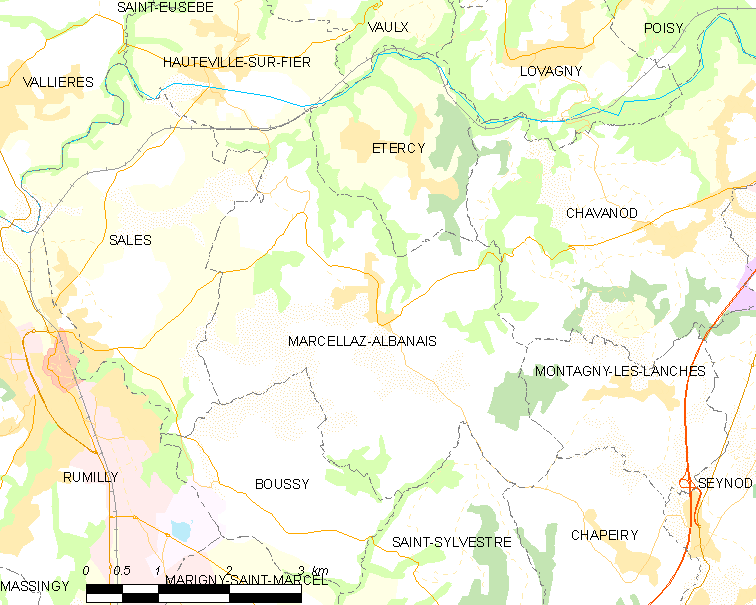
Carte de Marcellaz-Albanais et ses communes limitrophes.

La commune de Marcellaz-Albanais se trouve dans le sud-ouest du département de la Haute-Savoie, dans le pays de l'Albanais. À vol d’oiseau, elle se situe à 10,2 km au sud-ouest d’Annecy, préfecture du département, et respectivement 38,6 km, 30,4 km et 66,2 km au sud-ouest des trois sous-préfectures : Bonneville, Saint-Julien-en-Genevois et Thonon-les-Bains. Le chef-lieu de canton, Rumilly, est quant à lui à 4,8 km au sud-ouest de la commune.

### Communes limitrophes
La commune de Marcellaz-Albanais est limitrophe de 9 communes. La plus longue limite est partagée avec Sales à l'ouest, du carrefour entre la ligne ferroviaire reliant à Aix-les-Bains à Annemasse et le chemin rural dit de la Champagne jusqu'au point où le Nant de Mieudry croise la RD 248.
La frontière sud est partagée avec trois communes. Tout d’abord Boussy, du Nant de Mieudry au Nant des Bornières, puis Saint-Sylvestre jusqu’à la route de Chapeiry, au droit du Nant de l’Eau Salée. Chapeiry vient fermer le sud-est de la commune sur une petite section, qui forme la plus petite limite de Marcellaz-Albanais avec les villes qui l’entourent.
À l’est, Montagny-les-Lanches et Chavanod viennent former la limite communale de Marcellaz-Albanais du droit du lieu-dit de Montmasson jusqu’à la première épingle de la route des Creuses en arrivant du chef-lieu de la commune.
Enfin, le nord est partagé avec Étercy du carrefour entre la route d’Annecy et celle de Belleville jusqu’au pont sur le Fier, dit d’Hauteville, de la ligne ferroviaire. À partir de ce point, cette dernière sert de frontière avec Hauteville-sur-Fier. Il s’agit également de la limite la plus récente de la commune, instaurée en juin 1921 lorsque le hameau dit de la Champagne est transférée à la commune voisine. Auparavant, la frontière entre les deux communes suivait le cours du Fier.

Marcellaz-Albanais étant la commune la plus à l’est de la communauté de communes Rumilly Terre de Savoie, la couronne formée à l’ouest par les communes allant d’Étercy à Boussy dépendent de cette intercommunalité, tandis que les quatre communes situées à l’ouest sont rattachées à la communauté d'agglomération du Grand Annecy.
| Hauteville-sur-Fier Sales | Hauteville-sur-Fier Étercy Chavanod | Étercy Chavanod                        |
| Sales                     | Marcellaz-Albanais                  | Chavanod Montagny-les-Lanches Chapeiry |
| Boussy Sales              | Boussy Saint-Sylvestre              | Chapeiry                               |

### Géologie et relief

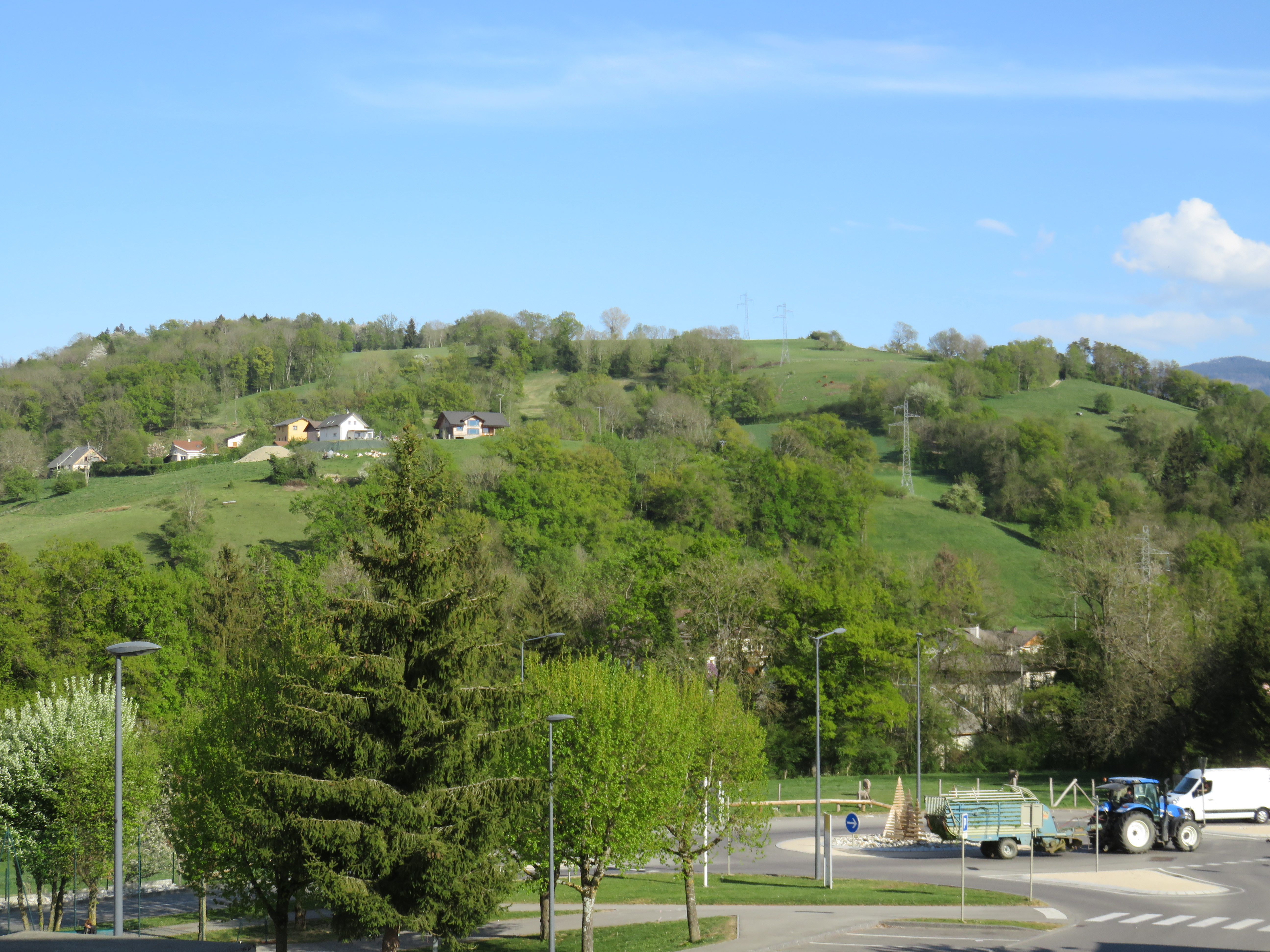
Le territoire communal est marqué par plusieurs collines, comme Crêt Dieu (590 m).

La superficie de la commune est de 1 454 hectares, ce qui en fait l’une des communes les plus étendues dans l’Albanais, mais elle est loin derrière la plus imposante, la commune nouvelle d’Entrelacs, qui s’étale sur 5 190 hectares. L’altitude de Marcellaz-Albanais varie de 340  à   729 mètres.
Le point le plus élevé de la commune (729 m) est située au niveau du lieu-dit La Mollière, dans la forêt des Lanches qui s’étale entre Marcellaz-Albanais et Montagny-les-Lanches, tandis que le point le bas bas (340 m) se trouve dans le lit du Nant de la Verne, à quelques mètres de sa confluence avec le Fier qui se trouve sur le territoire d’Hauteville-sur-Fier. L’altitude du chef-lieu est d’environ 550 m, ce qui est correspond plus ou moins à l’altitude moyenne de la commune (534 m).

### Hydrographie

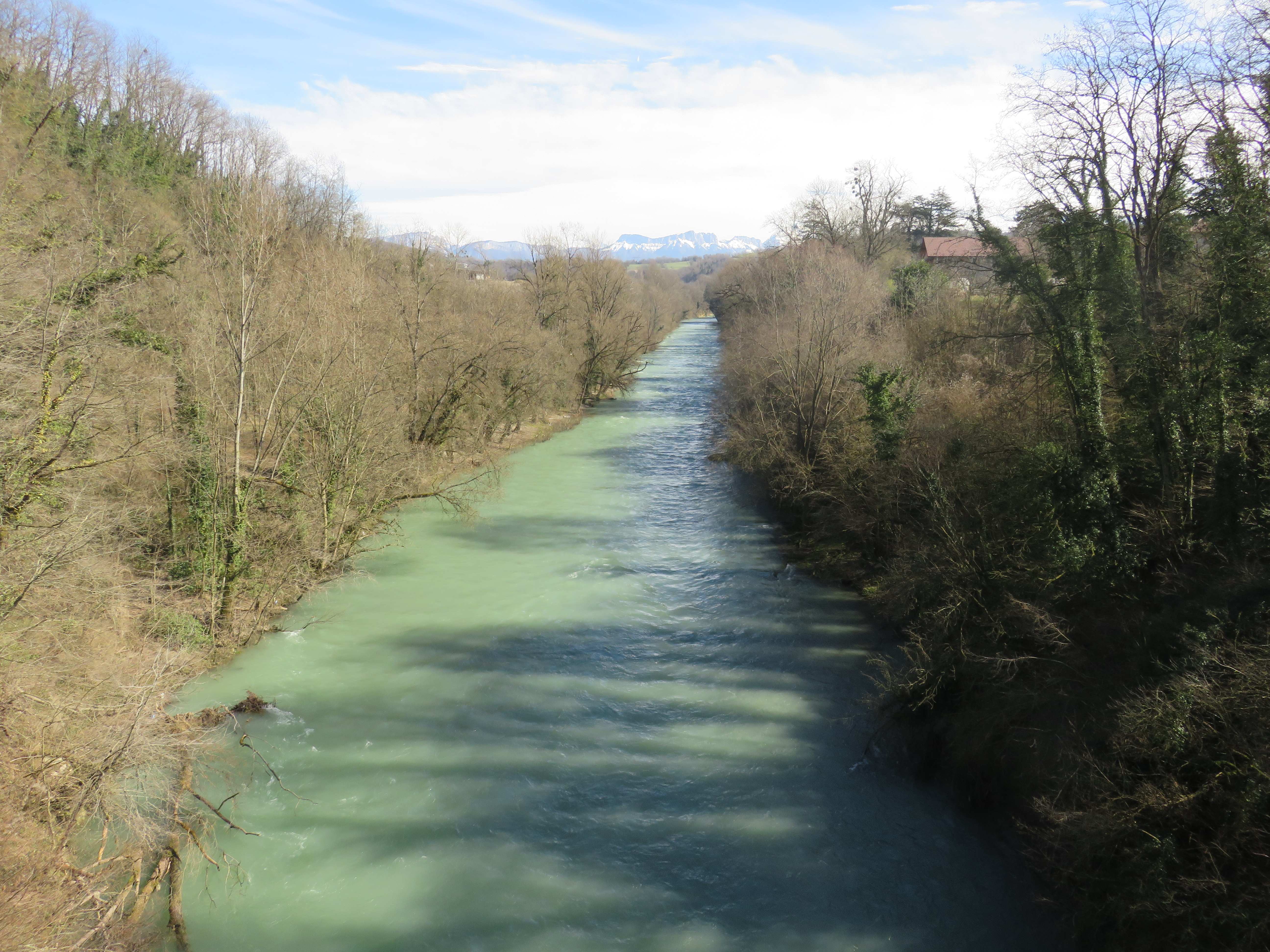
Jusqu’en 1923, le Fier servait de limite entre Marcellaz-Albanais et Hauteville-sur-Fier.

Marcellaz-Albanais compte un certain nombre de petits ruisseaux sur son territoire. Par ordre de longueur décroissant, on trouve le Nant de la Nanche (4,4 km), le Nant de la Verne (3,93 km), le Nant des Bornières (2,99 km), le Nant de Mieudry (2,47 km), le Ruisseau des Petites Creuses (2,26 km) et le Ruisseau de la Benoîte (1,04 km). Ils sont tous des affluents du Chéran (2 directs et 1 indirect) ou du Fier (1 direct et 2 indirects). Ce dernier a servi, jusqu’en 1923, de limite avec la commune voisine de Hauteville-sur-Fier,. Depuis cette date, il passe à quelques mètres au nord de la commune.

### Climat

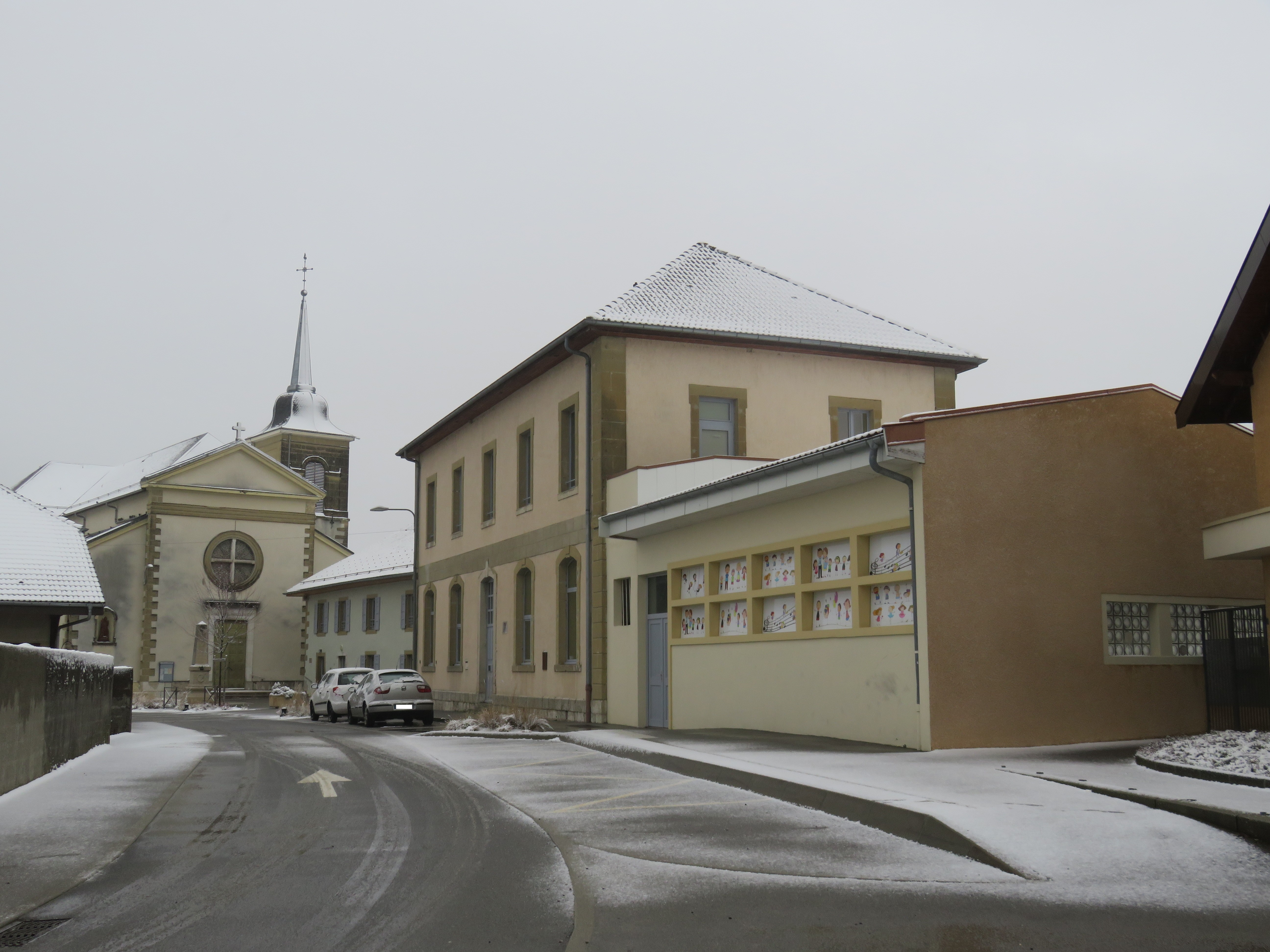
La Rue des Écoles sous la neige en février 2020.

Le climat à Marcellaz-Albanais est modérément continental mais avec les nouvelles normales saisonnières relevées entre 1991 et 2020, il tend à se rapprocher du climat subtropical humide dans la classification de Köppen, le tout avec une influence montagnarde, en raison de son emplacement au sein d’une petite cuvette formée à l’ouest par le massif de la Chambotte, rattaché à la chaîne de l'Épine (Jura), et à l’est par le Semnoz, partie intégrante du massif des Bauges.
À Marcellaz-Albanais, la température moyenne du mois le plus chaud (juillet) est de 27,8 °C sur la période 1991-2020. Selon la classification de Köppen, s'il n'y a pas de saison sèche, si la température moyenne du mois le plus froid est comprise entre −3 °C et 18 °C et si la température moyenne du mois le plus chaud est supérieure ou égale à 22 °C, alors c'est un climat subtropical humide.
Ici, la température moyenne du mois le plus froid (janvier) est bien comprise entre −3 °C et 18 °C avec 2,1 °C sur la période 1991-2020.
Le climat continental montagnard de Marcellaz-Albanais engendre des précipitations abondantes de par sa localisation sur la façade occidentale des Alpes, ainsi qu'à proximité du massif des Aravis, souvent très pluvieux. La pluviométrie annuelle moyenne est de 117.3 jours / an avec un cumul total de 1 206,8 mm. Cependant, ces données varient grandement en fonction des épisodes de canicules et de sécheresse, plus extrêmes ces deux dernières années.
Le climat à Marcellaz-Albanais remplit quand même de nombreux paramètres requis pour parler d'un climat subtropical humide, mais la température moyenne du mois le plus chaud reste néanmoins un peu en dessous des 22 °C attendus.
Les étés sont chauds et les épisodes orageux sont nombreux. L'humidité est marquée et le point de rosée est souvent élevé. Entre le jour et la nuit, les températures fluctuent beaucoup même si ces dernières peuvent se montrer caniculaires en cette saison.
Les hivers sont modérément froids mais généralement moins rudes que dans le reste de la Haute-Savoie et les conditions sont souvent mouillées durant cette période, alors que la majorité du département est concernée par la neige. Une vingtaine de jours de neige sont tout de même recensés en moyenne par année et entre 60 et 80 jours de gel.
La situation géographique de soumet la commune à un climat tempéré continental. Les amplitudes thermiques sont modérées, caractérisées par des étés modérément chauds et des hivers frais. La pluviométrie est assez équilibrée, mais des déficits hydriques ne sont pas à exclure selon les années, en période estivale notamment. On constate toutefois une dégradation des conditions climatiques depuis le littoral vers l’intérieur des terres. Cela se manifeste par une atténuation des vents, des hivers un peu plus froids avec des gelées plus persistantes dans certaines zones exposées, des précipitations moyennes annuelles moindres que dans le reste du département, des orages d’été plus ou moins violents.
Les données météorologiques ci-dessous sont issues de la station de Bloye, située à 7,1 km au sud-ouest de Marcellaz-Albanais.
| Mois                                               | jan.             | fév.             | mars           | avril           | mai             | juin           | jui.           | août           | sep.            | oct.            | nov.             | déc.            | année            |
| -------------------------------------------------- | ---------------- | ---------------- | -------------- | --------------- | --------------- | -------------- | -------------- | -------------- | --------------- | --------------- | ---------------- | --------------- | ---------------- |
| Température minimale moyenne (°C)                  | −1,5             | −1,4             | 1,4            | 4,5             | 8,9             | 12,5           | 13,8           | 13,6           | 10              | 6,8             | 2,1              | −0,9            | 5,8              |
| Température moyenne (°C)                           | 2,1              | 3,4              | 7,3            | 11              | 15,2            | 19,1           | 20,8           | 20,4           | 16,4            | 12,1            | 6,2              | 2,6             | 11,4             |
| Température maximale moyenne (°C)                  | 5,8              | 8,2              | 13,2           | 17,5            | 21,5            | 25,8           | 27,8           | 27,3           | 22,7            | 17,4            | 10,4             | 6,1             | 17               |
| Record de froid (°C) date du record                | −13,5 30/01/2004 | −16,1 05/02/2012 | −12 01/03/2005 | −5,8 08/04/2021 | −0,9 07/05/2019 | 2 13/6/2000    | 6 30/7/1998    | 5 30/8/1998    | 0,3 30/9/1995   | −6 31/10/1997   | −12,5 27/11/2005 | −14 20/12/2009  | −16,1 05/02/2012 |
| Record de chaleur (°C) date du record              | 17 02/01/2003    | 20,7 24/2/2021   | 25,2 31/3/2021 | 29 21/4/2018    | 34 29/5/2001    | 37,1 27/6/2019 | 37,5 31/7/2020 | 40 13/8/2003   | 31,8 13/9/2016  | 27,5 07/10/2009 | 22,7 02/11/2020  | 20,5 07/12/2000 | 40 13/8/2003     |
| Nombre de jours avec température minimale ≤ −10 °C | 0,5              | 0,4              | 0,1            |                 |                 |                |                |                |                 |                 | 0,1              | 0,5             | 1,6              |
| Nombre de jours avec température minimale ≤ –5 °C  | 5,2              | 4,8              | 1              |                 |                 |                |                |                |                 | 0,1             | 1                | 4,9             | 17               |
| Nombre de jours avec température maximale ≤ 0 °C   | −21              | 18,6             | 11,5           | 3,1             | 0,1             |                |                |                |                 | 1,4             | 9                | 18,7            | 83,4             |
| Nombre de jours avec température maximale ≥ 25 °C  |                  |                  |                | 1,8             | 8,2             | 17,9           | 23,5           | 22             | 9,9             | 0,7             |                  |                 | 84               |
| Nombre de jours avec température maximale ≥ 30 °C  |                  |                  |                |                 | 0,9             | 6,3            | 11             | 9,2            | 1,4             |                 |                  |                 | 28,8             |
| Degrés jour unifiés                                | 492,1            | 412              | 331,3          | 209,6           | 97,3            | 26,3           | 10             | 11,9           | 68,1            | 183             | 352,6            | 478,6           |                  |
| Précipitations (mm)                                | 99,2             | 82,7             | 90             | 91,4            | 98,6            | 98,9           | 86             | 100,2          | 103,7           | 117,7           | 117,4            | 121             | 1 206,8          |
| Record de pluie en 24 h (mm) date du record        | 43,5 05/1/2012   | 56 3/2/2003      | 54,3 29/3/2015 | 43,2 11/4/2013  | 46,9 06/02/2021 | 60 21/6/1997   | 60,1 4/7/1996  | 63,2 24/8/2009 | 106,4 25/9/1999 | 55,7 25/10/2004 | 85 14/11/2002    | 46,5 11/12/2017 | 106,4 5/9/1999   |

### Voies de communication et transports

#### Infrastructures routières

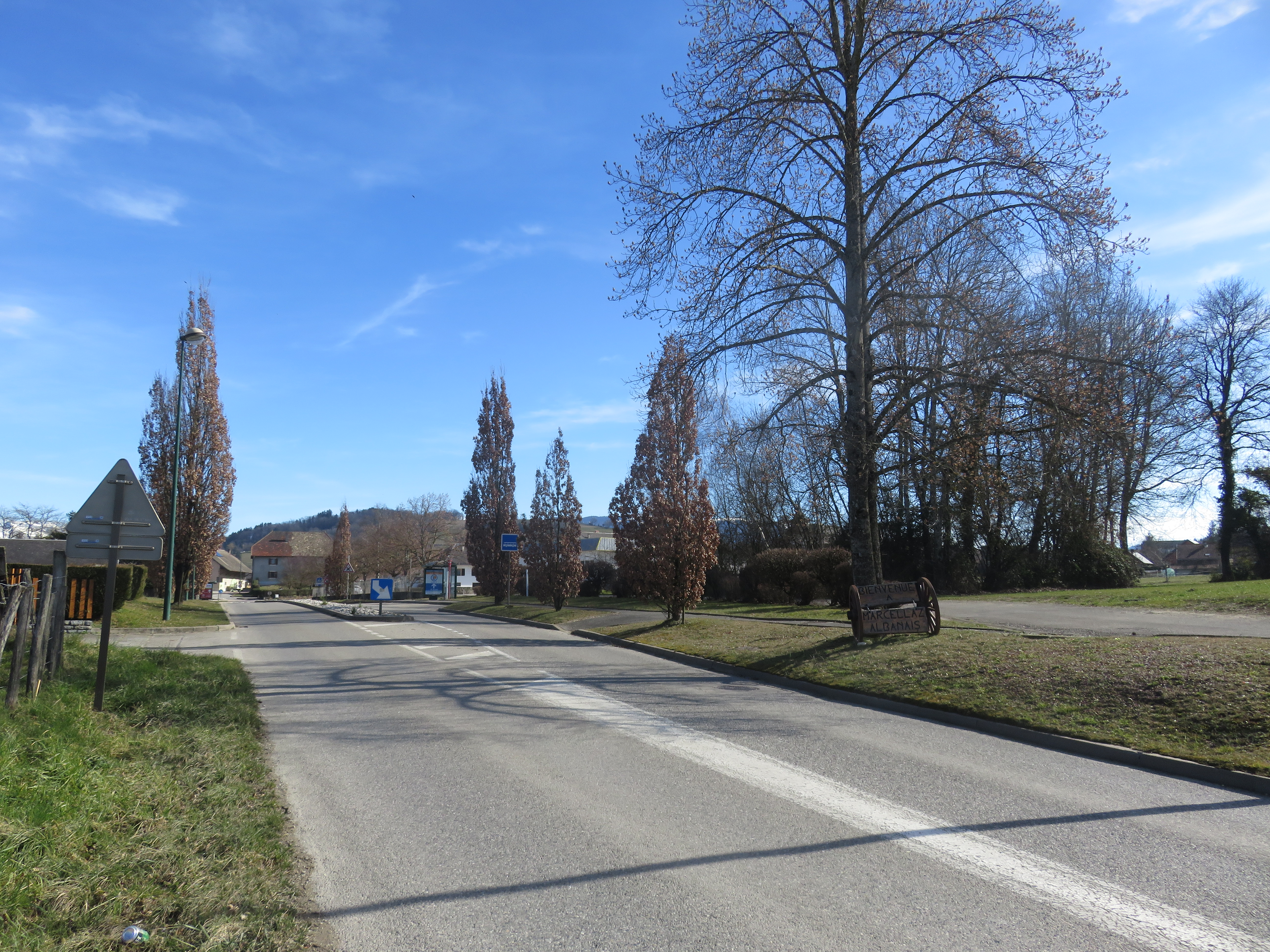
La Route des Creuses traverse la commune d’est en ouest.

La route principale est la route départementale D16, également appelée Route des Creuses, qui relie Annecy à Rumilly et traverse de ce fait la commune d’est en ouest. Trois autres routes départementales permettent de se rendre à Étercy (RD 238) et Hauteville-sur-Fier (RD 38 et RD 258). À cela s’ajoutent un certain nombre de voies communales reliant l’ensemble des hameaux et villages de la commune.

#### Transport ferroviaire

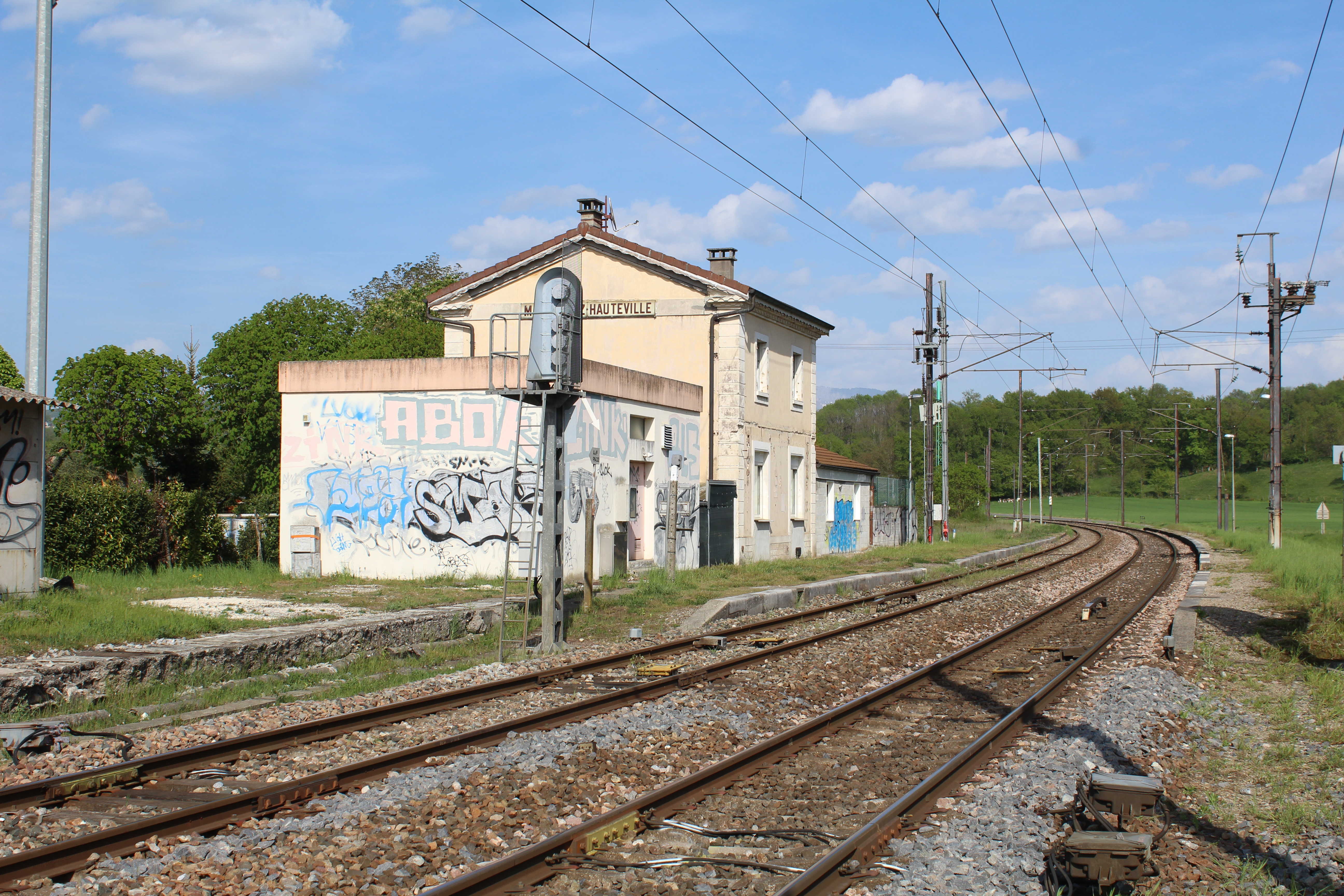
La gare de Marcellaz-Hauteville, fermée au trafic voyageurs depuis 1993.

En 1866, une gare est construite dans le hameau de la Champagne, au nord de la ligne d'Aix-les-Bains-Le Revard à Annemasse qui est ouverte au service voyageurs le 5 juillet 1866,. Elle est nommée gare de Marcellaz - Hauteville en raison de son emplacement, à moins d’un kilomètre de Hauteville-sur-Fier. En août 1923, le hameau de la Champagne est rattaché à cette commune, et la gare passe de fait sur son territoire, la ligne de chemin de fer servant désormais de limite communale. Elle est fermée au trafic voyageurs vers 1994 et le bâtiment est vendu à un particulier,. Depuis, les gares ouvertes les plus proches sont celles de Rumilly, à 7,5 km à l’ouest, et d’Annecy, à 12 km à l’est.
Dans le cadre du projet de modernisation du tronçon Aix-les-Bains-Le Revard - Annecy, qui consiste notamment à doubler partiellement la voie, la SNCF n’exclut pas la possibilité d’ouvrir une nouvelle halte à Marcellaz. Ce projet est appuyé par les élus locaux, qui déplorent l’absence de gare dans le secteur nord de l’Albanais.

#### Transport aérien

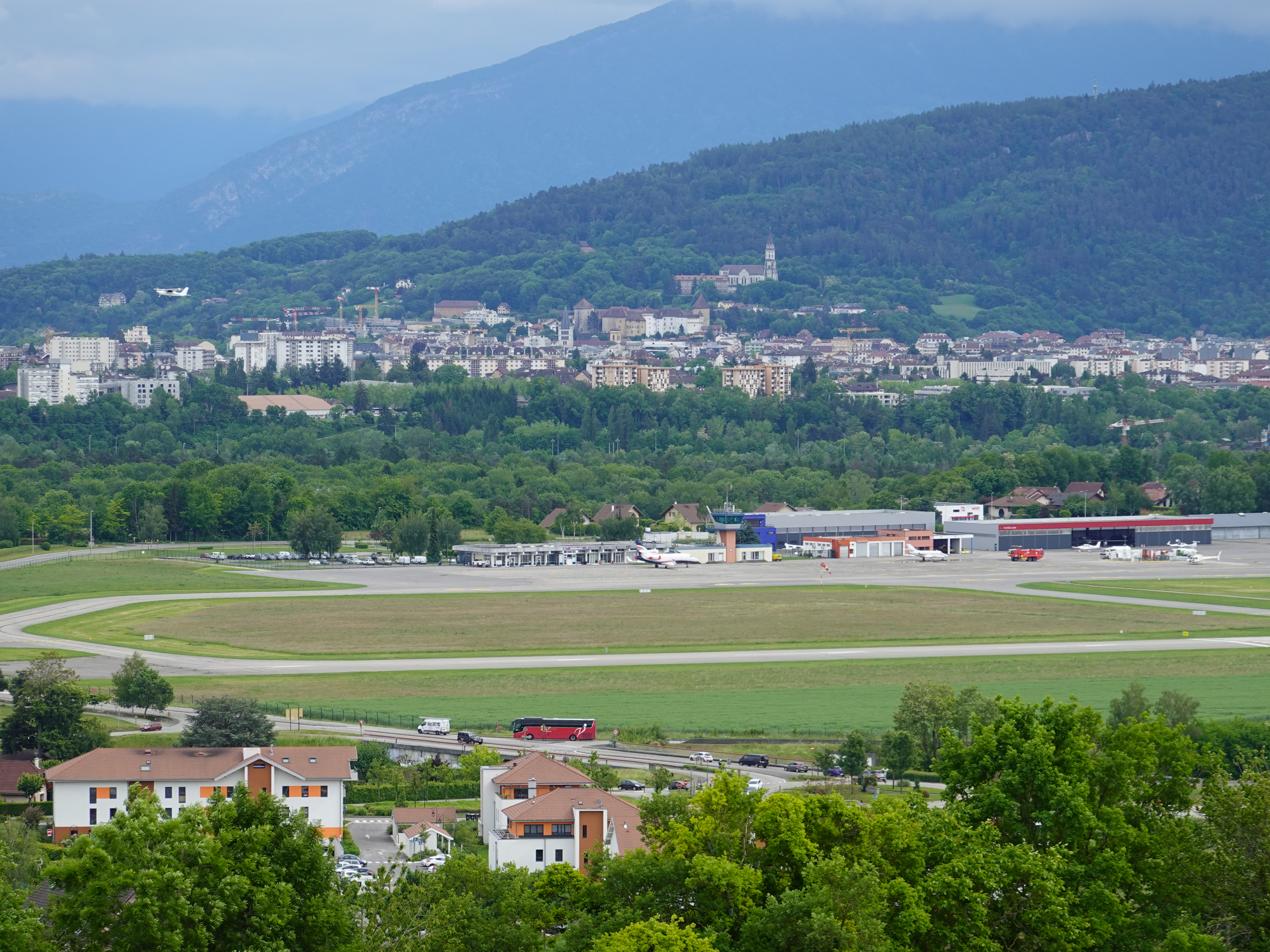
L’aéroport d’Annecy est le plus proche de la commune, mais il est principalement dédié à l’aviation d’affaires.

Deux aéroports sont situés à moins de 30 minutes de Marcellaz-Albanais. Au nord-est, l’aéroport d’Annecy est principalement dédié à l’aviation d’affaires, tandis que celui de Chambéry, au sud, propose des liaisons régulières vers l’international, notamment vers les Pays-Bas et le Royaume-Uni.

#### Transport en commun

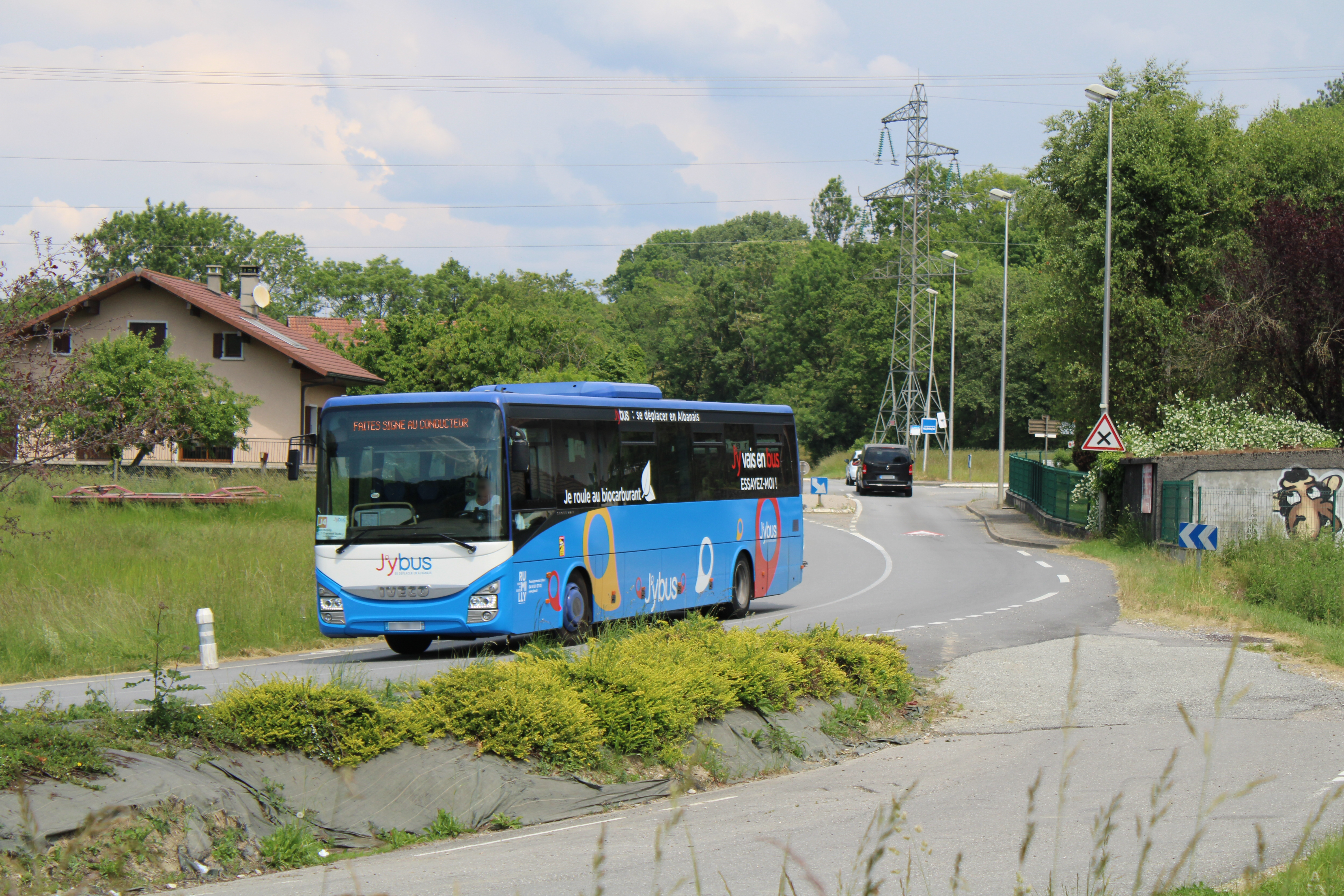
Depuis le 2 janvier 2023, la ligne J4 du réseau J’ybus dessert la commune.

La commune est traversée par la ligne J4 du réseau J’ybus, qui relie la gare de Rumilly à Chavanod, où elle entre en correspondance avec la ligne Rythmo 3 du réseau Sibra d’Annecy,. Cette ligne, anciennement connue sous l’indice 33 du réseau départemental Lihsa, a été reprise par la communauté de communes Rumilly Terre de Savoie depuis le 1er septembre 2018. Elle est intégrée au réseau J’ybus le 2 janvier 2023 et traverse la commune sur la route des Creuses en desservant cinq arrêts, dont un au chef-lieu. 9 allers-retours sont proposés du lundi au vendredi, hors jours fériés.
Des services scolaires sont également mis en place par l’intercommunalité pour permettre aux élèves de se rendre dans les établissements d’enseignement secondaire de Rumilly.

## Urbanisme

### Typologie
Au 1er janvier 2024, Marcellaz-Albanais est catégorisée commune rurale à habitat dispersé, selon la nouvelle grille communale de densité à sept niveaux définie par l'Insee en 2023.
Elle est située hors unité urbaine. Par ailleurs la commune fait partie de l'aire d'attraction d'Annecy, dont elle est une commune de la couronne,. Cette aire, qui regroupe 79 communes, est catégorisée dans les aires de 200 000 à moins de 700 000 habitants,.

### Occupation des sols
L'occupation des sols de la commune, telle qu'elle ressort de la base de données européenne d’occupation biophysique des sols Corine Land Cover (CLC), est marquée par l'importance des territoires agricoles (80,7 % en 2018), en diminution par rapport à 1990 (81,8 %). La répartition détaillée en 2018 est la suivante :
zones agricoles hétérogènes (57,8 %), forêts (16,7 %), prairies (15,7 %), terres arables (7,1 %), zones urbanisées (2,6 %).
L'IGN met par ailleurs à disposition un outil en ligne permettant de comparer l’évolution dans le temps de l’occupation des sols de la commune (ou de territoires à des échelles différentes). Plusieurs époques sont accessibles sous forme de cartes ou photos aériennes : la carte de Cassini (XVIIIe siècle), la carte d'état-major (1820-1866) et la période actuelle (1950 à aujourd'hui).

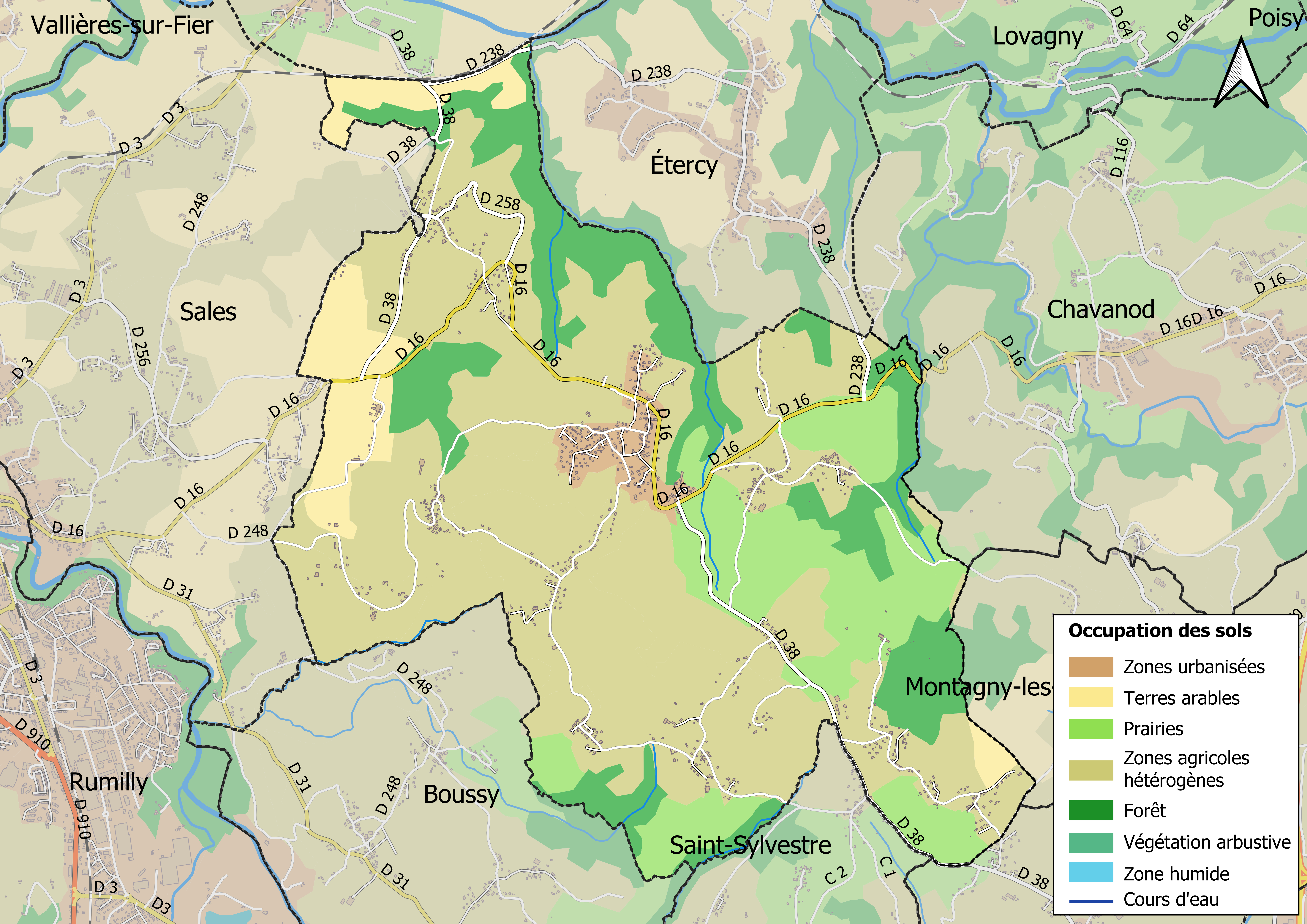
Carte des infrastructures et de l'occupation des sols en 2018 (CLC) de la commune.
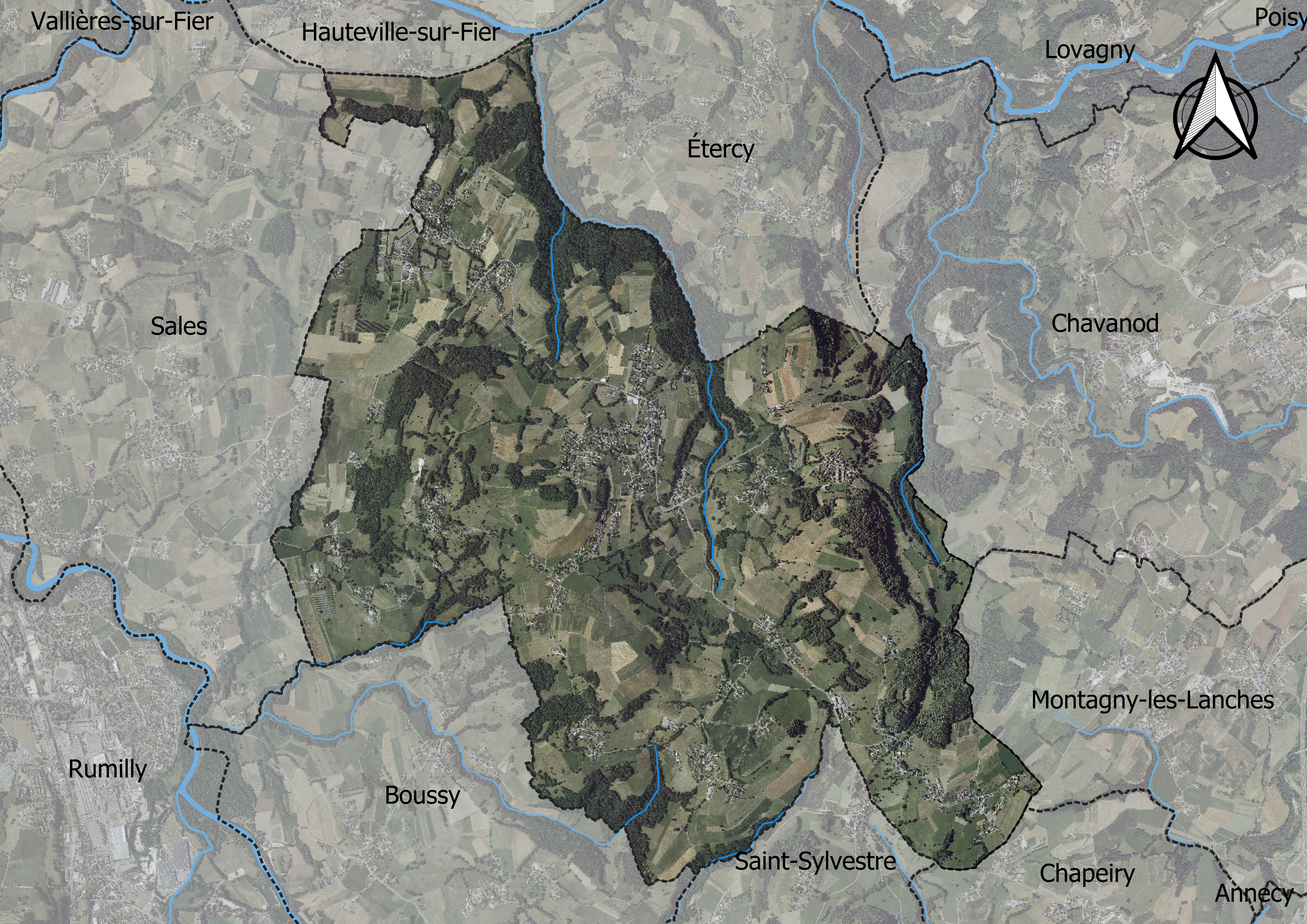
Carte orthophotogrammétrique de la commune.

### Morphologie urbaine

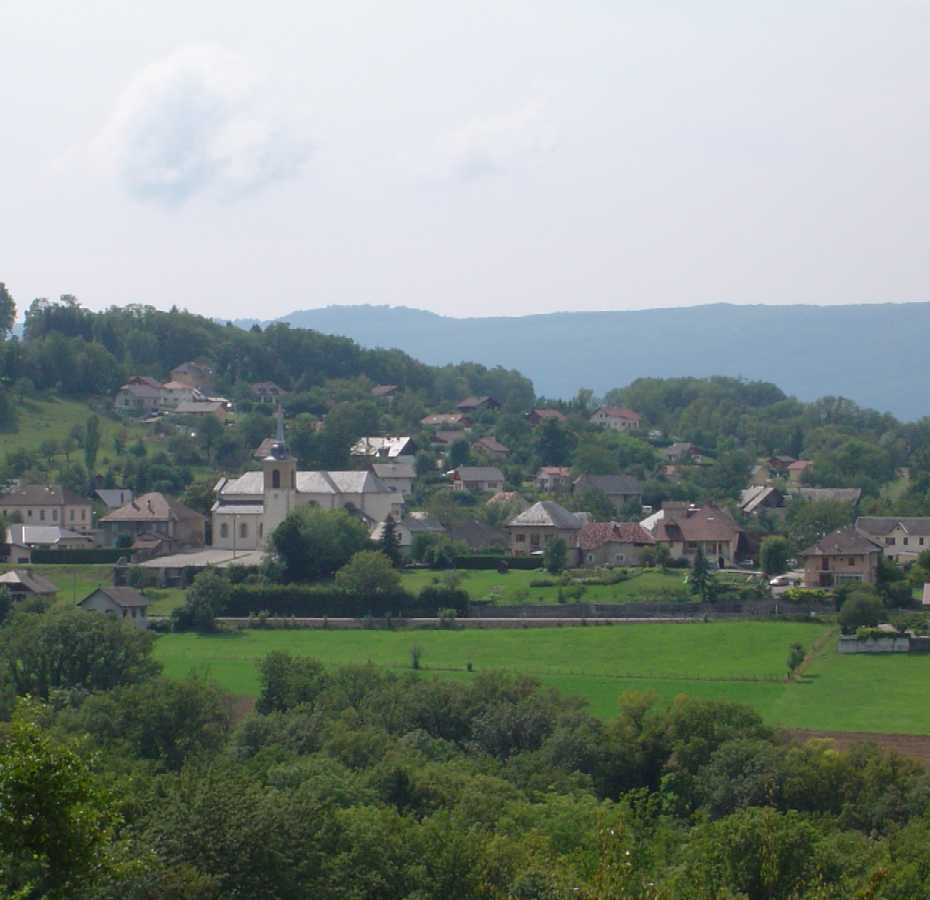
Le chef-lieu de Marcellaz-Albanais.

Le plan local d'urbanisme (PLU) de Marcellaz-Albanais, révisé en juin 2011 et modifié en juillet 2017, identifie un habitat communal structuré en deux groupes, :
- le chef-lieu, également appelé centre bourg, est implanté à l’origine autour de l’église Saint-Maurice, à l’ouest de la Route des Creuses (RD 16). Son agglomération s’est considérablement développée au cours des dernières décennies, essentiellement sous forme pavillonnaire, entrainant la disparition totale de toute délimitation physique avec les lieux-dits du Faubourg (au nord) et de celui-dit des Les Songeons et la Golta (à l’ouest). Depuis le milieu des années 2010, il fait l’objet d’une revalorisation avec le lancement d’un projet d’éco-bourg[J 5], qui comporte notamment la création d’un giratoire sur la RD 16 et le réaménagement de la Place de l’Albanais (réalisés en 2016/2017 et inaugurés en avril 2018)[21],[BM 1],[BM 2], le percement d’une nouvelle rue afin de permettre la mise en place d’un sens de circulation (au printemps 2019)[BM 3] et la construction de programmes immobiliers collectifs dont le premier, baptisé Le verger du Bourg, est implanté face à la mairie et inauguré en décembre 2019[BM 3] ;
- une petite dizaines de hameaux, dont la taille est assez variable, pouvant aller d’une simple ferme à un ensemble de bâtiments plus important[Off 2].

### Logement
Le tableau ci-dessous présente une comparaison du logement à Marcellaz-Albanais et dans l’ensemble de la Haute-Savoie en 2021, au travers de quelques indicateurs, :
|                                                        | Marcellaz-Albanais | Haute-Savoie |
| ------------------------------------------------------ | ------------------ | ------------ |
| Part des résidences principales (en %)                 | 89.1               | 69.9         |
| Part des logements vacants (en %)                      | 9.1                | 6.6          |
| Part des ménages propriétaires de leur logement (en %) | 88,2               | 60.2         |

L’habitat à Marcellaz-Albanais en 2021 se caractérise par une proportion de ménages propriétaires de leur habitation supérieure à la moyenne départementale, et la part de logements vacants y est légèrement plus élevé. Le logement locatif ne représente que 9,6 % des résidences principales. Cette même année, 65 % des ménages résidaient dans la commune depuis 10 ans ou plus.
En 1968, on dénombrait 157 résidences principales. Après une hausse timide sur la période 1968-1975 (+ 33 résidences), ce chiffre augmente de manière assez régulière jusqu’au début des années 2010, passant régulièrement au-dessus de la barre des 90 nouvelles habitations et frôlant la barre des 110 pour la période 1982-1990. Un arrêt brutal est visible sur la période 2010-2015, qui n’enregistre que 43 nouvelles résidences principales, avant de revenir à des chiffres plus habituels depuis : 99 résidences principales supplémentaires sont à dénombrer entre 2015 et 2021, portant leur chiffre total à 789 à cette date. On est toutefois bien loin du chiffre de 1968, qui a été multiplié par 4 en à peine 50 ans.
Les résidences secondaires ou logements occasionnels représentent 1,8 % des habitations de Marcellaz-Albanais, valeur très nettement inférieure à la moyenne du département qui s’élève à près de 25 % (23,5 %).

Exemples de logements
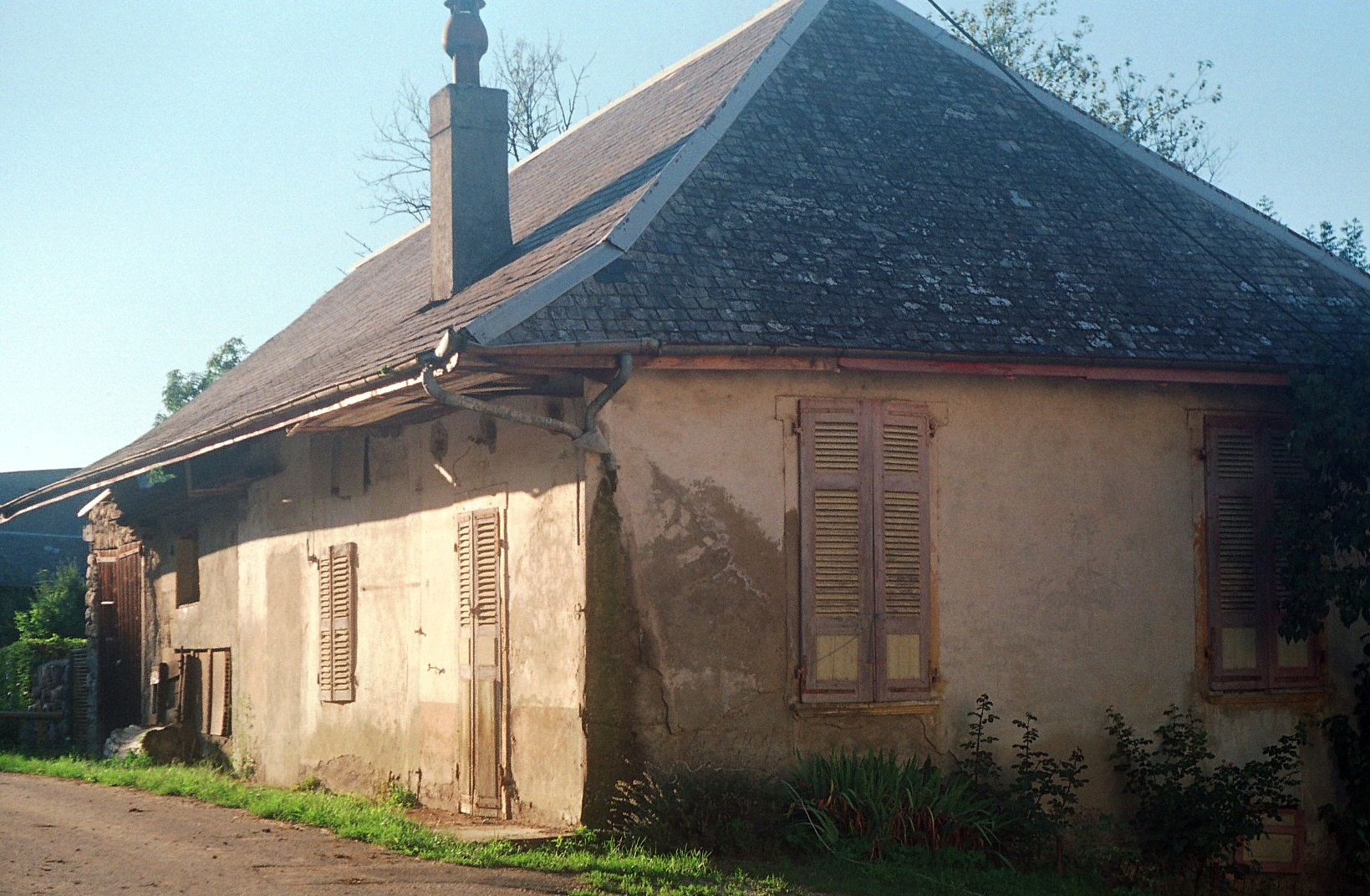
Habitat ancien dans un hameau.
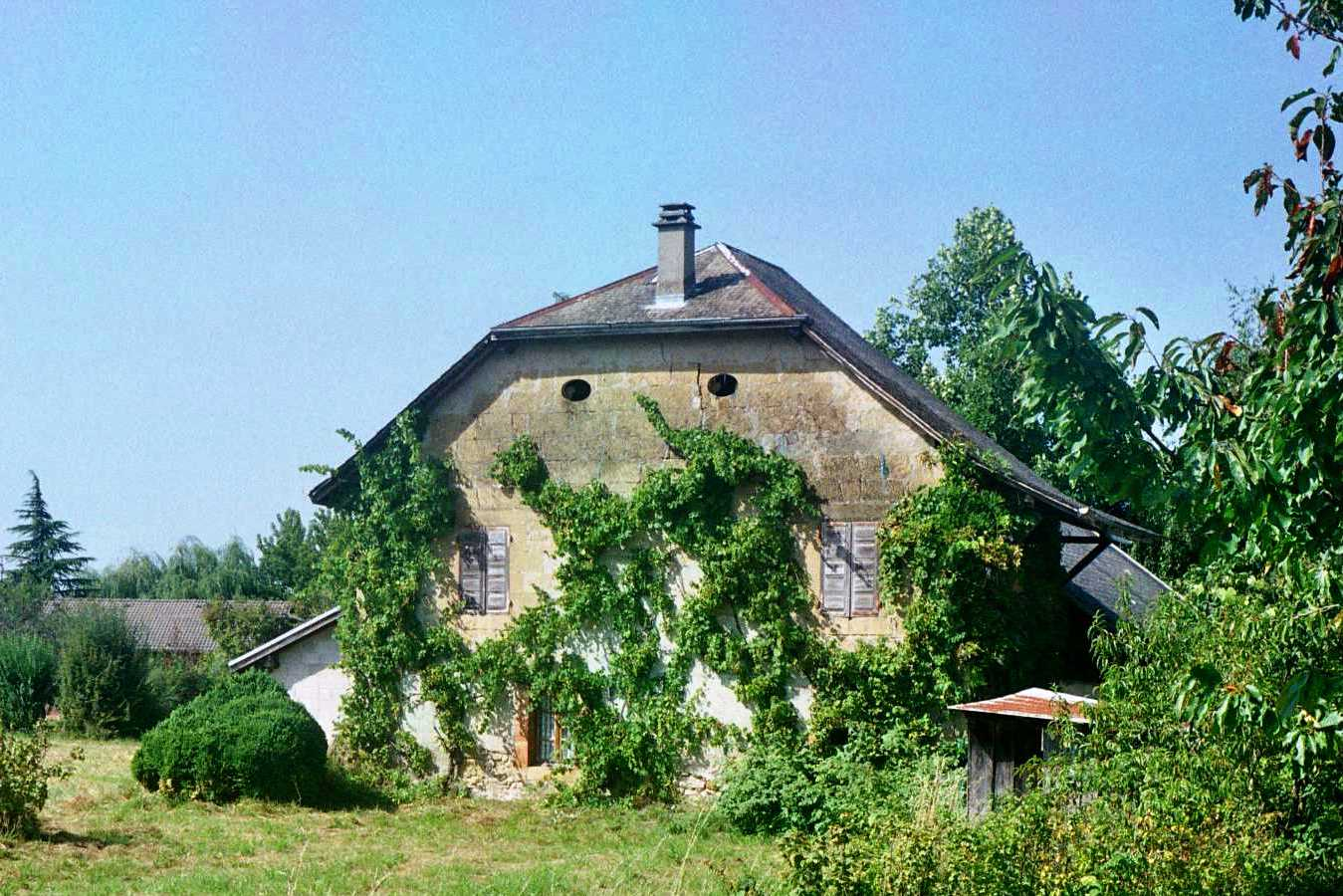
Maison en molasse le long de la Route des Creuses.
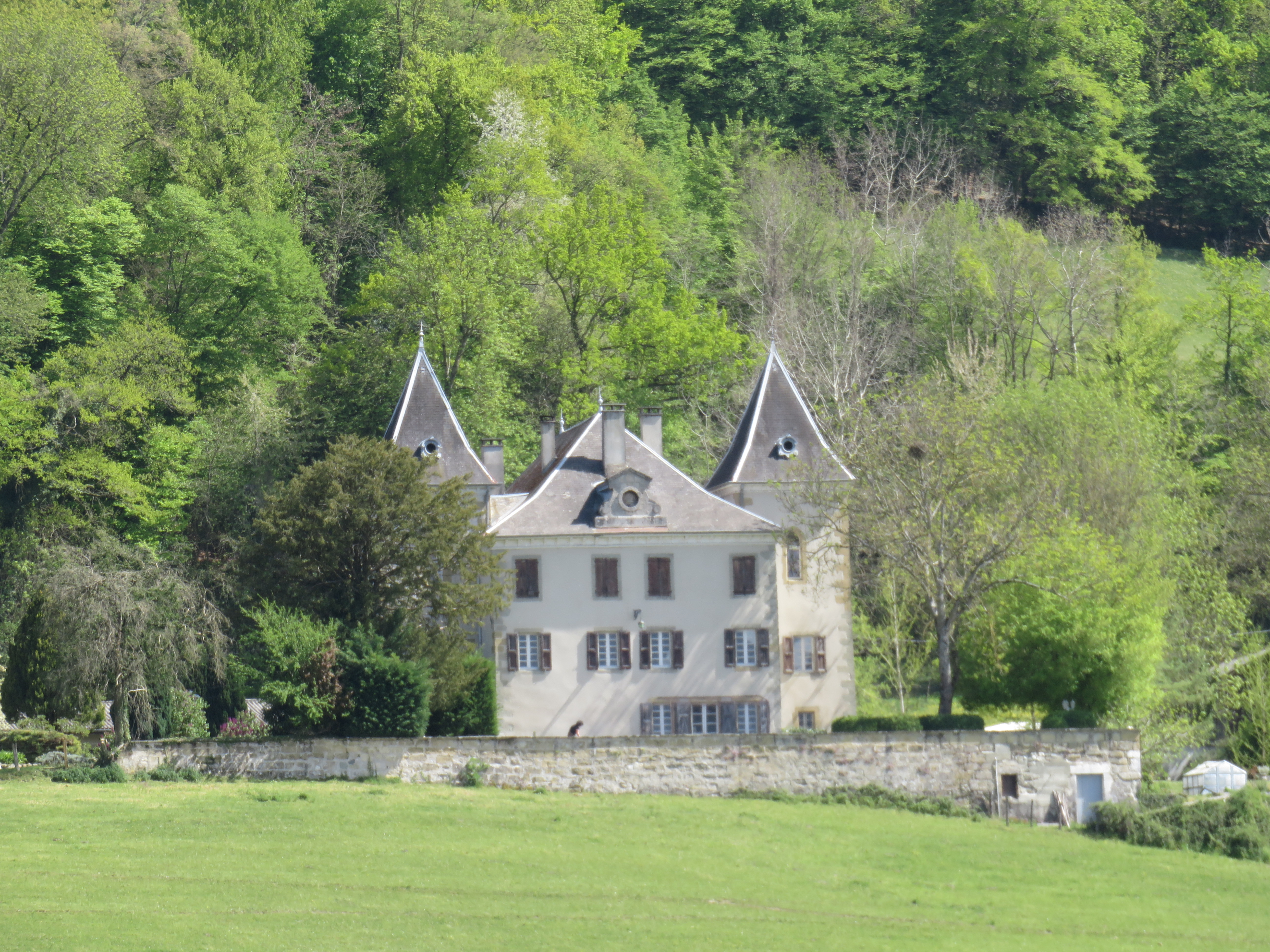
Château de Pieuillet, utilisé comme résidence privée.

### Risques naturels et technologiques

#### Risques naturels

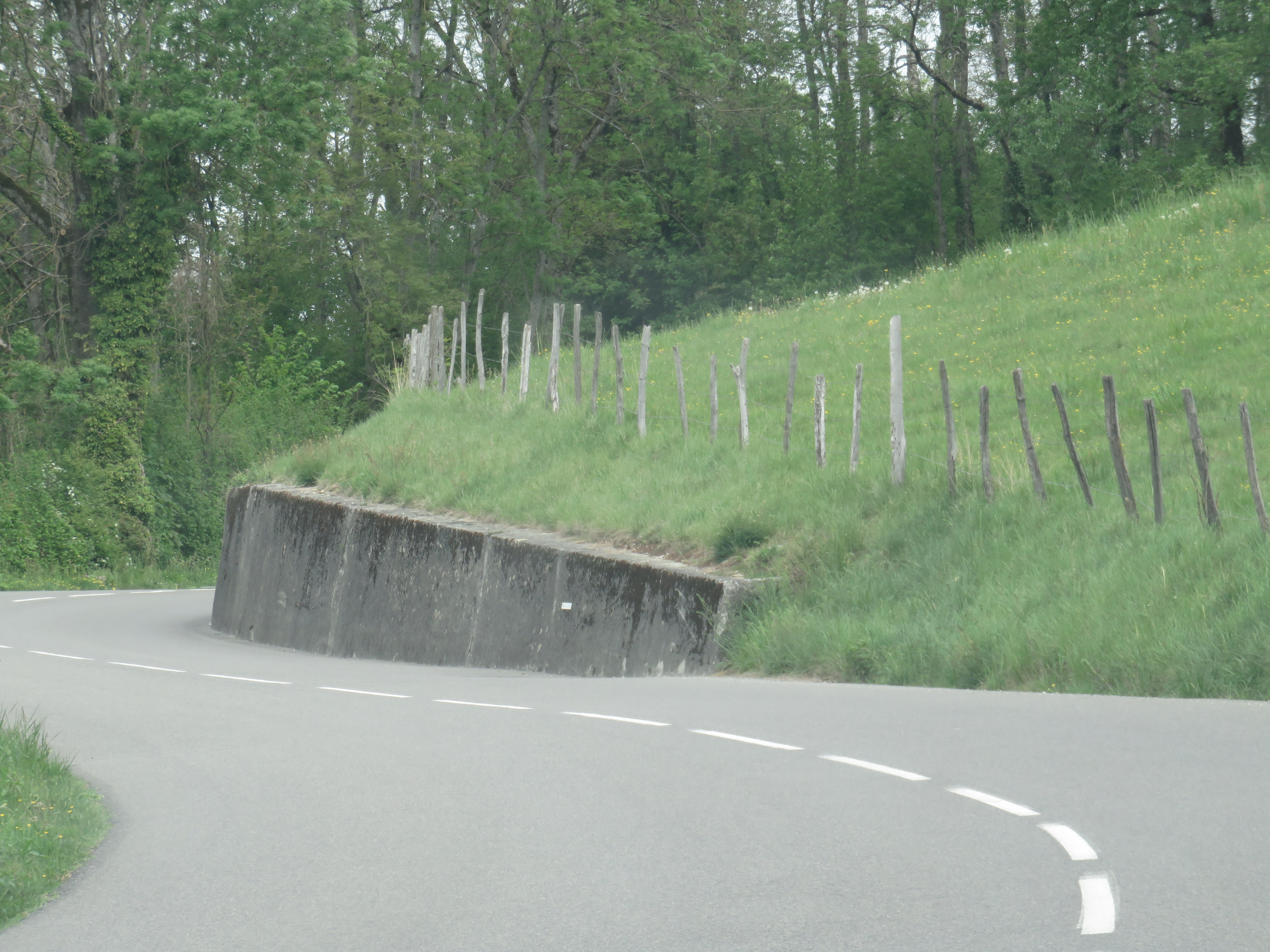
Un mur de soutènement le long de la Route des Creuses.

Marcellaz-Albanais est soumise à quatre risques naturels : inondations, glissements de terrain, chute de pierre et zones humides. Ces risques ne concernent pas l’ensemble de la commune mais seulement certains lieux, qui ont été cartographiés par le département,,. Des travaux ont également été entrepris par endroits afin de limiter les risques,. La commune est classée, comme l’ensemble du département, en zone de sismicité 4 (moyenne).
Toutefois, malgré l’existence de ces risques, on ne dénombre que trois arrêtés reconnaissant l’état de catastrophe naturelle sur les 40 dernières années : un premier en novembre 1982 pour « tempête », un second en octobre 1993 pour « inondations, coulées de boue et mouvements de terrain », et le troisième qui est le plus récent, date d’octobre 1996. Il fait suite au tremblement de terre de magnitude 5.4 sur l’échelle de Richter qui a secoué la région le matin du 15 juillet 1996,,.

#### Risques technologiques
La commune est soumise au risque de pollution liées au transport de matières dangereuses sur la Route des Creuses (RD 16) et la ligne d’Aix-les-Bains à Annemasse.

## Toponymie

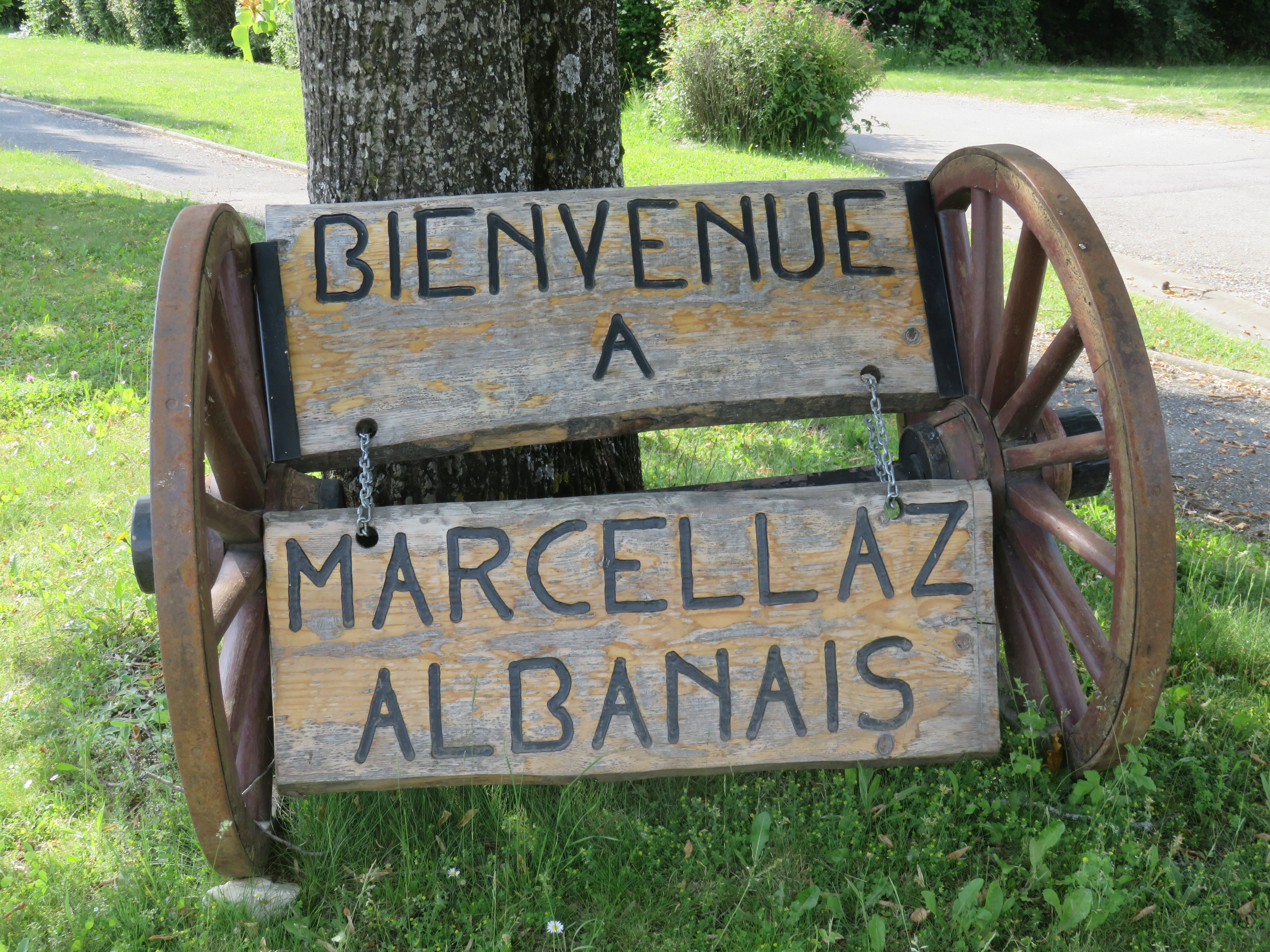
Le nom de la commune, inscrit sur un panneau de bienvenue à l’entrée du chef-lieu.

### Étymologie
La commune porte le nom de Marcellaz-Albanais depuis le début des années 1920, à la suite du décret du 25 octobre 1921 qui lui accole le nom du pays de l’Albanais afin de la différencier de la commune homonyme, située dans la province du Faucigny.
Avant cette date, elle se nomme Marcellaz, quelquefois étendu à Marcellaz-en-Genevois, du nom de la province du Genevois où elle est située, afin de la distinguer de la commune de Marcellaz, dans le Faucigny.
Le nom de Marcellaz semble être un dérivé du nom romain Marcellus, ce qui laisse à penser qu’une villa gallo-romaine s’y trouvait dans l’antiquité.
En francoprovençal, le nom de la commune s’écrit Marslâ (graphie de Conflans) ou Marcèlaz (ORB).

### Microtoponymes
La commune regroupe près de deux-cents lieux-dits et hameaux, :
- A Crottaz
- A Denise
- A Rives
- A Salins
- A Thieully
- Au Cret
- Au Plat
- Aux Neigeux
- Aux Planchettes
- Aux Rochins Nord
- Aux Rochins sud
- Aux Steppes
- Bofflon
- Bois aux loups
- Bois Ronds
- Champ au Moulin
- Champ au Peuplier
- Champ de la Croix
- Champ de la Raie et Coutaine
- Champ des Morts
- Champ Feti et Le Bois
- Champ rochers et les gardées
- Chaunu
- Chavanne
- Chenane Est
- Chenane Ouest
- Chennevrier
- Chertaz
- Chesnay
- Chez Nanche
- Chez Regod
- Chonu
- Col Bossu
- Combe et La Morale
- Contentenaz
- Coutasse Nord
- Coutasse Sud
- Crêt Cernay
- Crêt Dieu
- Cretet
- Creton
- Creux Saint-Bernard
- Dioson
- Dessous la Ville
- Dioson
- Faramaz
- Fareuse Est
- Fareuse Ouest
- Faucigny
- Fenieres Nord
- Fenieres Sud
- Germagny
- Gleufoy
- Goulta
- Gruffat
- Guinniti
- Joudrain
- La Barre
- La Champagne (jusqu’en 1923)[Note 2]
- La Cote
- La Courbe
- La France
- La Galle
- La Glenaz
- La Golta
- La Guene
- La Lama
- La Lama et Les Creuselets
- La Maladière
- La Molière
- La Pièce
- La Pièce à Bras Courants
- La Pièce à Dalex
- La Pièce de Derrière
- La Pièce de Gleufoy
- La Praz
- La Radia
- La Radia et la Galata Nord
- La Radia et la Galata Sud
- La Ravoire
- La Tailla
- La Tire
- La Violette
- Le Bois
- Le Château et La Violette
- Le Châtelet
- Le Chêne
- Le Chennevrie
- Le Crêt
- Le Faubourg
- Le Marais à Praille Nord
- Le Marais à Praille Sud
- Le Marais de Germagny
- Le Mely
- Le Morceau
- Le Morceau et Entremont
- Le Noir
- Le Noyer
- Le Paradis et Les Tissotes
- Le Piémont
- Le Plan
- Le Plant
- Le Pré de la maison
- Le Pré du zou
- Le Rouet
- Les Airs
- Les Arderes
- Les Biaules
- Les Blanches
- Les Bougres et Potringat
- Les Bruyères
- Les Bruyères et Carrières
- Les Cambrosses
- Les Carouges
- Les Champs de Piau
- Les Champs du Buisson
- Les Combes
- Les Combes et Chalanche
- Les Creuselets
- Les Creuses
- Les Erenes Nord
- Les Erenes Sud
- Les Essaies et Camp Batail
- Les Fesses
- Les Fourrages
- Les Foux Nord
- Les Foux Sud
- Les Gargues
- Les Glermes
- Les Gonnetes
- Les Grandes Vignes Est
- Les Grandes Vignes Ouest
- Les Grands Champs
- Les Hevernes
- Les Hutins
- Les Landrourets
- Les Marais à Prailles
- Les Menons
- Les Mouilles
- Les Muets
- Les Ouches
- Les Planchettes
- Les Plates
- Les Prailles
- Les Prés
- Les Prés aux Biches
- Les Quarts
- Les Raies
- Les Sablons
- Les Songeons et la Golta
- Les Teppes
- Les Teppes Blanches
- Les Trembles
- Les Vaux Nord
- Les Vaux Sud
- Les Vernes
- Les Vignes à Barraut
- Les Vignes de Chonu
- Les Volas
- Les Vorges
- Lot des Sorlies
- Malbrande
- Marcellaz Village
- Maruf
- Mollassie
- Montmasson
- Oilly
- Pallud
- Peignat
- Piémont
- Pieuillet
- Potringat
- Pré Charnet
- Pré Charnier
- Pré Cleuzet
- Pré Giroux
- Pré Renault et Prailles
- Prés au nez et à La Ravoire
- Prés aux jouets
- Prés Chertaz
- Revins et La Maure
- Romane Touvières et les Ga
- Ruy
- Sofieux
- Sourives
- Sous Coutasse
- Sous Guinnili
- Sous la ville
- Sous le bois et Grandes Ra
- Sous Metry
- Sous Montmasson
- Sous Pieuillet
- Sur la Champagne
- Sur la Rue
- Sur le Fier
- Sur le Nant
- Sur les haies et le boule
- Sur les Vignes
- Teppes Vertes
- Touvières
- Vers con
- Vers Glace

## Histoire

### Antiquité
Le passé antique de la commune est assez peu connu. L’étymologie du mot Marcellaz semble être un dérivé du nom romain Marcellus, ce qui laisse à penser qu’une villa gallo-romaine s’y trouvait dans l’antiquité.
Cette occupation du territoire communal dès l’époque romaine est appuyé par la découverte, dans les années 1850/1860, d’une médaille en cuivre dans le jardin du presbytère. Frappée d’une tête avec l’inscription « IMP. MAXIMIANO AUG. » sur une face et, sur l’autre, d’une représentation du génie romain tenant une couronne dans la main droite et une branche de palmier ou de laurier dans la gauche, le tout accompagné de la légende « GENIO POPULI ROMANI », elle semble avoir été réalisée en l’honneur de Maximien Hercule, nommé Auguste par Dioclétien en 286. La mort du premier en 310 permet de dater cette médaille du dernier quart du IIIe siècle.

### Époque médiévale
Comme pour la période antique, le passé médiéval de Marcellaz-Albanais est assez flou. La découverte, au XIXe siècle, de tombeaux en molasse au lieu-dit Crêt-Dieu laisse penser qu’un cimetière était installé sur le territoire communal à l’époque des Burgondes.

#### La paroisse de Marcellaz

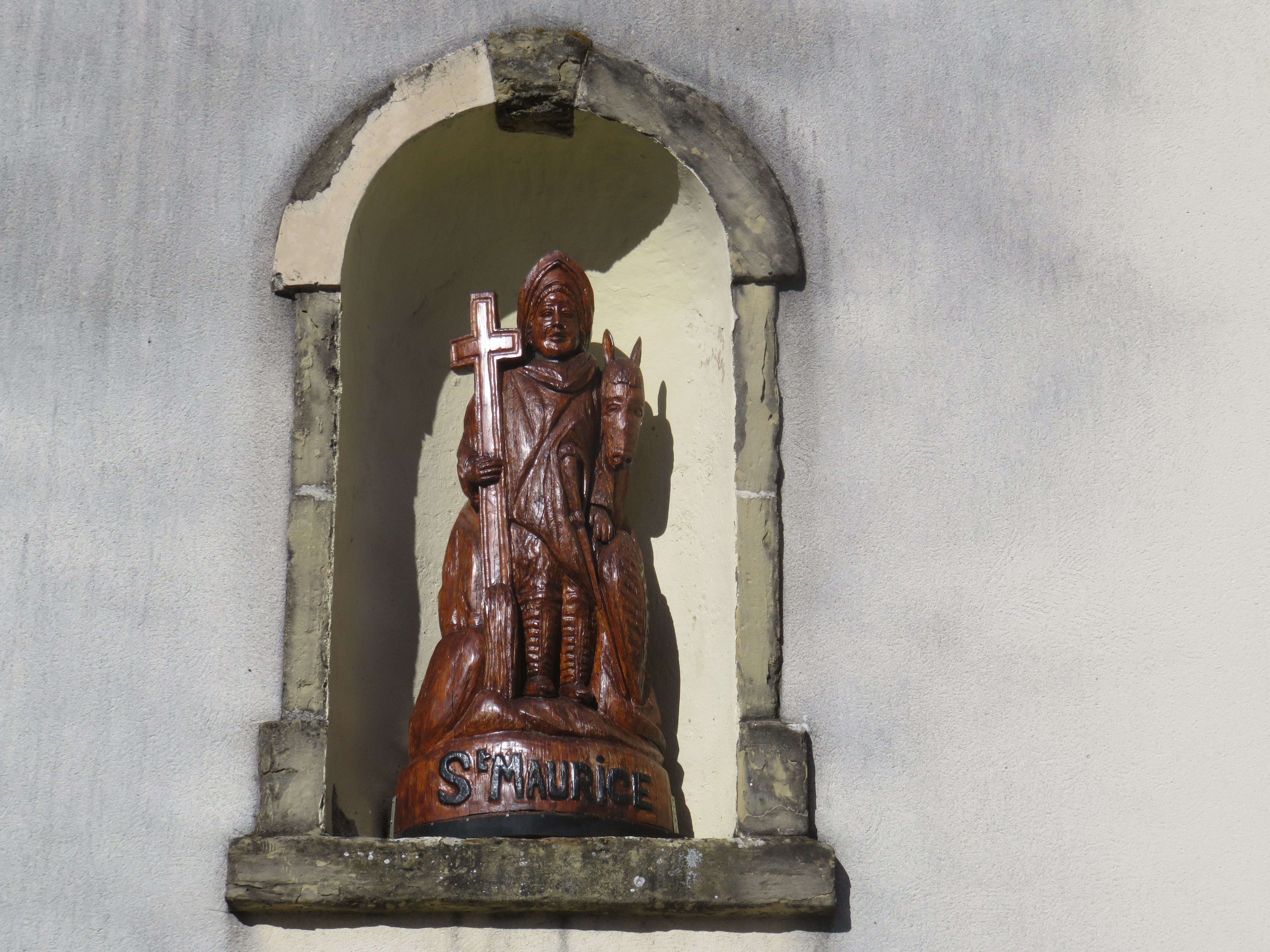
La paroisse de Marcellaz est placée sous le patronage de saint Maurice.

Une paroisse est créée à Marcellaz au XIe ou XIIe siècle. Dédiée à saint Maurice, elle dépend du décanat d’Annecy, qui en nomme le curé, et d’un vicaire. François Croisollet signale qu’un Pierre de Corsinge en est le curé en 1307. Une première église est construite à peu près à la même époque. Quatre chapelles y sont fondées, dédiées à saint Jean-Baptiste, saint Sébastien, au Saint-Esprit et à Notre-Dame. Les trois premières sont ruinées au XVIIe siècle et détruites, tandis que la dernière est entretenue par la famille Randollet, puis par les nobles Roget au siècle suivant.

### Époque moderne
Au XVIIe siècle, la majeure partie du territoire communal dépend de la seigneurie d’Hauteville, propriété des Montfalcon de Rogles jusqu’en 1717. Malgré cette appartenance, l’élection du syndic de Marcellaz est soumis à l’accord du châtelain de Montagny
Le cadastre de 1730 dénombre 19 nobles propriétaires à Marcellaz, tous établis après le XVIe siècle. À la veille de la Révolution française, les droits seigneuriaux versés par les habitants s’élèvent à 14 073 livres pour la période allant de 1783 à 1792. Ils sont perçus par neuf nobles et cinq institutions ecclésiastiques, dont la cathédrale de Chambéry, qui perçoit le plus important revenu.

#### Visite de saint François de Sales
Le 15 mars 1608, la paroisse de Marcellaz reçoit la visite de l'évêque François de Sales en personne. Il est reçu par le curé Georges Cohendet et les trois syndics Claude Viollet, Claude Paccard et Dominique Crosat ainsi que par plusieurs notables.
L'évêque constate que l'église est en mauvais état et demande aux paroissiens de faire réparer les murs de la nef et du clocher, de faire fermer à clef les fonts baptismaux et de fournir une bannière et un parement d'autel. Le curé est également invité à s'occuper de la réparation de la toiture du presbytère, de la couverture du tabernacle. Les réparations doivent être effectuées dans un délai de deux mois sous peine d'interdit, entraînant la fermeture de l'église et la privation des sacrements.
À cette époque, les chapelles de Saint-Jean-Baptiste et Saint-Sébastien, ruinées, avaient été rasées depuis longtemps. La chapelle du Saint-Esprit sera unie au maître-autel faute d'avoir pu trouver un recteur. La chapelle Notre-Dame doit être restaurée par les Randollet.

#### Révolte paysanne du village de Faramaz
En 1696, constatant que ses favetiers ne payent pas leurs impôts, le comte d’Hauteville, François de Montfalcon de Rogles, décide d’effectuer un inventaire de son fief, en définissant les limites des parcelles et leurs propriétaires,,. Le 3 septembre au matin, il se rend, en compagnie d’une petite troupe composée de son fils, son fermier, deux valets, deux commissaires à terriers et deux indicateurs, dans la campagne afin de poursuivre le travail entamé. Au cours de celui-ci, ils malmènent un paysan qui refuse de donner le nom de la parcelle sur laquelle il travaille,. L’après-midi même, le groupe est pris à partie par une centaine d’habitants du hameau de Faramaz armés de pierres, de frondes ou de serpes,,. Le groupe prend alors la fuite, mais l’un des indicateurs est rattrapé par la foule, qui le frappe et lui retire ses vêtements avant de le laisser rentrer nu au château,,. La justice s’empare de l’affaire et fait convoquer le seigneur et son fermier à Chambéry, tandis que six paysans sont emprisonnés.

#### Le crâne de Marcellaz
On note, au cours des siècles passés, l’existence d’un crâne et de deux tibias scellés dans une niche grillagée à l’intérieur du clocher de l’église Saint-Maurice,. Ces reliques appartiennent au seigneur d’Hauteville, Montfalcon de Rogles, qui dispose, au chef-lieu de Marcellaz-Albanais, d'un castel où il réside pendant la période de la chasse,,.
La légende raconte que le seigneur s’éprend de la fille de son fermier, mais que celle-ci repousse ses avances, peut-être selon les conseils du vicaire,,,. Alors qu’il récite son bréviaire au lieu-dit « Vers Prailles », ce dernier est abattu d’un coup de fusil par Montfalcon de Rogles, qui le considère comme responsable de la position de la fille,,,,,. Arrêté, le seigneur est jugé par le Sénat de Savoie et condamné à mort en étant pendu sur la place de l’église communale,,,,,. L’arrêté qui affirme la sentence précise que la tête du meurtrier doit être « clouée à l’endroit le plus apparent de l’église » afin d’y rester à perpétuité,,,,. Initialement installée sur la fenêtre qui surmonte le porche de l’église, elle est déplacée vers 1843 dans une niche conçue à cet effet dans le clocher,.
La date précise de cet événement est assez floue et varie selon les sources : Cl.-Fr. Servettaz, instituteur à Marcellaz-Albanais, avance la date de 1631 dans sa Monographie de la commune de Marcellaz-Albanais, tandis que François Croisollet indique la date de 1712 dans son Histoire de Rumilly. Au cours de recherches, il s’avère que les archives paroissiales de la commune ne mentionnent aucun décès d’un ecclésiastique au cours de l’année 1631, et celles du Sénat de Savoie, de même que le nobiliaire de Savoie, ne fournissent aucune information sur cet événement.
Le crâne, encore présent dans le clocher au milieu du XXe siècle, est volé en août 1974. Cet événement fait ressurgir deux autres légendes. L’une d’elles complète simplement la principale en disant que le corps du seigneur a été brûlé dans un lieu-dit situé en dessous de l’église, tandis que la seconde propose une version totalement différente selon laquelle le seigneur a été exécuté par les paysans à coups de hache et de feu, avant que sa tête ne soit intégrée au ciment frais tandis que son corps est jeté dans un tas de fumier.

### Époque contemporaine

#### Révolution française
Juillet 1789 marque le début de la Révolution française. Si la Savoie n’est pas directement concernée car, à cette date, elle dépend du royaume de Sardaigne, la proximité de la frontière et la venue d’émigrés entrainent des troubles dans la province. Le 22 septembre 1792, celle-ci est envahie par l’armée française et devient, le 27 novembre suivant, le département français du Mont-Blanc. Quelques semaines plus tard, Marcellaz élit alors son premier maire, Louis Longeray, et est intégrée, selon le découpage de l’administration française, au canton de Rumilly et au district d’Annecy,. La commune perd dans le même temps son curé, Claude Duret, qui refuse la Constitution civile du clergé imposée par la France et émigre à Alby-sur-Chéran.

#### Soulèvement anti-révolutionnaire
Passé l’engouement révolutionnaire, la population savoyarde se sent lésée par le mouvement, qui lui retire d’anciens impôts au profit de nouveaux, et divers événements font monter l’opposition à la nouvelle administration,. L’interdiction du culte catholique est également mal perçu et certaines localités passent outre cette mesure. C’est le cas à Marcellaz, puisque la maison de Jean-François Violet, installée dans le hameau de Germagny, est utilisée comme lieu de culte clandestin, où il est assuré par des prêtres réfractaires.
Au début du mois d’août 1793, le maire de Marcellaz, Louis Longeray, échafaude un projet de soulèvement de plusieurs paroisses qui consisterait à prendre Rumilly, Annecy et Seyssel, puis de se rattacher au Jura. Le 18 août, une centaine de royalistes, armés de fourches et de bâtons, se regroupent dans l’église, avant d’abattre l’arbre de la liberté. Ils se dirigent ensuite Sales, où ils sonnent le tocsin et abattent également l’arbre de la liberté, afin de se rendre à Rumilly. Toutefois, contrairement à leurs attentes, ils ne sont pas rejoints par les autres paroisses, et font face à des gardes nationaux en plus grand nombre et armés. Effrayés, ils prennent la fuite,. Une douzaine d’entre eux est arrêtée et emprisonnée au palais de l’Isle,.
Quatre jours plus tard, les contre-révolutionnaires marcellaziens mènent un deuxième soulèvement à Rumilly à l’occasion d’une insurrection menée par le royaliste François Collomb. Les détenus sont libérés, l’hôtel de ville est pillé afin de voler les procédures engagées contre les meneurs du mouvement précédent, et le parti pris pour la royauté est affiché.
À la suite de ces deux événements, un certain nombre de personnes sont arrêtées à Marcellaz, dont le maire Louis Longeray qui passe six mois en détention à Chambéry,. Il est remplacé par à son poste par Antoine Viollet.

#### Première Guerre mondiale
La commune paye un lourd tribut à la Première Guerre mondiale. Celle-ci est déclarée le 1er août 1914, et les Marcellaziens en âge de combattre sont mobilisés deux jours plus tard à la caserne de Rumilly avant d’être envoyé au front.
Le premier à perdre la vie est Jean Viollet, âgé de 23 ans et engagé au 133e régiment d’infanterie sous le no 06403–165. Il décède le 11 août 1914, moins d’une semaine après son arrivée en Alsace, à l’hôpital civil de Cernay à la suite de blessures de guerre.

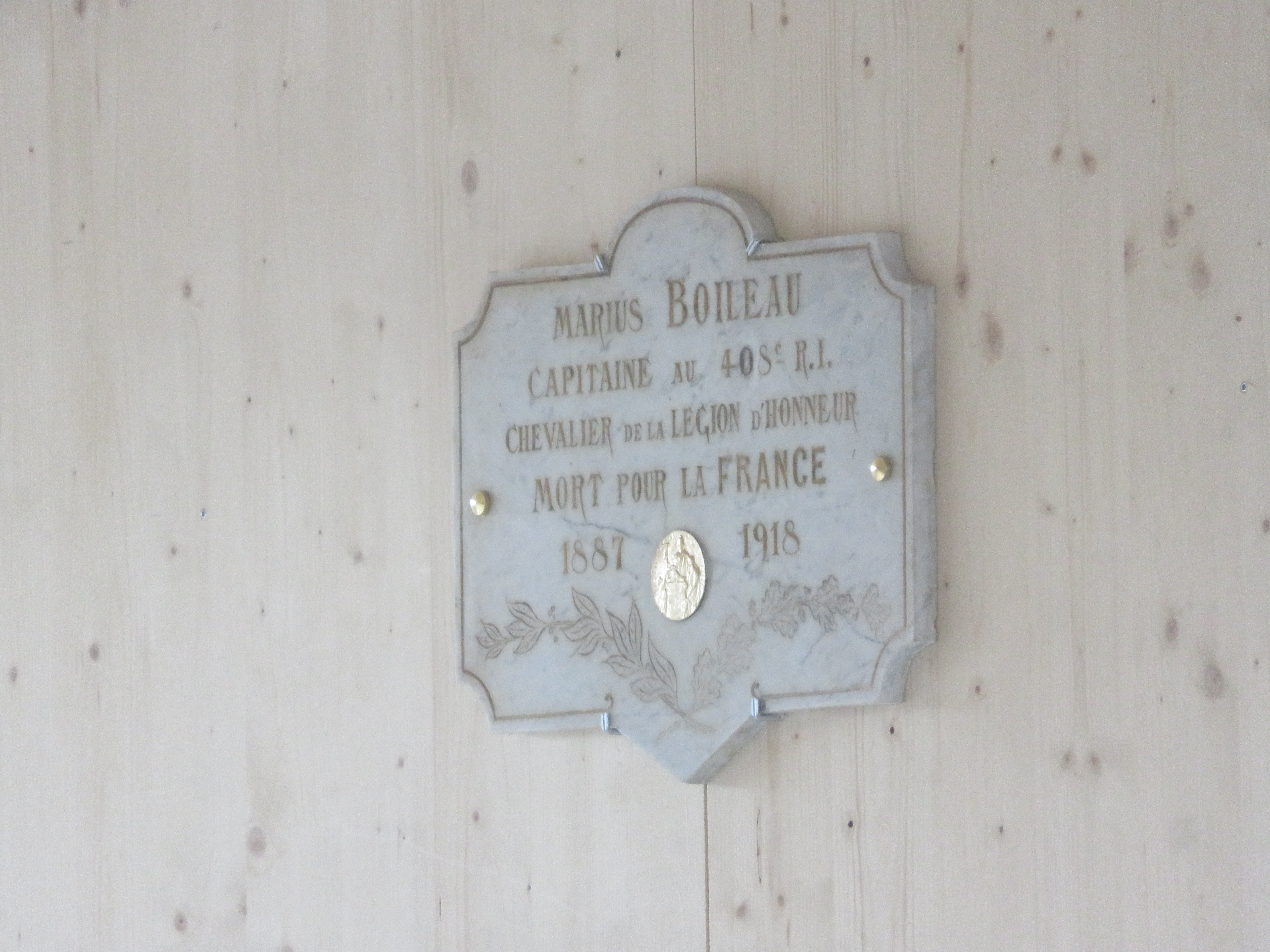
La plaque en mémoire de Marius Boileau, instituteur de la commune mort au front en octobre 1918 lors de la Première Guerre mondiale, sous le préau des écoles.

Au total, sur un peu plus de 1 000 habitants au début du conflit (1 036 au recensement de 1911), Marcellaz-Albanais perd 62 habitants au front (soit près de 6 %), dont plus de la moitié au cours des deux premières années, ainsi que son vicaire Octave Claudius Marius Felisaz et son instituteur Marius Émile Boileau,. Une plaque en mémoire de ce dernier est apposée dans l’école publique, puis déplacée sous le préau à la suite des travaux d’agrandissement du groupe scolaire en 2024/25.

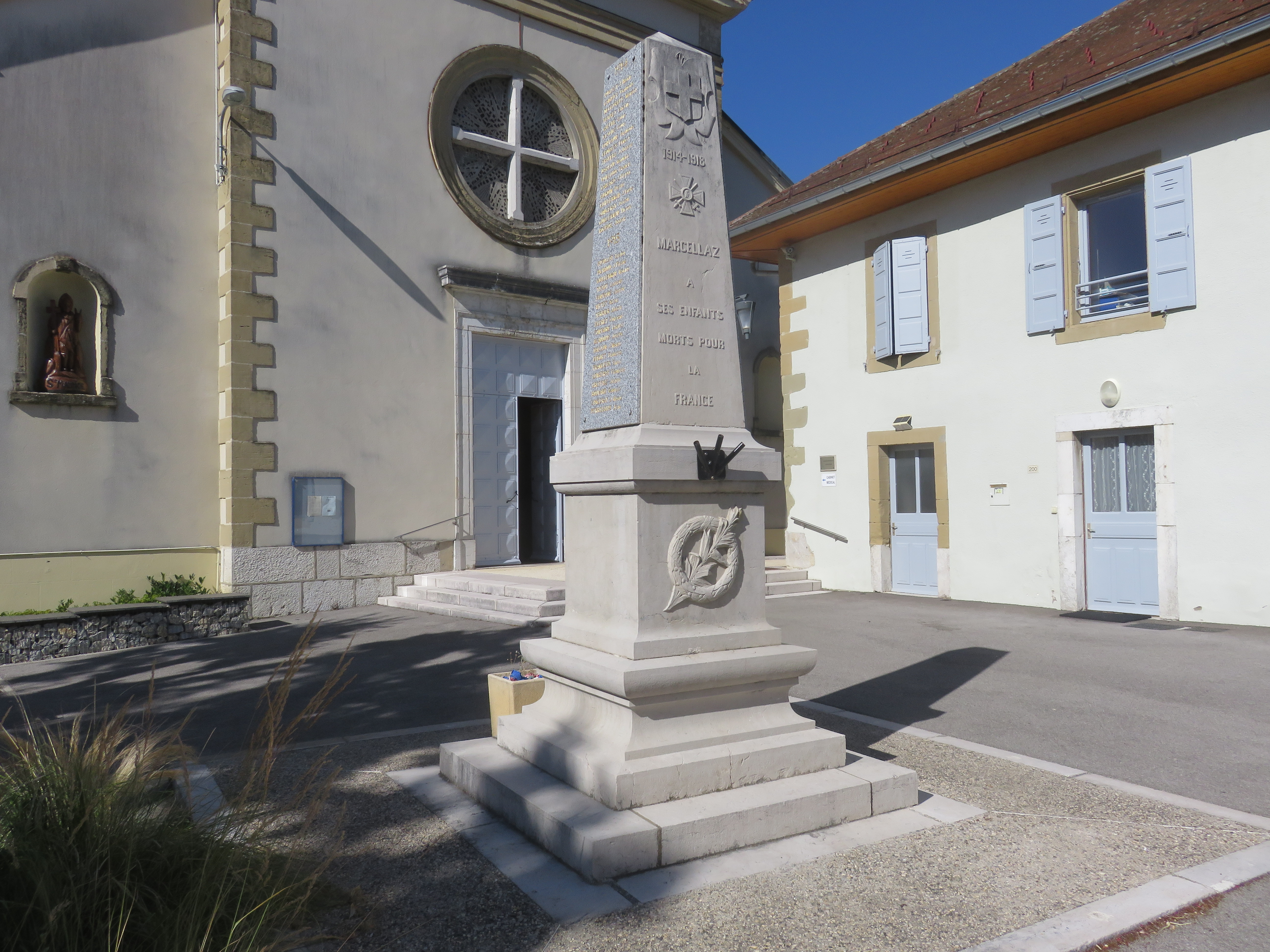
Un monument aux morts est inauguré devant l’église le 13 novembre 1921.

La municipalité, comme la plupart des communes de France, décide de construire un monument aux morts. Le projet est validé par le conseil municipal le 20 novembre 1920, et le mémorial, installé devant l’église, est inauguré moins d’un an plus tard, le 13 novembre 1921. Au total, sur les 75 noms gravés sur le monument, 64 sont liés à la Première Guerre mondiale, ce qui en fait le conflit le plus meurtrier pour Marcellaz-Albanais.

#### Seconde Guerre mondiale
La Seconde Guerre mondiale est, avec six victimes identifiées, beaucoup moins meurtrière pour la commune que le précédent conflit mondial. 1940 est l’année la plus fatale pour les Marcellaziens : quatre décès sont recensés, et autant sont faits prisonniers de guerre par l’armée allemande entre mi-août et décembre,,,. Les prisonniers faits au cours de ce dernier mois sont déportés au camp de concentration de Neubrandenbourg,. 1941 verra deux autres soldats capturés, un en février et le second en avril, qui sont respectivement transférés à Sandbostel et Moosburg,.

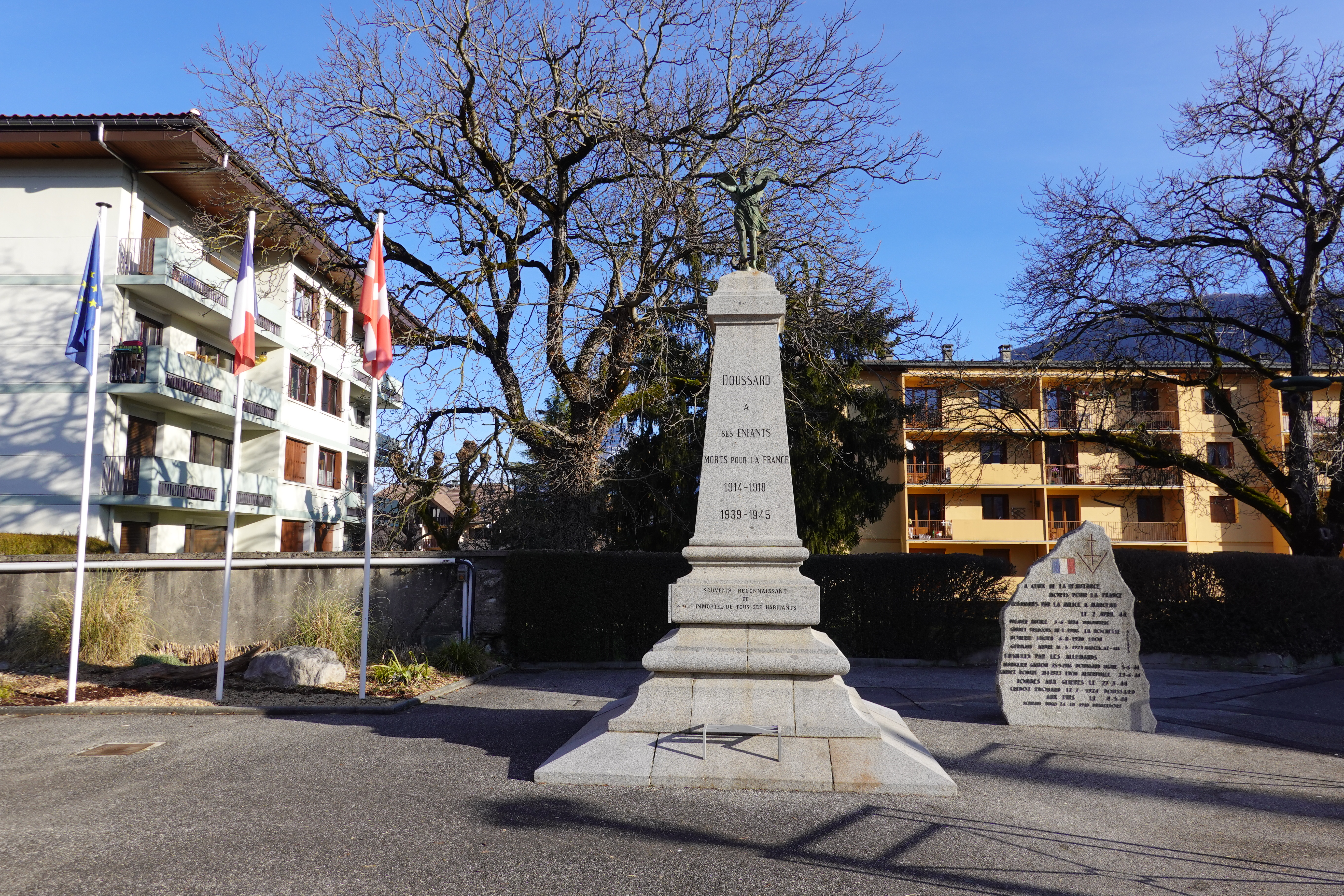
André Germain, né à Marcellaz-Albanais, est abattu par la Milice le 2 avril 1944 à Doussard pour des faits de résistance. Son nom est inscrit sur le monument de droite.

Le reste de la guerre se déroule sans pertes pour la commune jusqu’au 2 avril 1944, lorsque André Germain est abattu par la Milice à Doussard en compagnie d’autres résistants. Né à Marcellaz-Albanais le 10 juin 1923 et réfractaire au S.T.O., il s’était engagé dans la Résistance auprès du maquis des Glières et avait intégré la section « Leclerc », sous les ordres du lieutenant Robert Jouglas.
Un dernier décès lié à la commune au cours du conflit est celui de Roger Germain en 1945.

## Politique et administration
La commune de Marcellaz-Albanais est rattachée administrativement à l’arrondissement d'Annecy. Elle fait partie du canton de Rumilly depuis la création de ce dernier en 1860 et de la première circonscription de la Haute-Savoie.

### Tendances politiques et résultats
L’électorat marcellazien semble voter majoritairement à droite.
Le taux d’abstention est en général autour des 50 % pour tous les suffrages, excepté les présidentielles où il tombe à moins de 20 %. Il atteint un record jusqu’alors inégalé pour une élection, dépassant les 65 %, à l’occasion des municipales de 2020, le premier tour ayant eu lieu dans un contexte sanitaire dégradé en raison de la pandémie de Covid-19 en France. Le résultat de ce premier tour est toutefois sans surprise : Jean-Pierre Lacombe, le maire sortant, étant seul candidat, il est réélu pour un second mandat de six ans.

#### Élections présidentielles
| Année | Tour     | 1er score | 1er score                           | 2e score | 2e score                            | Blancs ou nuls | Participation |
| ----- | -------- | --------- | ----------------------------------- | -------- | ----------------------------------- | -------------- | ------------- |
| 2022  | 2e tour  |           | 56,52 % pour Emmanuel Macron (LREM) |          | 43,48 % pour Marine Le Pen (RN)     | 5,99 %         | 73,28 %       |
| 2022  | 1er tour |           | 28,80 % pour Emmanuel Macron (LREM) |          | 23,58 % pour Marine Le Pen (RN)     | 1,81 %         | 79,99 %       |
| 2017  | 2e tour  |           | 64,37 % pour Emmanuel Macron (LREM) |          | 35,63 % pour Marine Le Pen (FN)     | 9,61 %         | 81,32 %       |
| 2017  | 1er tour |           | 25,61 % pour Emmanuel Macron (LREM) |          | 23,25 % pour Marine Le Pen (FN)     | 2,46 %         | 80,86 %       |
| 2012  | 2e tour  |           | 61,75 % pour Nicolas Sarkozy (UMP)  |          | 38,25 % pour François Hollande (PS) | 5,71 %         | 85,98 %       |
| 2012  | 1er tour |           | 32,24 % pour Nicolas Sarkozy (UMP)  |          | 19,41 % pour Marine Le Pen (FN)     | 1,52 %         | 87,14 %       |
| 2007  | 2e tour  |           | 63,65 % pour Nicolas Sarkozy (UMP)  |          | 36,35 % pour Ségolène Royal (PS)    | 4,66 %         | 88,41 %       |
| 2007  | 1er tour |           | 35,12 % pour Nicolas Sarkozy (UMP)  |          | 23,97 % pour François Bayrou (UDF)  | 1,13 %         | 89,79 %       |
| 2002  | 2e tour  |           | 77,41 % pour Jacques Chirac (RPR)   |          | 22,59 % pour Jean-Marie Le Pen (FN) | 4,65 %         | 84,4 %        |
| 2002  | 1er tour |           | 24,04 % pour Jean-Marie Le Pen (FN) |          | 13,47 % pour Jacques Chirac (RPR)   | 3,15 %         | 79,23 %       |

#### Élections municipales
| Année | Tour     | 1er score                          | 1er score                             | 2e score                           | 2e score                           | Blancs ou nuls                     | Participation                      |
| ----- | -------- | ---------------------------------- | ------------------------------------- | ---------------------------------- | ---------------------------------- | ---------------------------------- | ---------------------------------- |
| 2020  | 2e tour  | Tour unique                        | Tour unique                           | Tour unique                        | Tour unique                        | Tour unique                        | Tour unique                        |
| 2020  | 1er tour |                                    | 100,0 % pour Jean-Pierre Lacombe (SE) |                                    | Liste unique                       | 2,42 %                             | 30,43 %                            |
| 2014  | 2e tour  | Tour unique                        | Tour unique                           | Tour unique                        | Tour unique                        | Tour unique                        | Tour unique                        |
| 2014  | 1er tour |                                    | 100,0 % pour Jean-Pierre Lacombe (SE) |                                    | Liste unique                       | 10,54 %                            | 43,15 %                            |
| 2008  | 2e tour  | Tour unique                        | Tour unique                           | Tour unique                        | Tour unique                        | Tour unique                        | Tour unique                        |
| 2008  | 1er tour | Maire élu par le conseil municipal | Maire élu par le conseil municipal    | Maire élu par le conseil municipal | Maire élu par le conseil municipal | Maire élu par le conseil municipal | Maire élu par le conseil municipal |
| 2001  | 2e tour  | Données manquantes                 | Données manquantes                    | Données manquantes                 | Données manquantes                 | Données manquantes                 | Données manquantes                 |
| 2001  | 1er tour | Données manquantes                 | Données manquantes                    | Données manquantes                 | Données manquantes                 | Données manquantes                 | Données manquantes                 |

### Administration locale

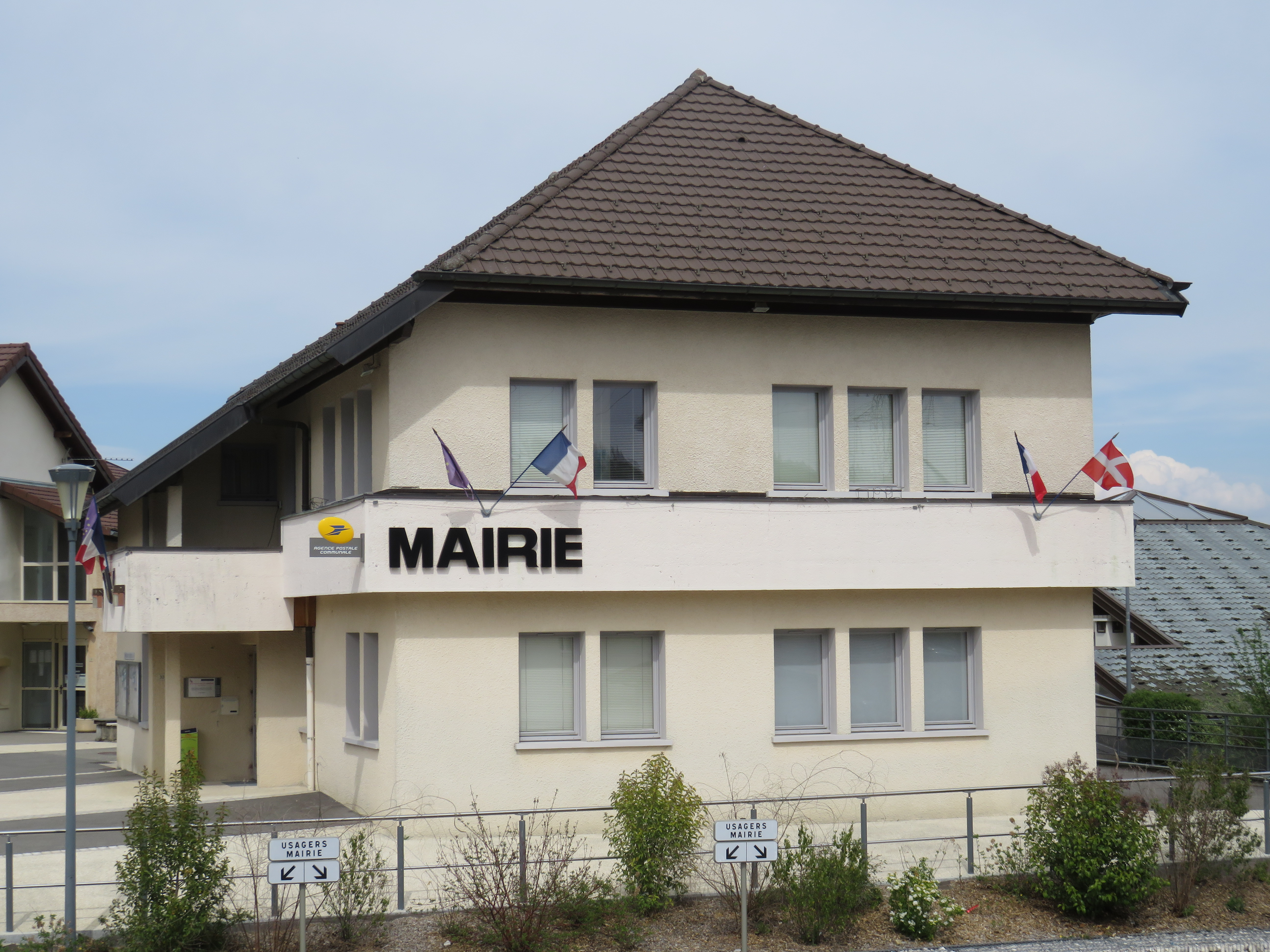
La mairie en avril 2020.

Le nombre d’habitants au dernier recensement étant compris entre 1 500 et 2 499, le conseil municipal est composé de 19 membres élus pour six ans. La dernière élection s’est déroulée le 15 mars 2020.

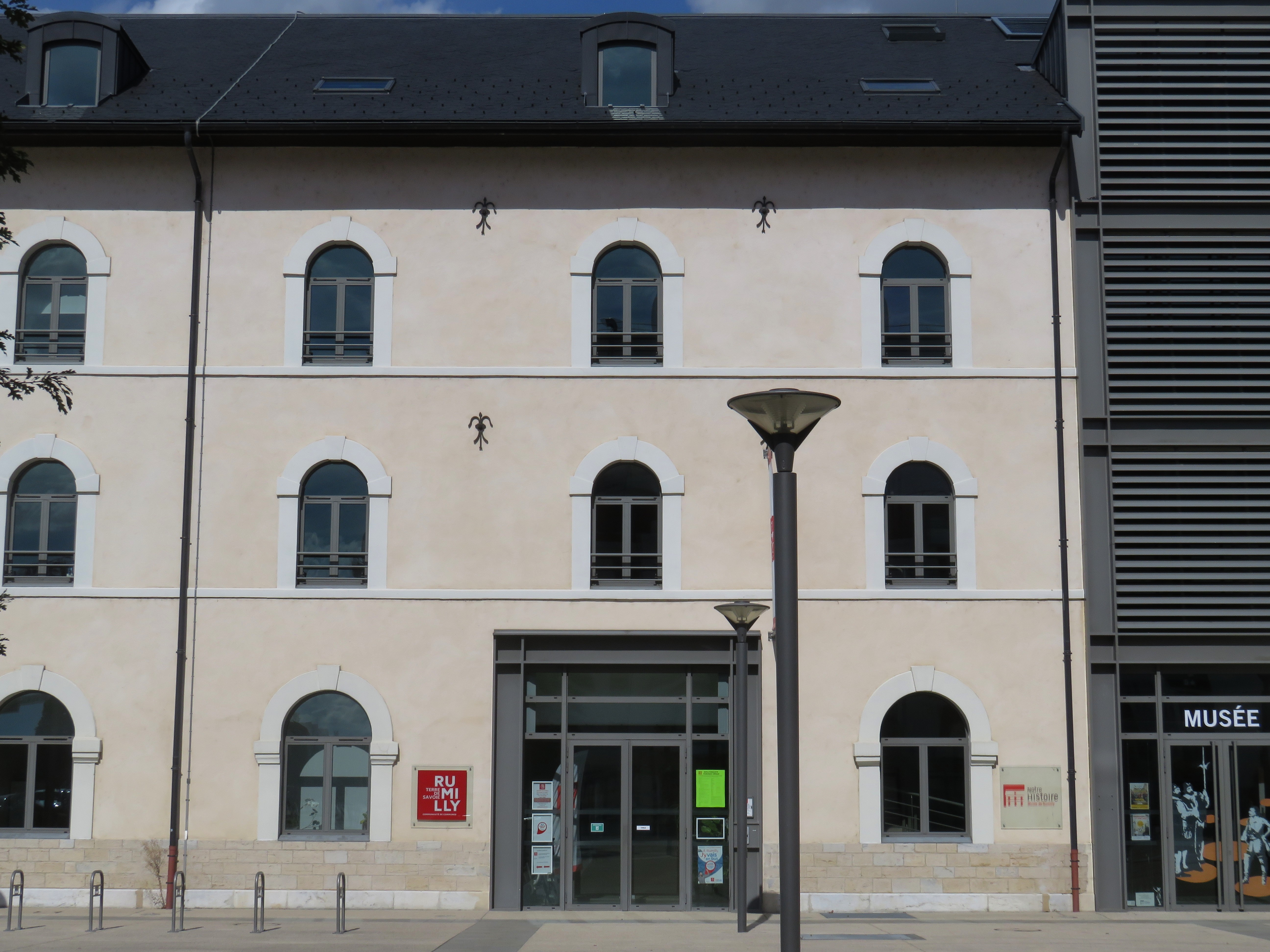
Le siège de Rumilly Terre de Savoie, dont Marcellaz-Albanais est membre depuis 1999, se trouve à Rumilly.

À la fin des années 1990, Marcellaz-Albanais fait partie des 17 communes fondatrices de la Communauté de Communes du Canton de Rumilly, qui voit le jour par arrêté préfectoral le 22 décembre 1999. Celle-ci est renommée Rumilly Terre de Savoie en janvier 2018. La commune en est encore membre actuellement et est représentée au conseil communautaire par deux élus, dont le maire. L’intercommunalité dispose de nombreuses compétences : le développement économique, l’aménagement du territoire, la gestion des milieux aquatiques et prévention des inondations, des aires d’accueil pour les gens du voyage, de l’eau potable et de l’assainissement, la collecte et le traitement des déchets, la protection et mise en valeur de l’environnement, la politique du cadre de vie et du logement, la gestion des équipements culturels et sportifs, ainsi que l’accessibilité et les déplacements (notamment le réseau J’ybus).

### Liste des maires
Vingt personnes se sont succédé à la mairie de Marcellaz-Albanais depuis la Révolution française. Si on parle de maire pour la plupart d’entre eux, quatre sont des syndic, un poste dont les fonctions sont similaires à celles de l’édile français mais propre à l’administration du royaume de Sardaigne puisque la commune est rattachée à celui-ci, comme l’ensemble du duché de Savoie, avant 1792 puis de 1815 à 1860.
Le maire en exercice depuis le 11 juin 2025 est Éric Chassagne. Il est élu par le conseil municipal du 19 juin 2025 pour prendre la suite de Jean-Pierre Lacombe, maire de la commune depuis le 28 mars 2014, décédé au cours de son second mandat le 11 juin 2025 à l’âge de 76 ans,.
Il succédait à Martine Manin, première femme maire de la commune et édile de juin 1995 à mars 2014. Cette dernière, avec 18 ans au poste de maire, a l’une des plus longues mandatures de la commune, n’étant dépassée que par Louis Juge (26 ans, de 1892 à 1918) et Joseph Tissot (43 ans, de 1801 à 1844).
| Période                                                                       | Période                  | Identité                        | Étiquette | Qualité                                                                                   |
| ----------------------------------------------------------------------------- | ------------------------ | ------------------------------- | --------- | ----------------------------------------------------------------------------------------- |
| Les données manquantes sont à compléter.                                      |                          |                                 |           |                                                                                           |
| 1793                                                                          | ?                        | Louis Longeray                  |           |                                                                                           |
| ?                                                                             | 1801                     | Antoine Viollet                 |           |                                                                                           |
| 1801                                                                          | 1844                     | Joseph Tissot                   |           | syndic                                                                                    |
| 1844                                                                          | 1848                     | Aimé Tissot                     |           | syndic                                                                                    |
| 1848                                                                          | 1858                     | Claude Viollet                  |           | syndic                                                                                    |
| 1858                                                                          | 1871                     | Claude Juge                     |           | syndic                                                                                    |
| 1871                                                                          | 1874                     | Étienne Rubellin                |           |                                                                                           |
| 1874                                                                          | 1885                     | Claude Veiry                    |           |                                                                                           |
| 1885                                                                          | 1892                     | Claude-Marie Beauquis           |           |                                                                                           |
| 1892                                                                          | 1918                     | Louis Juge                      |           |                                                                                           |
| 1918                                                                          | 1923                     | Camille Veiry                   |           |                                                                                           |
| 1923                                                                          | 1927                     | François Degeorges              |           |                                                                                           |
| 1927                                                                          | 10 septembre 1944        | Jean Montmasson (1883-1965)     |           |                                                                                           |
| 10 septembre 1944                                                             | 22 mars 1959             | Jean Veiry                      |           |                                                                                           |
| 22 mars 1959                                                                  | 27 mars 1971             | Louis Coster (1909-1981)        |           |                                                                                           |
| 27 mars 1971                                                                  | 12 novembre 1973 (décès) | Marius Fantin (1913-1973)       |           |                                                                                           |
| 12 novembre 1973 (intérim) 25 janvier 1974 (élection) Mars 1977 (ré élection) | 25 mars 1983             | Maurice Vuachet (1911-1996)     |           | Agriculteur retraité Récipidencaire de la médialle départementale et communale de Vermeil |
| 25 mars 1983 Mars 1989 (ré élection)                                          | 23 juin 1995             | Fernand Demotz                  |           |                                                                                           |
| 23 juin 1995 11 mars 2001 (ré élection) 9 mars 2008 (ré élection)             | 28 mars 2014             | Martine Manin                   |           | Maire honoraire de la commune depuis mars 2022                                            |
| 28 mars 2014, 15 mars 2020 (ré élection)                                      | 11 juin 2025 (décès),    | Jean-Pierre Lacombe (1948-2025) |           | Vice président de Rumilly Terre de Savoie de 2014 à 2023                                  |
| 11 juin 2025 (intérim) 19 juin 2025 (élection)                                | En cours                 | Éric Chassagne                  |           | 1er adjoint de Jean-Pierre Lacombe                                                        |

### Instances judiciaires et administratives

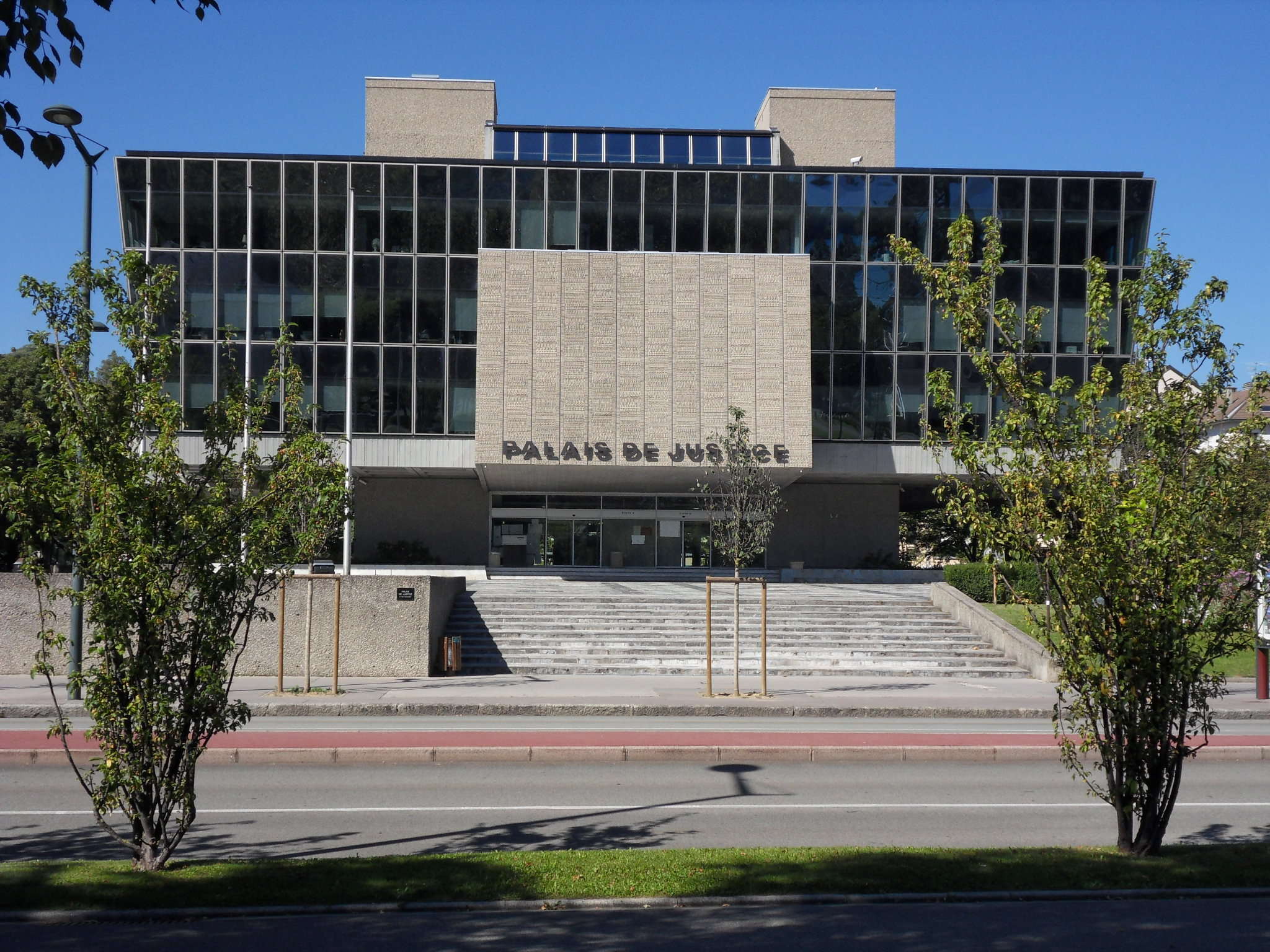
Marcellaz-Albanais est rattaché judiciairement aux tribunaux d’Annecy.

Dans le domaine judiciaire, Marcellaz-Albanais ne dispose d’aucune instance sur son territoire. De fait, elle relève d’Annecy pour le conseil de prud’hommes et la plupart des tribunaux : commerce, judiciaire, paritaire des baux ruraux et pour enfants. Seules les cours d’appel sont situées à l’extéieur du département, la commune étant rattachée à celles de Chambéry et Grenoble.
Excepté La Poste, qui gère une agence postale communale au sein de la mairie de Marcellaz-Albanais depuis septembre 2012, les autres services publics ne disposent pas d’antenne sur la commune, mais sont implantés à Rumilly. Parmi ceux-ci, on relève la présence de la Caisse primaire d'assurance maladie (CPAM), la Caisse d'allocations familiales (CAF), un centre des finances publiques et d’une mission locale.
Les services d’intervention sont également installés à Rumilly, avec une brigade de gendarmerie et un centre de secours.

### Politique environnementale

#### Eau et assainissement
Depuis 2011, la communauté de communes Rumilly Terre de Savoie assure la gestion des réseaux d’eau et d’assainissement. L’alimentation en eau de la population de Marcellaz-Albanais est assurée par un syndicat mixte, le Syndicat Intercommunal des Utilisateurs du Point d’Eau de chez Grillet (SIUPEG),, qui la fore dans des nappes phréatiques.
L’assainissement est également assuré par la communauté de communes. Le traitement des eaux usées est assuré par une station d’épuration à macrophytes installée sur la commune et mise en service le 30 novembre 2009,.

#### Traitement des déchets

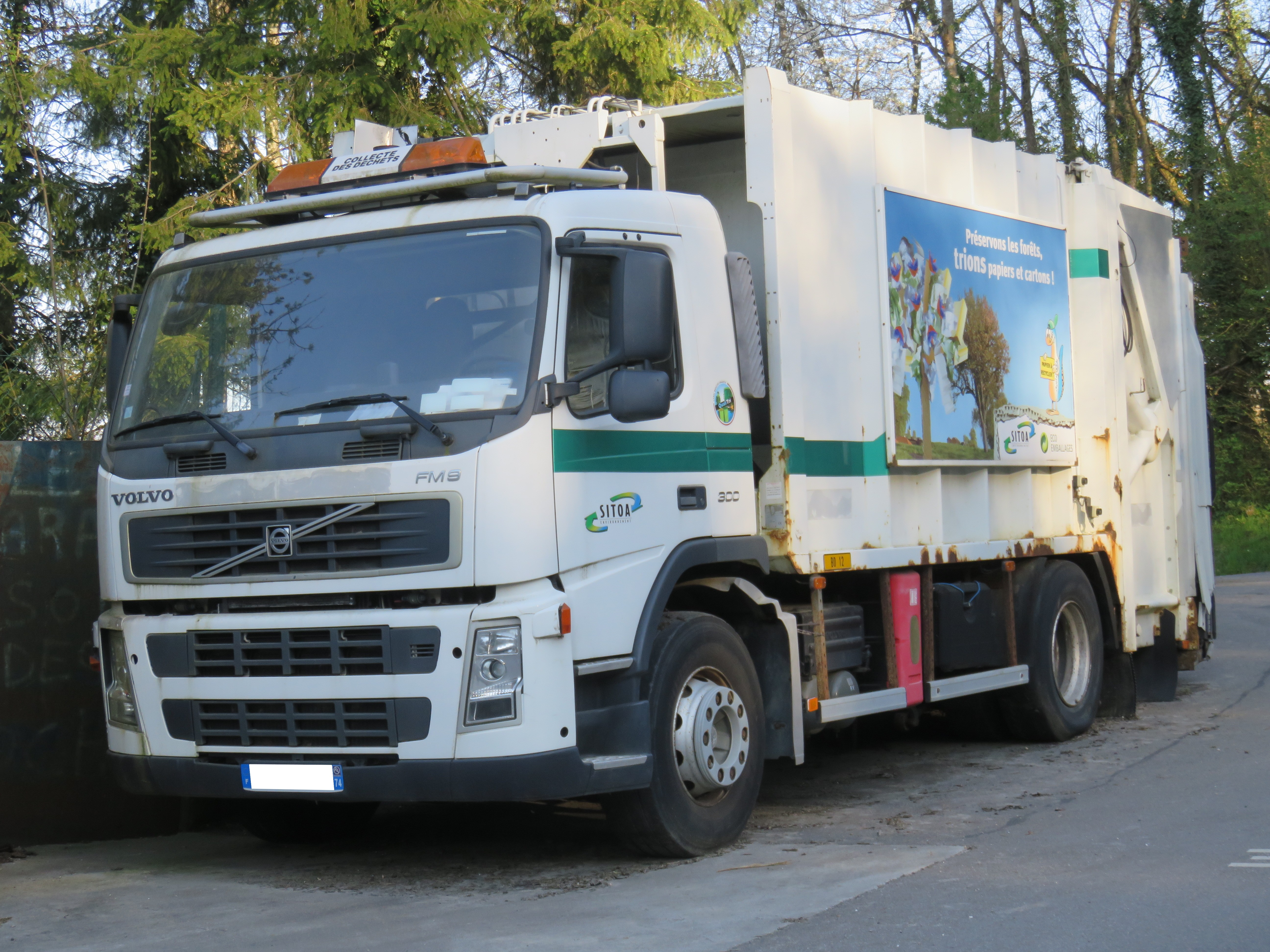
Un camion-poubelle du Sitoa à Rumilly en avril 2020.

Le traitement des déchets ménagers à Marcellaz-Albanais a été assuré par le Syndicat Interdépartemental pour le Traitement des Ordures de l’Albanais (SITOA) de 1973 au 31 janvier 2016. À cette date, il est dissout à la suite de la Loi NOTRe, et le ramassage des déchets ménagers devient une compétence de Rumilly Terre de Savoie. Une collecte hebdomadaire des ordures ménagères, des emballages ménagers et des biodéchets est assurée le lundi. Des conteneurs pour le verre et les journaux-revues-magazines sont disposés à cinq endroits sur la commune, ainsi qu’un point d’apport volontaire pour la collecte des vêtements.
Les habitants de Marcellaz-Albanais peuvent également se procurer auprès de l’intercommunalité, sous conditions et à tarif préférentiel, des bacs pour le compostage de leurs déchets végétaux. La déchèterie la plus proche est celle de Broise, située à Rumilly, à 9 km de la commune.

### Finances locales
Le tableau ci-dessous présente quelques éléments des finances locales de Marcellaz-Albanais, sur une période de dix-huit ans. Les données sont exprimées en €/habitant. La strate considérée est celle des communes de 500 à 2 000 habitants appartenant à un groupement fiscalisé pour l’ensemble de la période :
| Années | Résultat comptable | Résultat comptable   | Besoin () ou capacité () de · financement des investissements | Besoin () ou capacité () de · financement des investissements | Capacité d’autofinancement (CAF) | Capacité d’autofinancement (CAF) |
| Années | Marcellaz-Albanais | Moyenne de la strate | Marcellaz-Albanais                                            | Moyenne de la strate                                          | Marcellaz-Albanais               | Moyenne de la strate             |
| ------ | ------------------ | -------------------- | ------------------------------------------------------------- | ------------------------------------------------------------- | -------------------------------- | -------------------------------- |
| 2000   | 133                | 130                  | 21                                                            | 1                                                             | 133                              | 132                              |
| 2001   | 154                | 134                  | 77                                                            | 3                                                             | 154                              | 136                              |
| 2002   | 130                | 131                  | 13                                                            | 9                                                             | 130                              | 132                              |
| 2003   | 90                 | 140                  | 37                                                            | 3                                                             | 90                               | 141                              |
| 2004   | 68                 | 142                  | 13                                                            | 2                                                             | 68                               | 144                              |
| 2005   | 96                 | 149                  | 172                                                           | 10                                                            | 97                               | 150                              |
| 2006   | 64                 | 160                  | 3                                                             | 4                                                             | 97                               | 161                              |
| 2007   | 204                | 163                  | 263                                                           | 4                                                             | 206                              | 167                              |
| 2008   | 134                | 162                  | 31                                                            | 3                                                             | 134                              | 166                              |
| 2009   | 125                | 157                  | 154                                                           | 2                                                             | 126                              | 162                              |
| 2010   | 200                | 166                  | 78                                                            | 10                                                            | 202                              | 173                              |
| 2011   | 93                 | 186                  | 123                                                           | 0                                                             | 96                               | 194                              |
| 2012   | 135                | 186                  | 101                                                           | 17                                                            | 143                              | 197                              |
| 2013   | 126                | 177                  | 95                                                            | 16                                                            | 131                              | 187                              |
| 2014   | 166                | 176                  | 24                                                            | 11                                                            | 176                              | 188                              |
| 2015   | 167                | 140                  | 55                                                            | 29                                                            | 174                              | 149                              |
| 2016   | 175                | 138                  | 6                                                             | 4                                                             | 184                              | 147                              |
| 2017   | 183                | 143                  | 275                                                           | 0                                                             | 189                              | 153                              |
| 2018   | 146                | 147                  | 158                                                           | 6                                                             | 151                              | 156                              |
| 2019   | 211                | 154                  | 52                                                            | 10                                                            | 213                              | 164                              |
| 2020   | 204                | 155                  | 206                                                           | 27                                                            | 208                              | 165                              |
| 2021   | 192                | 154                  | 47                                                            | 1                                                             | 193                              | 164                              |
| 2022   | 222                | 173                  | 10                                                            | 17                                                            | 223                              | 191                              |
| 2023   | 194                | 181                  | 137                                                           | 27                                                            | 194                              | 200                              |

Quelques tendances générales, toujours en comparant Marcellaz-Albanais avec la moyenne de sa strate (communes de 5 000 à 10 000 habitants appartenant à un groupement fiscalisé), se dégagent à l'examen de ces données.
On constate, à l’examen de ces comptes, que la capacité d’autofinancement et le résultat comptable de la commune sont la plupart du temps inférieurs à la moyenne de la strate. Toutefois, l’écart se réduit depuis 2014, et la commune passe au-dessus de la moyenne pour les exercices 2015, 2016 et 2017.
La capacité de financement des investissements, à quelques exceptions près (2002, 2007, 2008, 2010, 2011 et 2017), est toujours nettement supérieure à la moyenne de la strate dans laquelle évolue Marcellaz-Albanais.

## Population et société

### Démographie
Les habitants de la commune sont appelés les Marcellaziens.

#### Évolution démographique
L'évolution du nombre d'habitants est connue à travers les recensements de la population effectués dans la commune depuis 1564. Pour les communes de moins de 10 000 habitants, une enquête de recensement portant sur toute la population est réalisée tous les cinq ans, les populations de référence des années intermédiaires étant quant à elles estimées par interpolation ou extrapolation. Pour la commune, le premier recensement exhaustif entrant dans le cadre du nouveau dispositif a été réalisé en 2005.

En 2022, la commune comptait 1 985 habitants, en évolution de +5,19 % par rapport à 2016 (Haute-Savoie : +6,01 %, France hors Mayotte : +2,11 %).
| 1564 | 1608 | 1743 | 1783 | 1793 | 1800 | 1806 | 1821 | 1836  |
| ---- | ---- | ---- | ---- | ---- | ---- | ---- | ---- | ----- |
| 989  | 600  | 683  | 717  | 777  | 640  | 661  | 984  | 1 125 |

| 1846  | 1856  | 1861  | 1866  | 1872  | 1876  | 1881  | 1886  | 1891  |
| ----- | ----- | ----- | ----- | ----- | ----- | ----- | ----- | ----- |
| 1 185 | 1 123 | 1 089 | 1 188 | 1 225 | 1 301 | 1 364 | 1 367 | 1 409 |

| 1896  | 1901  | 1906  | 1911  | 1921 | 1926 | 1931 | 1936 | 1946 |
| ----- | ----- | ----- | ----- | ---- | ---- | ---- | ---- | ---- |
| 1 406 | 1 215 | 1 128 | 1 036 | 913  | 816  | 767  | 772  | 719  |

| 1954 | 1962 | 1968 | 1975 | 1982 | 1990  | 1999  | 2005  | 2006  |
| ---- | ---- | ---- | ---- | ---- | ----- | ----- | ----- | ----- |
| 693  | 670  | 599  | 649  | 839  | 1 226 | 1 401 | 1 629 | 1 644 |

| 2010  | 2015  | 2020  | 2022  | - | - | - | - | - |
| ----- | ----- | ----- | ----- | - | - | - | - | - |
| 1 775 | 1 861 | 1 977 | 1 985 | - | - | - | - | - |

Marcellaz-Albanais était jusqu’en 2015 la 2e commune la plus peuplée du canton de Rumilly. Depuis le redécoupage cantonal de 2014 en France, qui a vu le canton passé de 18 à 29 communes, et la création de la commune nouvelle d’Entrelacs en 2016, la commune occupe la 8e place.
Après une forte progression au cours de la première moitié du XIXe siècle, la démographie de la commune se stabilise autour de 1 360 habitants dans les années 1880, et dépasse de peu les 1400 au cours de la décennie suivante. À partir de 1900, la courbe démographique de la commune s’effondre, diminuant de près de la moitié en un demi-siècle : sur les 1 406 habitants recensés en 1896, Marcellaz-Albanais n’en compte plus que 719 en 1946. Ce chiffre va continuer de descendre jusqu’à la fin des années 1960, puisqu’on ne dénombre que 599 habitants en 1968, ce qui équivaut à la population de la commune au début du XVe siècle. Cette baisse peut s’expliquer par différents facteurs : les deux guerres mondiales, au cours desquelles Marcellaz-Albanais perd 70 habitants (pour les deux conflits réunis), le rattachement du hameau de la Champagne à Hauteville-sur-Fier en 1923 ou encore l’exode rural, notamment vers Annecy qui voit sa population doublée dans les 25 ans qui suivent la fin de la Seconde Guerre mondiale. À partir du début des années 1970, le phénomène s’inverse puisque la courbe de la population s’envole, en étant pratiquement multipliée par 3 entre 1975 et 2017. Il s’explique par un solde migratoire excédentaire et un solde naturel positif, marqué par un taux de natalité et de mortalité plus ou moins stable.
|                                           | 1968 - 1975 | 1975 - 1982 | 1982 - 1990 | 1990 - 1999 | 1999 - 2006 | 2006 - 2011 | 2011 - 2016 |
| ----------------------------------------- | ----------- | ----------- | ----------- | ----------- | ----------- | ----------- | ----------- |
| Taux de variation annuel de la population | + 1,2       | + 3,7       | + 4,9       | + 1,5       | + 2,3       | + 1,8       | + 1         |
| Solde naturel                             | + 0,2       | + 0,3       | + 0,8       | + 0,5       | + 0,6       | + 0,9       | + 0,4       |
| Solde migratoire                          | + 0,9       | + 3,5       | + 4         | + 1         | + 1,7       | + 0,9       | + 0,5       |

#### Pyramide des âges
En 2018, le taux de personnes d'un âge inférieur à 30 ans s'élève à 32,3 %, soit en dessous de la moyenne départementale (35,9 %). À l'inverse, le taux de personnes d'âge supérieur à 60 ans est de 24,2 % la même année, alors qu'il est de 22,1 % au niveau départemental.
En 2018, la commune comptait 996 hommes pour 934 femmes, soit un taux de 51,61 % d'hommes, largement supérieur au taux départemental (49,20 %).
Les pyramides des âges de la commune et du département s'établissent comme suit.
| Hommes | Classe d’âge | Femmes |
| ------ | ------------ | ------ |
| 0,1    | 90 ou +      | 0,4    |
| 5,3    | 75-89 ans    | 5,7    |
| 18,5   | 60-74 ans    | 18,3   |
| 25,7   | 45-59 ans    | 23,1   |
| 17,8   | 30-44 ans    | 20,5   |
| 14,9   | 15-29 ans    | 12,7   |
| 17,6   | 0-14 ans     | 19,2   |

| Hommes | Classe d’âge | Femmes |
| ------ | ------------ | ------ |
| 0,6    | 90 ou +      | 1,4    |
| 5,9    | 75-89 ans    | 7,9    |
| 14,2   | 60-74 ans    | 15,3   |
| 20,7   | 45-59 ans    | 20,3   |
| 21,8   | 30-44 ans    | 21,4   |
| 17,4   | 15-29 ans    | 15,6   |
| 19,5   | 0-14 ans     | 18     |

### Enseignement
La commune de Marcellaz-Albanais est rattachée à l’académie de Grenoble. Cette académie fait partie de la zone A pour son calendrier de vacances scolaires.

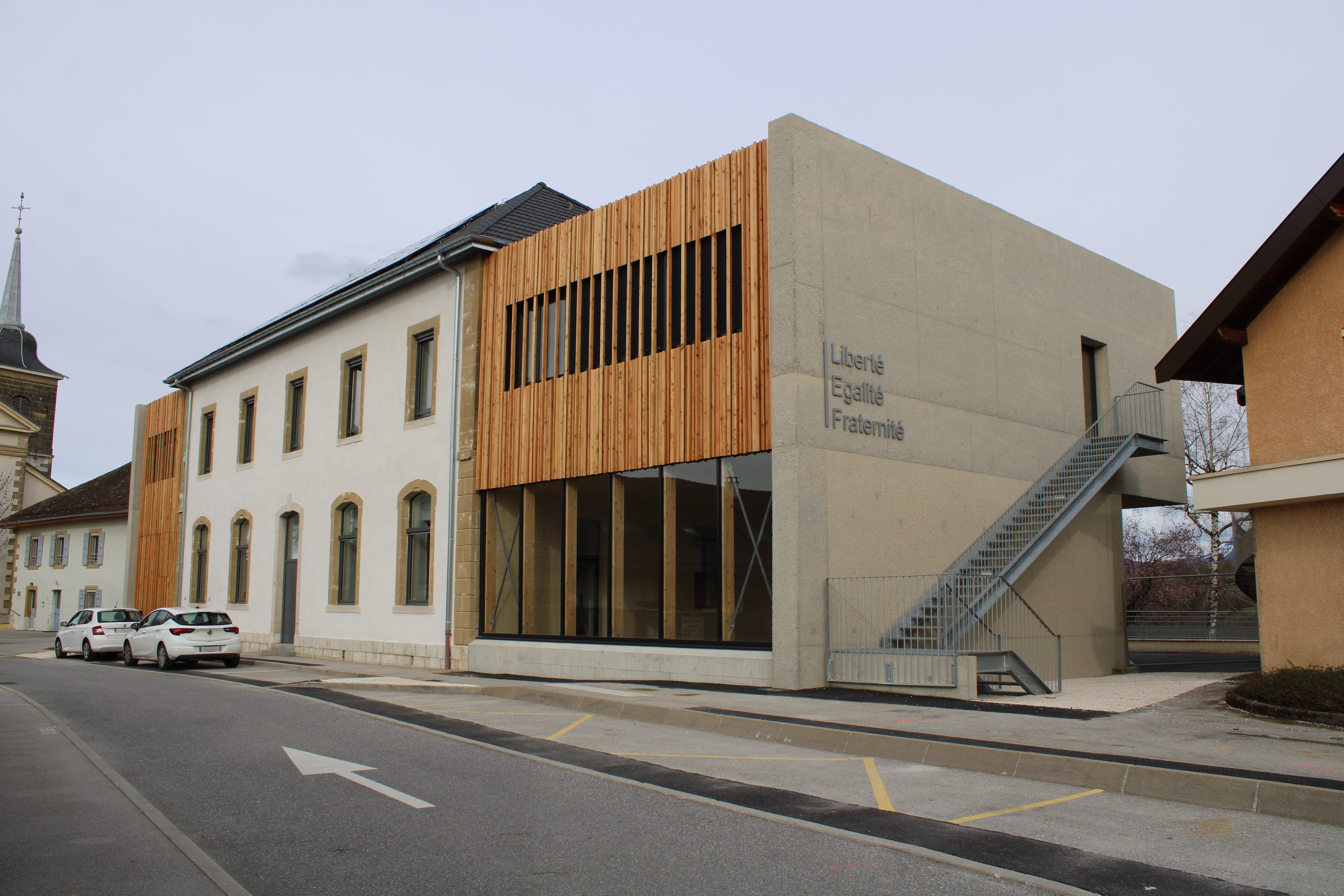
Les écoles publiques après leur agrandissement en 2024/25.

Elle administre une école primaire publique, située au chef-lieu, qui ne porte pas de nom spécifique et accueille, à la rentrée 2024, 147 élèves, à raison de 51 maternelles et 96 élémentaires répartis en 6 classes,. Le bâtiment a été construit initialement en 1879. Fermée de 1966 à 1976 faute d’élèves, une classe de primaires est rouverte en 1976, tandis qu’une classe de maternelle est créée en 1984. Dans la nuit du 16 août 2009, le groupe scolaire est endommagé par un incendie criminel,. En 2024, l’école est agrandie afin de pouvoir accueillir plus d’élèves.
En revanche, aucune structure destinée à l’enseignement secondaire ou supérieur n’est présente sur le territoire communal. Les écoliers sont donc envoyés au collège de proximité, le Clergeon,, qui est situé à Rumilly. Cette commune dispose également d’un lycée général et technologique (Albanais) et d’un lycée professionnel (Portes des Alpes), ainsi qu’une structure privée (Demotz de la Salle,) accueillant les élèves du CM2 au lycée.
Afin de permettre aux écoliers de la commune de se rendre dans ces établissements, la communauté de communes Rumilly Terre de Savoie met en place des services scolaires reliant Marcellaz-Albanais à Rumilly

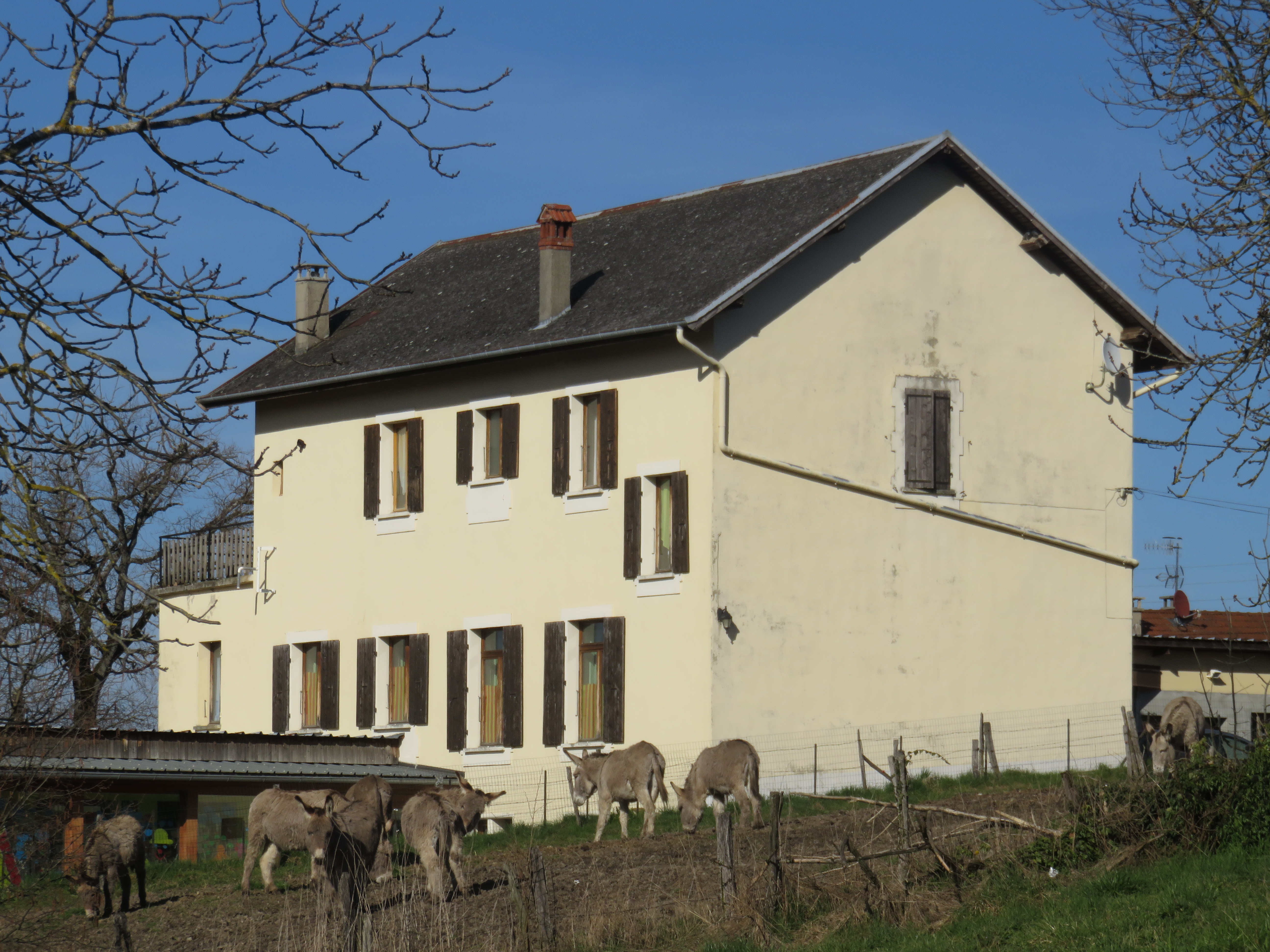
L’école primaire privée Léon Marie en mars 2020.

Une école primaire privée, nommée Léon Marie, est présente sur la commune depuis 1932. Située à quelques mètres de l’école publique, elle accueille 78 élèves en 2019, dont 23 en maternelle et 55 en classe élémentaire, regroupés en 3 classes,,.

### Santé

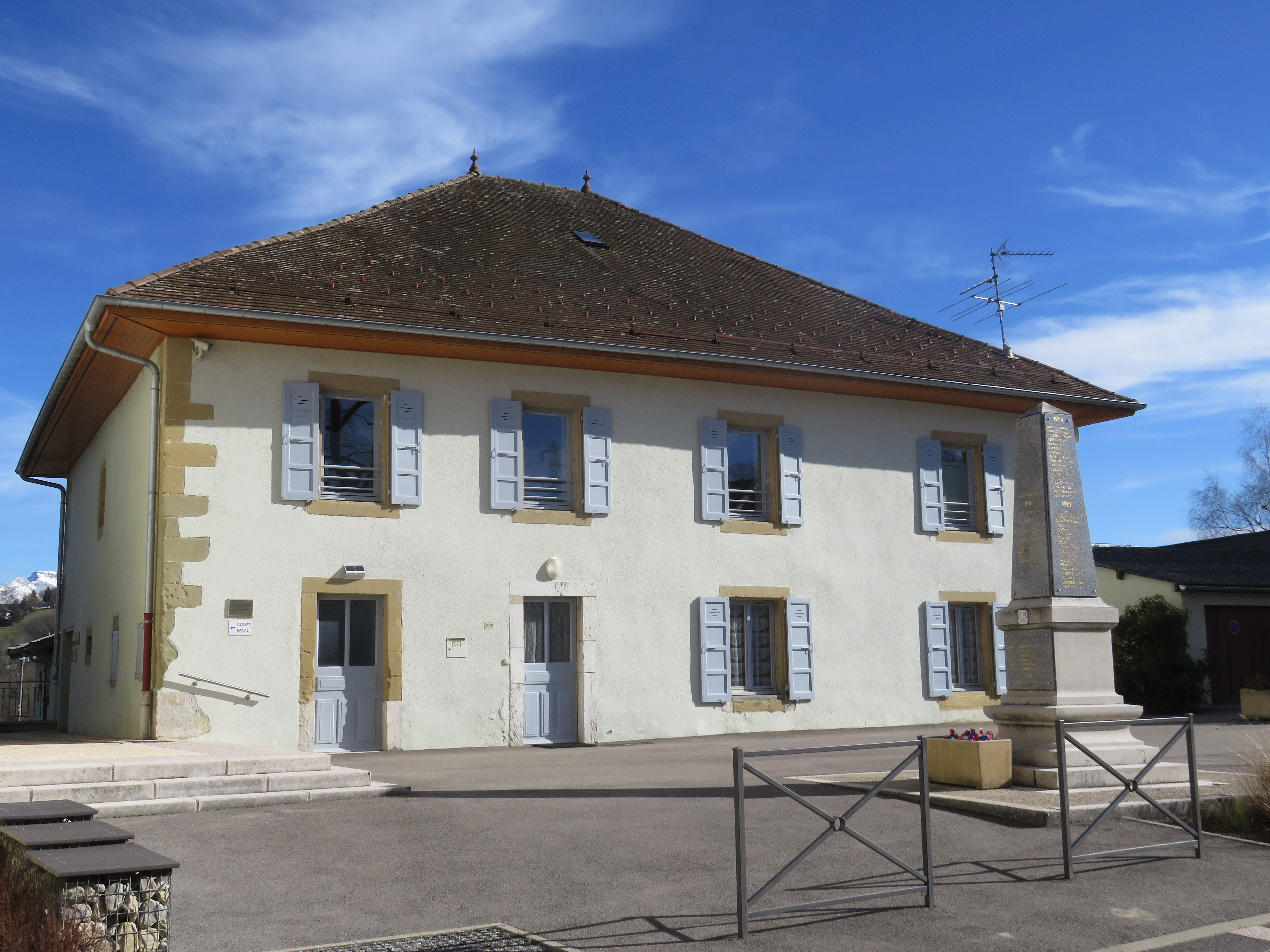
Le presbytère, transformé en local médical.

La commune dispose de deux médecins généralistes, de deux infirmières libérales, de trois ostéopathes, d’un orthophoniste, d’un kinésithérapeute, et de deux kinésithérapeutes. Une partie d’entre eux dispose d’un cabinet au sein du presbytère, qui a été transformé en local médical en janvier 2011.
Les habitants de Marcellaz-Albanais ont également accès aux hôpitaux de Rumilly et d’Annecy.

### Vie culturelle et associative
On dénombre, selon le site de la mairie, 14 associations basées à Marcellaz-Albanais.

#### Manifestations culturelles et festivités
Quelques événements ponctuent la vie de la commune. Le premier est le nettoyage de printemps, qui a lieu vers la mi-avril. Organisé par la commission environnement, il consiste, sur une matinée, à ramasser les détritus dans la commune. En 2019, il est doublé d’une chasse aux œufs pour les enfants.
L’été est marqué par un à deux événements : la Fête de la Musique, qui se déroule vers la mi-juin sur l’esplanade du hangar communal (ou au centre rural en cas de mauvais temps), et (selon les années) une séance du Ciné d’Été, organisé par la communauté de communes, qui consiste à diffuser un film en plein air à la nuit tombée.
On note ensuite la tenue d’un marché des créateurs, qui se tient à la mi-octobre et dont la première édition a eu lieu en 2018,, suivi d’un Salon du Livre qui se tient tous les ans depuis 2009 vers la mi-novembre.
Enfin, un marché de Noël doublé d’une bourse aux jouets se déroule début décembre. Cet événement en était à sa 23e édition en 2019, ce qui en fait un des plus vieux de la commune.

#### Équipements culturels
La commune dispose d’une bibliothèque, installée au centre-bourg. Initialement installée à la mairie lors de sa création en 1986, elle rejoint par la suite un bâtiment adjacent, qui dispose d’une garderie au rez-de-chaussée. Celui-ci est endommagé par un incendie volontaire, qui touche également l’école publique, dans la nuit du 16 août 2009,,.
À l’automne 2019, une boîte à livres a été installée au centre-bourg, en face du portail des écoles.

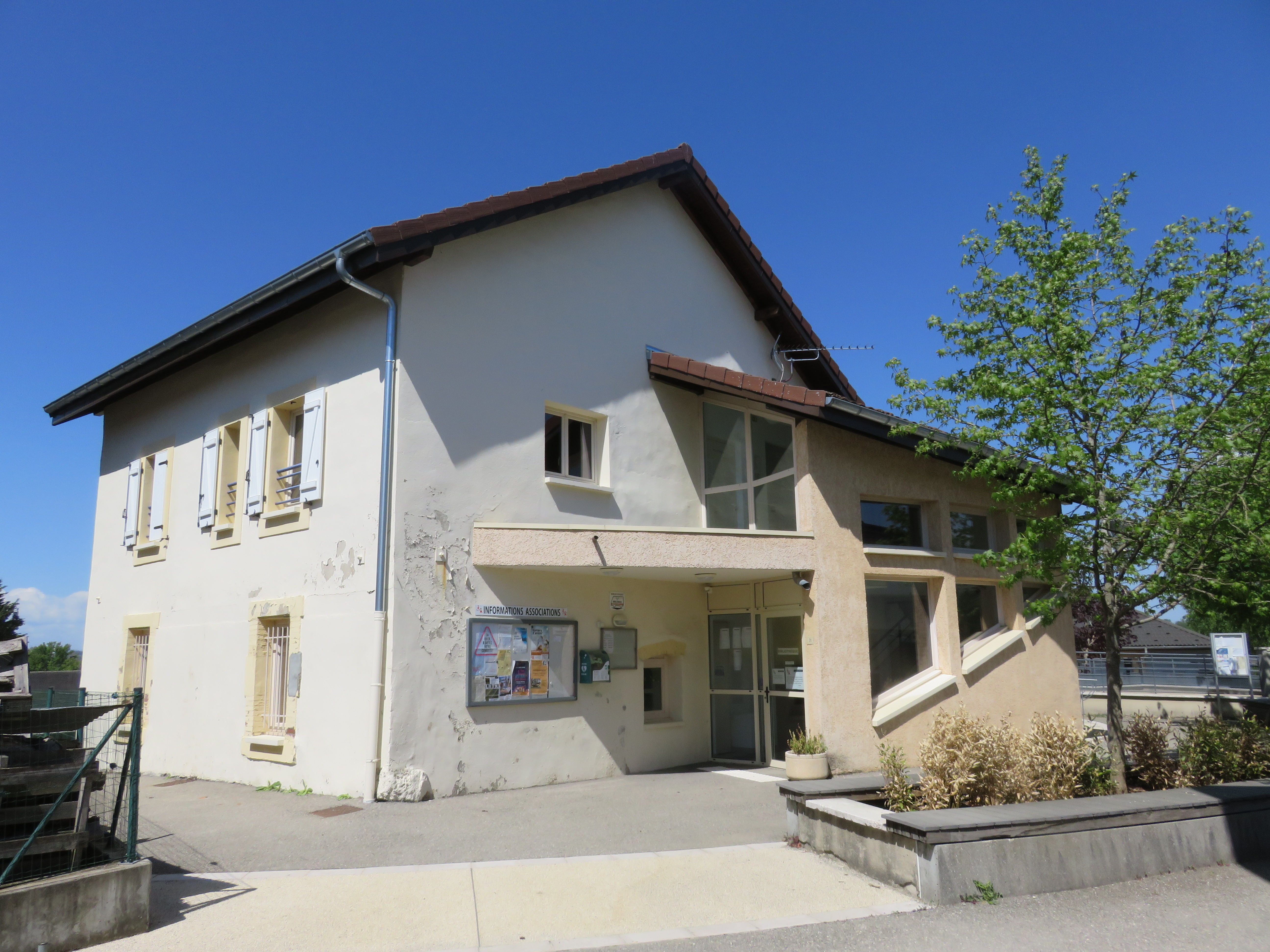
La bibliothèque en 2020.
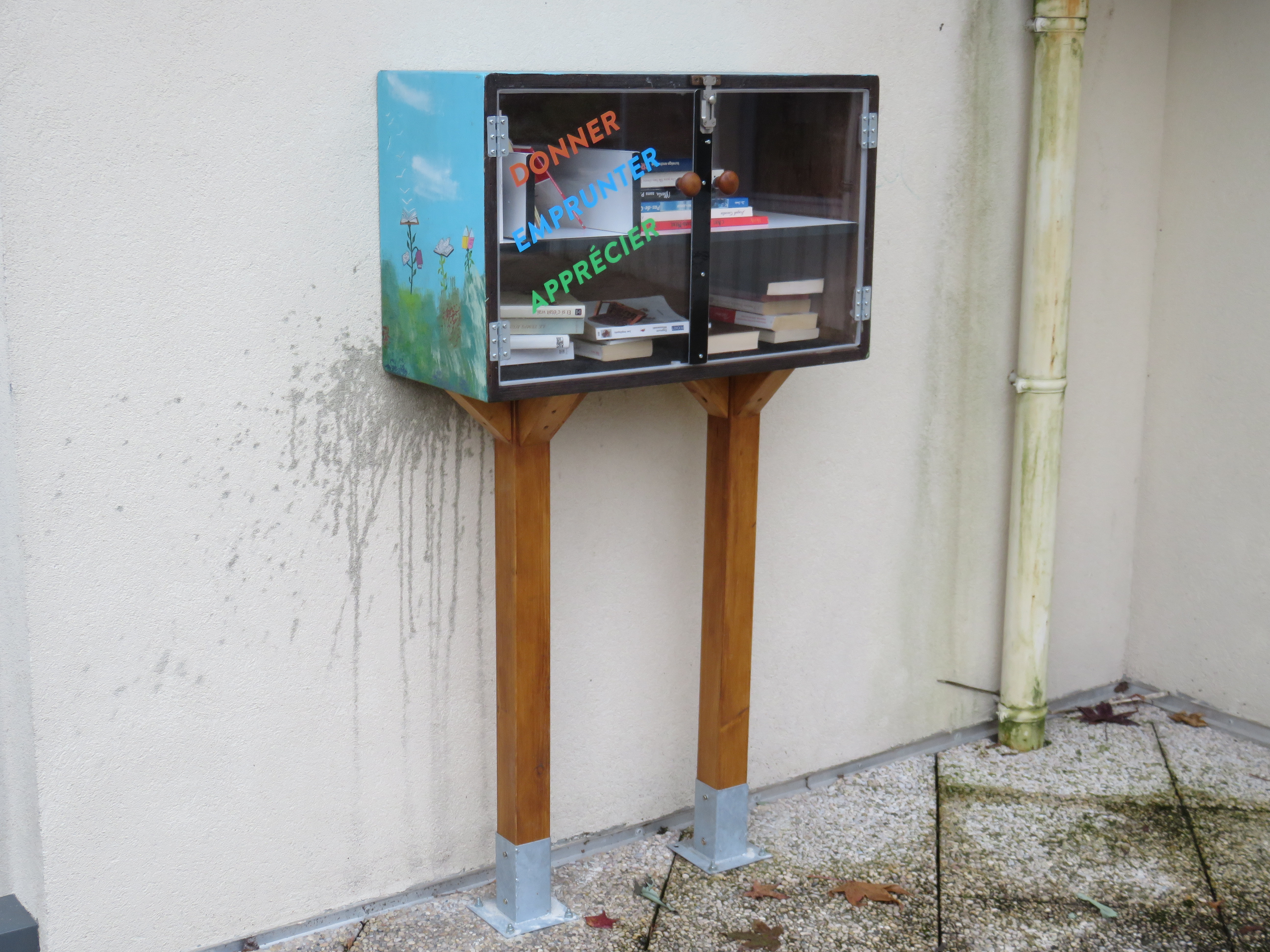
La boite à livres en 2019.

### Sports
La commune de Marcellaz-Albanais dispose de quelques infrastructures permettant la pratique sportive. Pour les activités intérieures, la commune gère une salle polyvalente, localement nommée centre rural d’animation, depuis 2008. Installée au centre-bourg, elle est utilisée par différentes associations pour plusieurs sports, dont le judo, la gymnastique, ou encore le tennis de table. Les activités extérieures disposent d’un terrain de basket au chef-lieu, mais aussi d’un terrain de football à la sortie du chef-lieu, auquel est accolé un skate-parc depuis l’été 2010. On note également la présence, depuis l’été 2019, d’un boulodrome et d’un parcours gymnique, installés entre le bâtiment des services techniques et l’étang.
Le site de la mairie recense trois associations sportives.
Pour ce qui est du judo club il est affilié à la FFJ (Fédération Française de Judo)
et en rentrée 2019 se présente avec 2 professeurs : Eric Leroy ainsi que Alexandre Diedihou et la présidente du club se nomme Chantal André.
Le club a été créé en 19.. et continue à enseigner la belle discipline du judo créée par Jigoro Kano au Japon.

### Médias
Les quotidiens régionaux Le Dauphiné libéré et L'Essor savoyard consacrent quelques articles à l’actualité de la commune,. Au niveau local, on note l’existence de l’hebdomadaire L'Hebdo des Savoie, qui couvre l’ensemble de l’Albanais. La mairie publie un bulletin rétrospectif annuel et une feuille d’informations trimestrielle, baptisée Marcellaz-Albanais - Ma commune.
Dans le domaine des médias audiovisuels, deux chaînes de télévision de télévision numérique terrestre (TNT) sont accessibles à tous les habitants de Marcellaz-Albanais et relaient les informations locales : France 3 Auvergne-Rhône-Alpes et 8 Mont-Blanc,. Parmi les nombreuses stations de radio disponibles, on peut citer la station de Radio France Ici Pays de Savoie, ainsi qu’un certain nombre de petites stations locales.
Un compte Facebook, Mairie Marcellaz-Albanais, relaye également les informations de la commune.

### Culte
Marcellaz-Albanais dépend de la paroisse Notre-Dame de l’Aumône en Albanais de Rumilly, qui fait partie du diocèse d’Annecy. Mgr Yves Boivineau est l’évêque de ce diocèse depuis mai 2001.
Un lieu de culte est présent à Marcellaz-Albanais, l’église Saint-Maurice,. Le culte catholique y est célébré par le père Michel Marullaz, qui y officie depuis le 4 décembre 1988, en alternance avec les autres églises de la paroisse.

## Économie

### Revenus et fiscalité
En 2016, le revenu fiscal médian par ménage était de 26 019 €.

### Emploi
Les deux tableaux ci-dessous présentent les chiffres-clés de l’emploi à Marcellaz-Albanais et leur évolution :
|                               | 2011 | 2006 |
| ----------------------------- | ---- | ---- |
| Population de 15 à 64 ans     | 1227 | 1238 |
| Actifs (en %)                 | 77,5 | 79,7 |
| dont :                        |      |      |
| Actifs ayant un emploi (en %) | 73,5 | 75,7 |
| Chômeurs (en %)               | 4    | 4    |

|                                      | 2011 | 2006 |
| ------------------------------------ | ---- | ---- |
| Nombre d’emplois dans la zone        | 198  | 195  |
| Indicateur de concentration d’emploi | 21,8 | 20,7 |

Durant ces cinq années, la population potentiellement active (habitants âgés de 15 à 64 ans) de Marcellaz-Albanais a légèrement augmenté, de même que son taux d’emploi, ce qui a eu pour effet de faire légèrement baissé le taux de chômage. Le nombre d’emplois dans la zone et l’indicateur de concentration d'emploi ont suivi la même tendance que le taux de chômage.
En 2016, les actifs résidant à Marcellaz-Albanais travaillent en très grande majorité dans une autre commune du département (84,1 %). Ils ne sont donc que moins de 16 % à occuper un emploi dans la commune. La présence des bassins d’emploi d’Annecy et Rumilly à proximité et, dans une moindre mesure, de Chambéry et Aix-les-Bains draine une importante partie de la population active de Marcellaz-Albanais, d’autant plus qu’il faut ajouter à ceux-là la relative proximité de la frontière suisse.

### Tissu économique
Le tableau ci-dessous détaille les établissements actifs à Marcellaz-Albanais par secteur d'activité au regard du nombre de salariés :
|                                                              | Total | %     | 0 salarié | 1 à 9 salariés | 10 à 19 salariés | 20 à 49 salariés | 50 salariés ou plus |
| ------------------------------------------------------------ | ----- | ----- | --------- | -------------- | ---------------- | ---------------- | ------------------- |
| Ensemble                                                     | 158   | 100,0 | 137       | 20             | 1                | 0                | 0                   |
| Agriculture, sylviculture et pêche                           | 18    | 11,4  | 15        | 3              | 0                | 0                | 0                   |
| Industrie                                                    | 7     | 4,4   | 7         | 0              | 0                | 0                | 0                   |
| Construction                                                 | 26    | 16,5  | 18        | 8              | 0                | 0                | 0                   |
| Commerce, transports, services divers                        | 88    | 55,7  | 81        | 7              | 0                | 0                | 0                   |
| dont commerce et réparation automobile                       | 17    | 10,8  | 17        | 0              | 0                | 0                | 0                   |
| Administration publique, enseignement, santé, action sociale | 19    | 12    | 16        | 2              | 1                | 0                | 0                   |
| Champ : ensemble des activités.                              |       |       |           |                |                  |                  |                     |

En 2018, treize entreprises ont été créées à Marcellaz-Albanais, dont dix par des micro-entrepreneurs (ou auto-entrepreneur). Deux d’entre elles s’inscrivent dans le domaine de l’industrie, et les onze autres dans celui des services marchands. Parmi ces dernières, sept sont tournées vers les entreprises, les quatre restantes s’adressant aux particuliers.

#### Agriculture
Le tableau ci-dessous présente les principales caractéristiques des exploitations agricoles de Marcellaz-Albanais, observées sur une période de 22 ans :
|                                            | 1988 | 2000 | 2010 |
| ------------------------------------------ | ---- | ---- | ---- |
| Nombre d’exploitations                     | 54   | 34   | 30   |
| Équivalent Unité de travail annuel (UTA)   | 38   | 31   | 36   |
| Surface Agricole Utile (SAU) (ha)          | 853  | 896  | 978  |
| Cheptel (nombre de têtes)                  | 609  | 568  | 698  |
| Terres labourables (ha)                    | 137  | 172  | 183  |
| Superficie moyenne d’une exploitation (ha) | 15,8 | 26,4 | 32,6 |

On note que, bien que le nombre d’exploitations diminue de décennies en décennies, la surface agricole a tendance à croître, atteignant les 978 ha en 2010, soit près de 70 % du territoire communal. Le cheptel, après une légère baisse en 2000, est remonté en 2010 au point de dépasser le chiffre de 1988. Au dernier recensement agricole, celui-ci se compose en majorité de vaches (575), à raison de 408 destinées à la production de lait et 167 nourrices, ainsi que de chèvres, au nombre de 123. L’agriculture se compose uniquement de céréales, dont près de 40 % de maïs et 10,6 % de blé.

#### Artisanat et industrie
Marcellaz-Albanais dispose de sept entreprises, n’employant aucun salarié, classifiées comme industries par l’Insee.
Quelques habitants font de l’artisanat, notamment de la création de sacs et de la poterie sur grès.

#### Commerces et services
L’offre communale de commerces et services en 2020 est assez restreinte. Les habitants disposent, depuis décembre 2019, d’une boucherie au centre-bourg,. On trouve également deux traiteurs, une épicerie fine, ainsi que trois exploitations agricoles et un apiculteur proposant de la vente sur place. Dans le domaine des services, on note la présence d’un salon de coiffure, d’un styliste ongulaire et d’un magnétiseur. Un marché, tourné vers les produits locaux, se tient tous les samedis matin au bourg.
9 assistantes maternelles sont agréées sur le territoire de Marcellaz-Albanais. On note également la présence d’un centre de loisirs intercommunal et, depuis la fin de l’année 2019, d’une micro-crèche au centre-bourg.

#### Tourisme
Au 1er janvier 2020, la commune de Marcellaz-Albanais ne dispose d’aucune structure d’hébergement collectifs (hôtel, camping, résidence de tourisme...). Toutefois, on note la présence d’une maison d’hôtes et de trois gîtes.

## Culture locale et patrimoine

### Lieux et monuments
La commune ne compte aucun lieu ou monument répertorié à l’inventaire des monuments historiques ou à celui du patrimoine culturel.

#### Patrimoine religieux

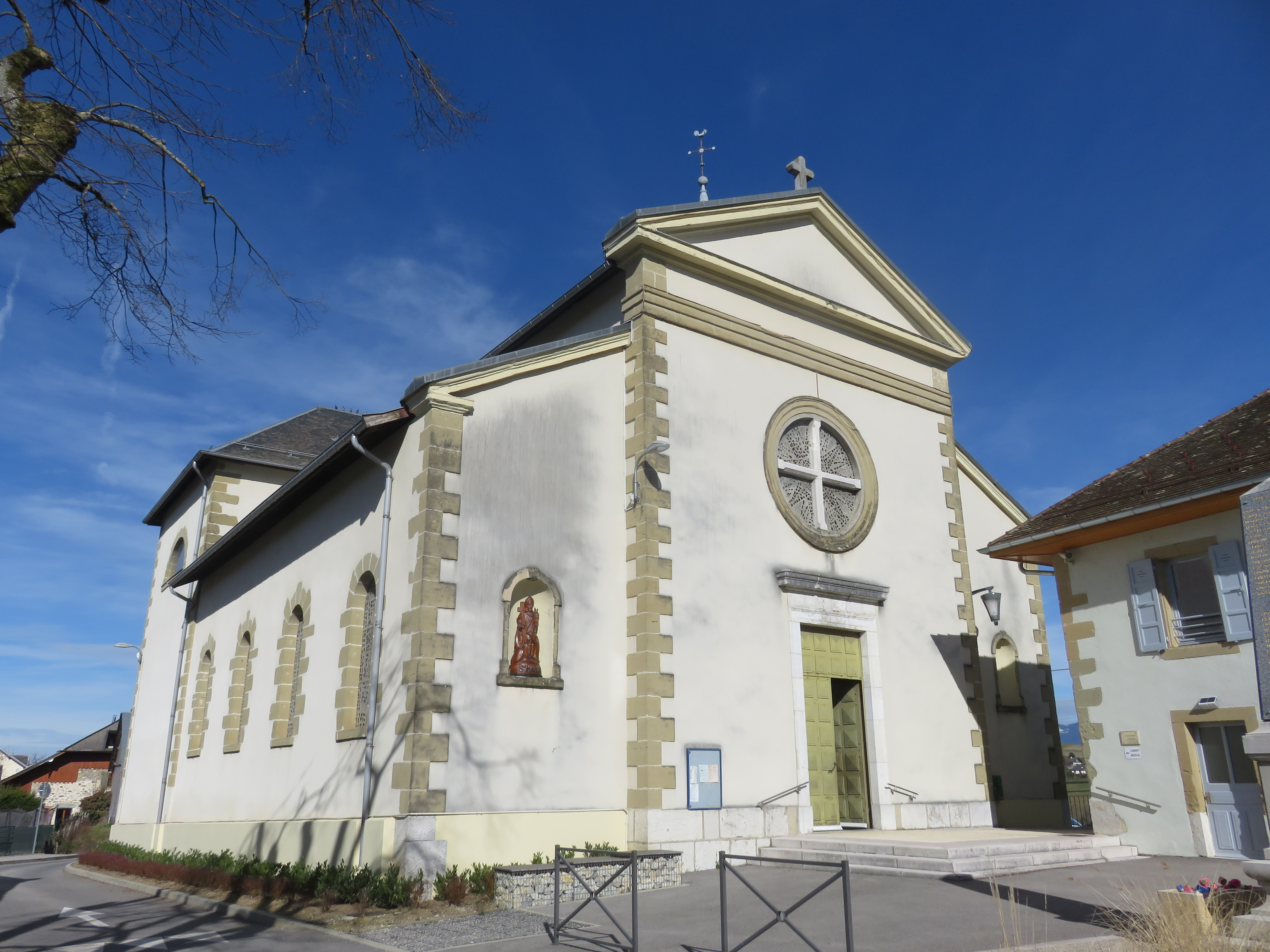
L’église Saint-Maurice en 2020.

De style néo-classique sarde, l’église Saint-Maurice a été construite entre 1842 et 1844, selon les plans de l’architecte diocésain Ignace Monnet,. Consacrée le 19 octobre 1845 par l’évêque d’Annecy, Monseigneur Louis Rendu, elle se situe à la place d’une précédente église, datée du XVIIe siècle, qui se trouvait perpendiculairement à l’actuelle. Elle est l’une des plus grandes églises rurales de l’Albanais. Son clocher, rehaussé dans les années 1830, est le seul vestige du précédent bâtiment.
Plusieurs croix de chemin et oratoires sont recensés sur le territoire communal.

Patrimoine religieux
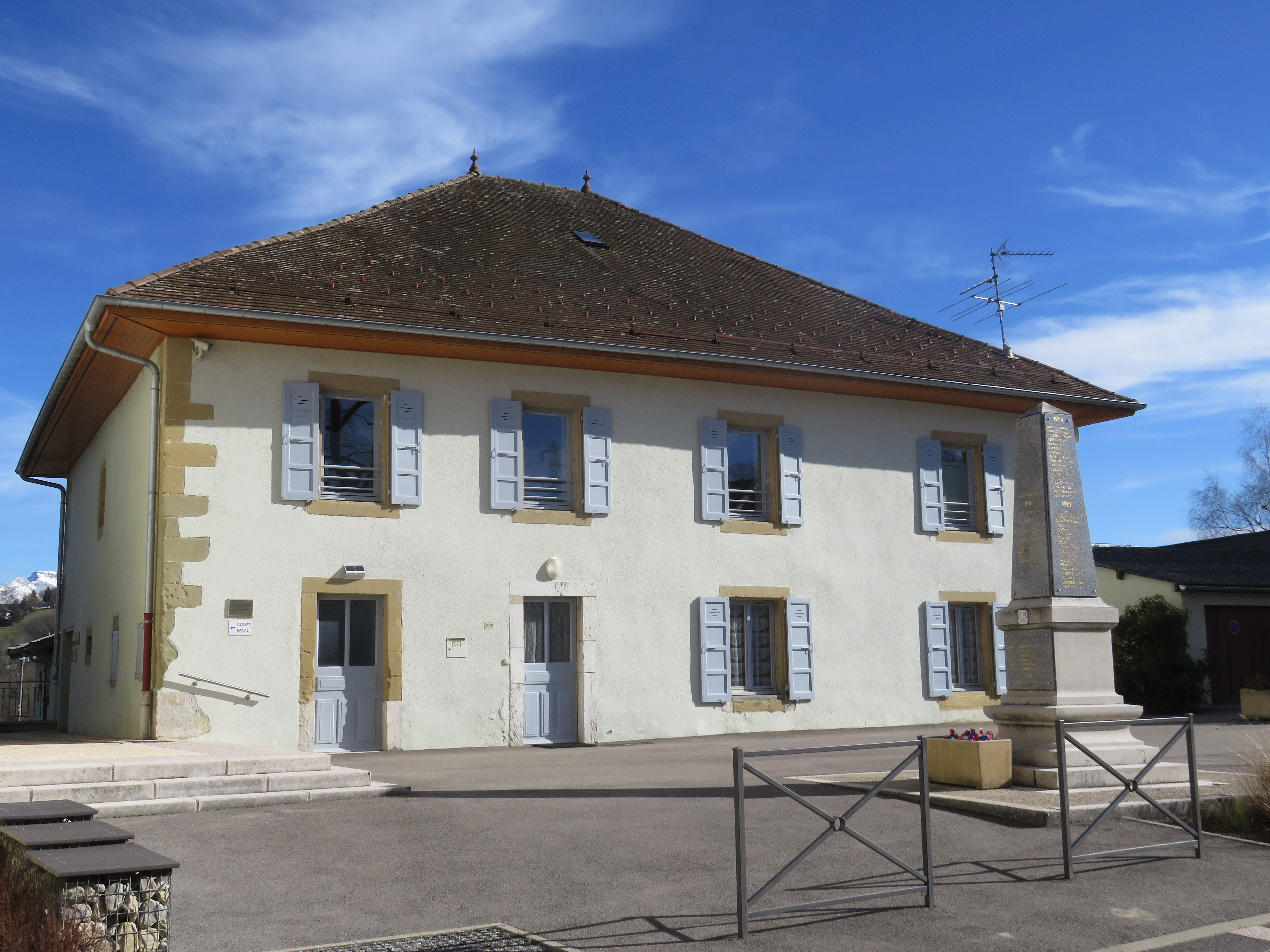
Vue de face du presbytère.
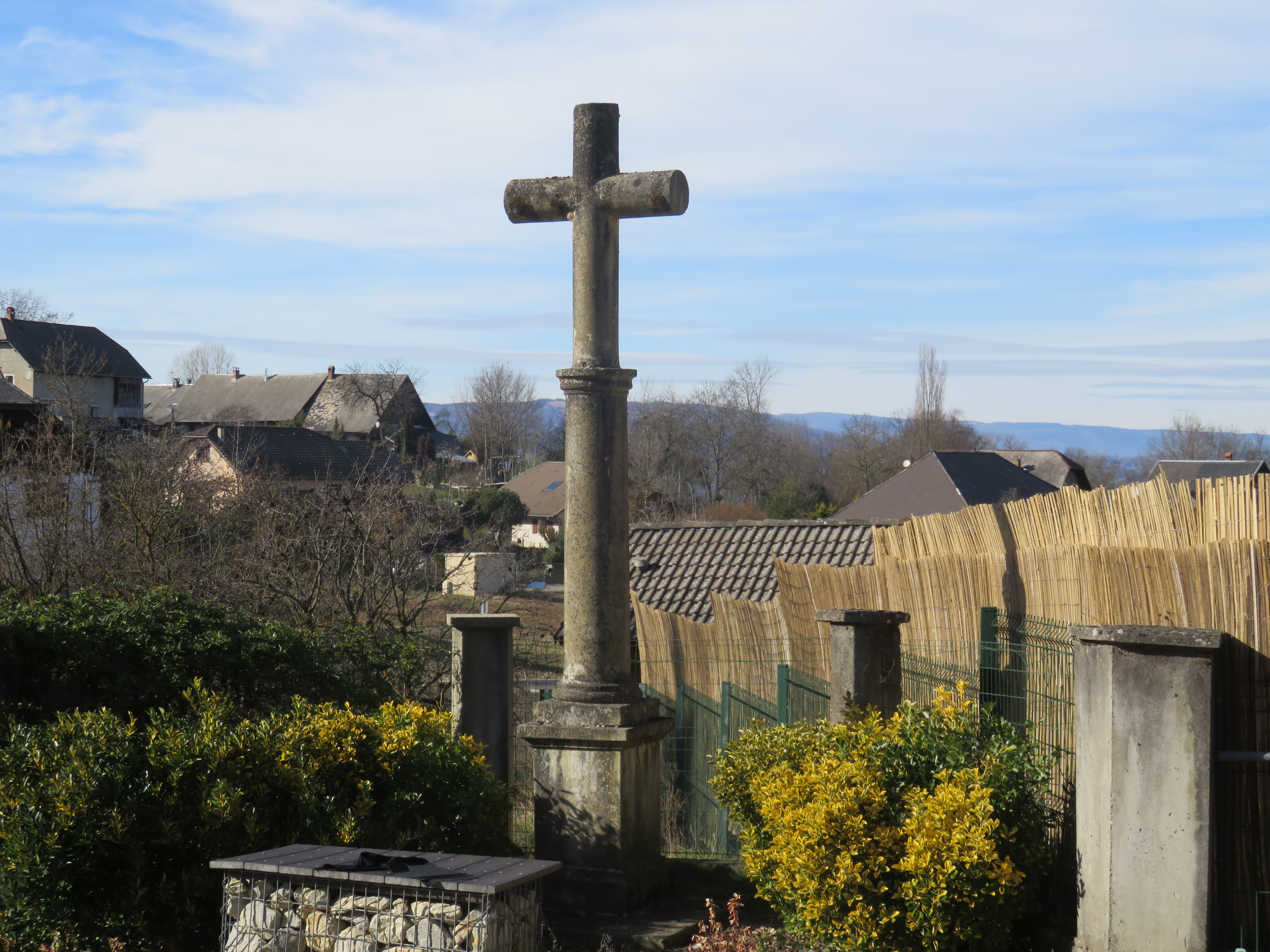
Une croix de chemin dans la rue des Écoles.
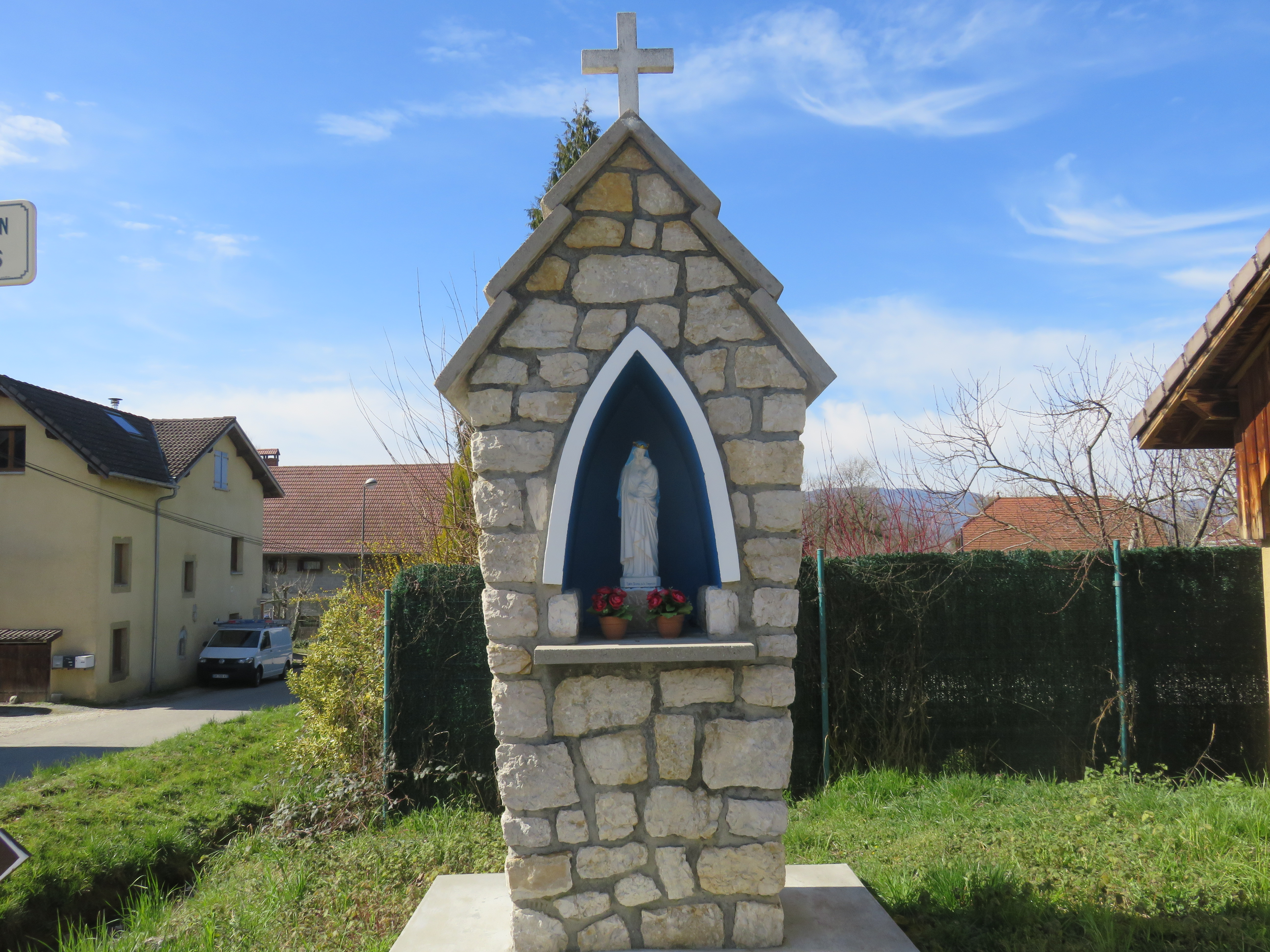
Un oratoire dédié à Notre-Dame de la Sagesse.

#### Patrimoine civil bâti
Concernant le patrimoine bâti, trois maisons-fortes ont survécu aux affres du temps et sont toujours visibles aux lieux-dits suivants :
- Marcellaz. Datée du XVe siècle, la maison forte a plusieurs fois changé de nom en fonction de ses propriétaires successifs : Conzié, Montfort, Rogles.
- Pieuillet[85]. La date de construction n’est pas connue avec précision. On sait que, à la fin du XVIe siècle, domaine et maison forte appartiennent à un seigneur de Thônes, Philippe Critain[85]. Le 27 juin 1617, son fils vend l’ensemble à son cousin, François de Juge, qui est avocat au Sénat de Savoie[85]. La famille de Juge, devenue par la suite Juge de Pieuillet[86], s’y installe. La maison forte est aujourd’hui une propriété privée[85].
- Faramaz.

Châteaux et maisons-fortes
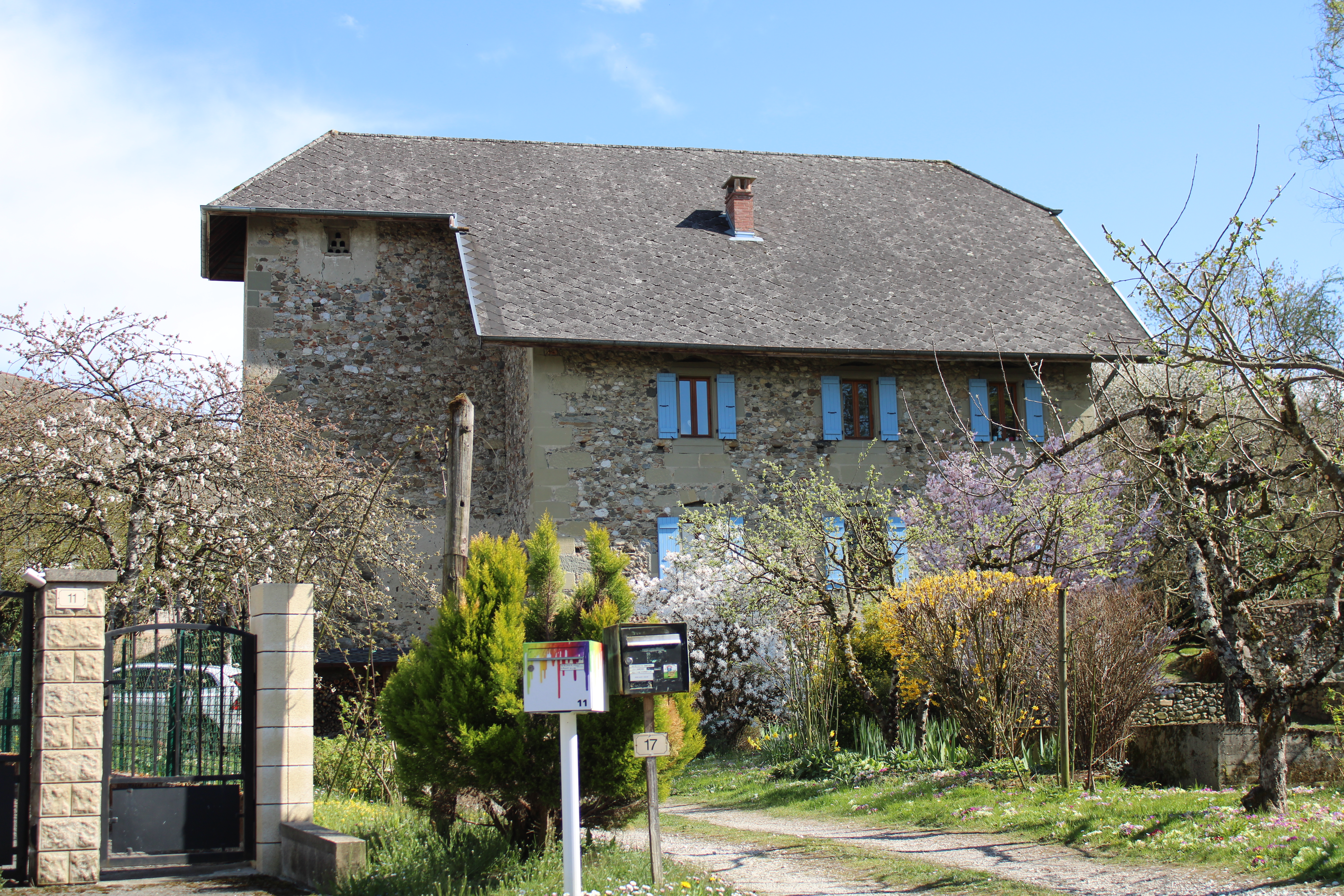
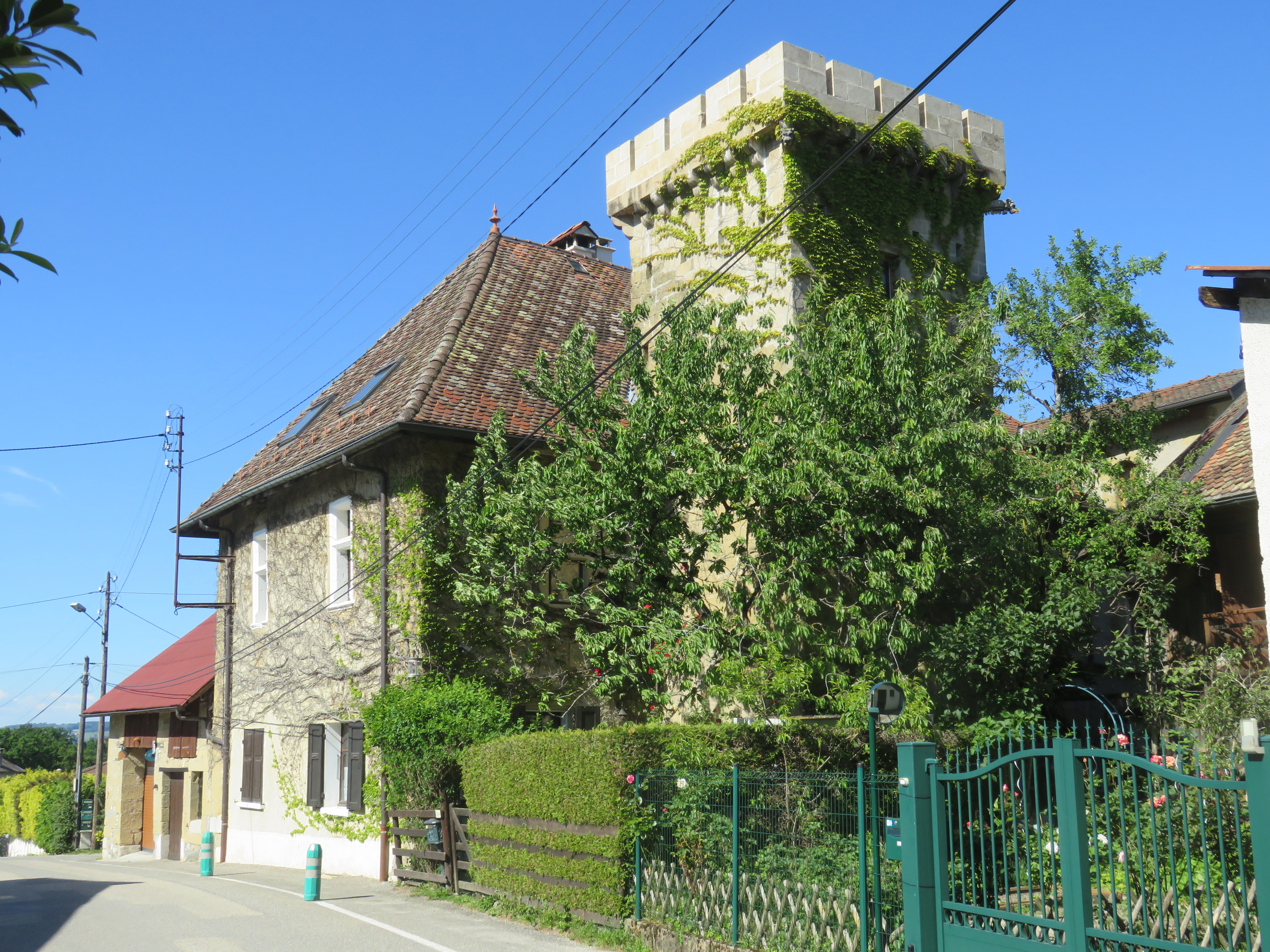
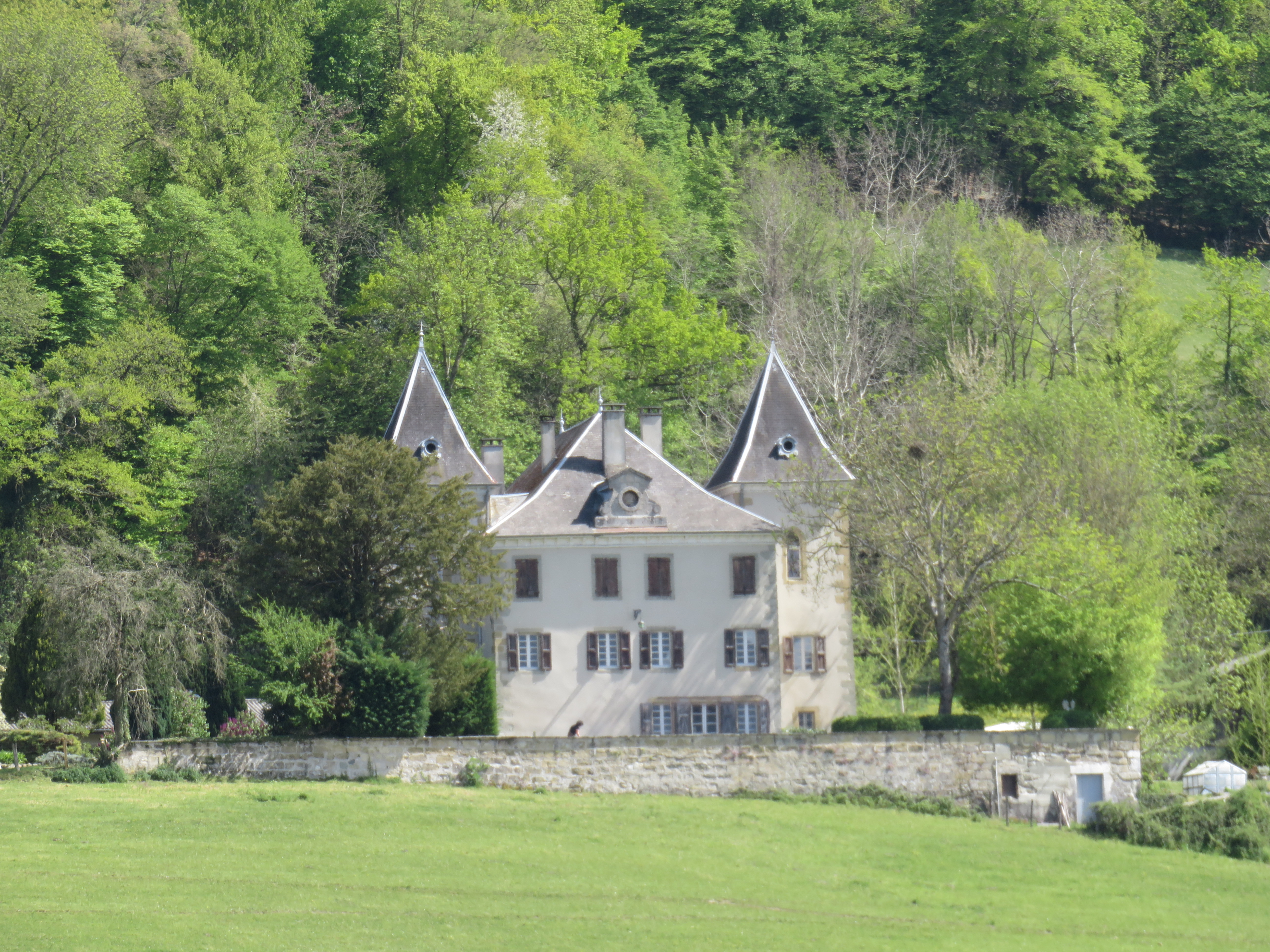
Le Château de Pieuillet en avril 2020.

#### Mémorial

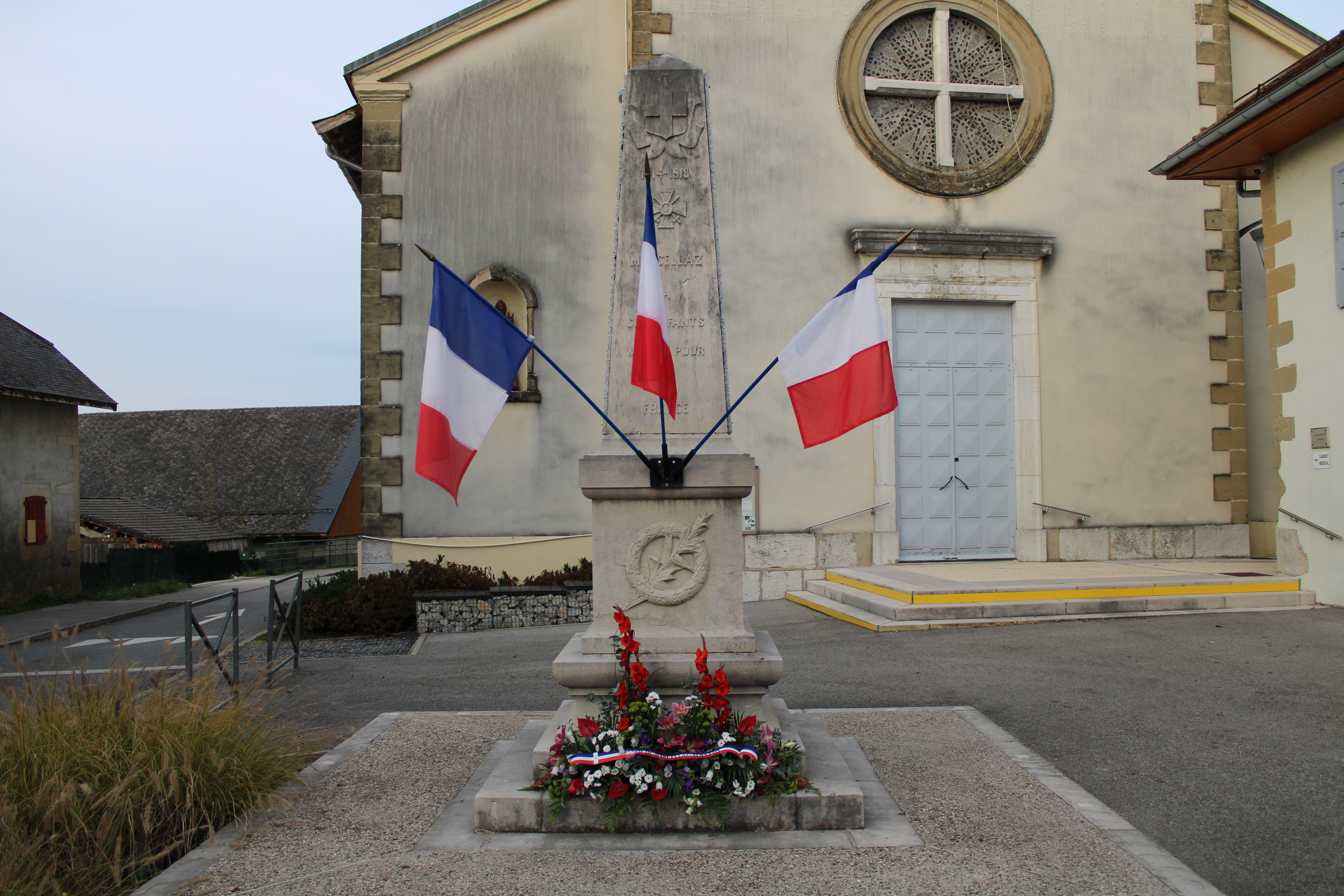
Le monument aux morts de la commune le 11 novembre 2024.

Le monument aux morts, situé devant l’église, est inauguré le 13 novembre 1921, près d’un an après le vote du conseil municipal qui valide l’approbation du projet, et trois ans après la signature de l’Armistice. Réalisé par Benoît Darbion, maître-carrier, il prend la forme d’un obélisque posé sur un socle, conçu en pierre de taille de calcaire. Différentes sculptures sont taillées dans la pierre : une couronne mortuaire traversée par une branche de laurier sur le piédestal, tandis que la colonne est ornée du blason de la Savoie et de la Croix de guerre. L’inscription « 1914-1918 Marcellaz a ses enfants morts pour la France » est également gravée sur la colonne.
Les noms des morts sont, à l’origine, probablement gravés selon la même méthode. Toutefois, au cours d’une rénovation, des plaques de granite sont fixés sur le monument original, recensant les décès de plusieurs conflits : guerre de 1870, Première et Seconde Guerres mondiales, ainsi que la guerre d'Algérie.
À l’automne 2014, le monument est entièrement restauré par les élèves Première Bac Pro Intervention sur le Patrimoine Bâti (IPB) du lycée Porte des Alpes de Rumilly.

### Patrimoine culturel

#### Musées

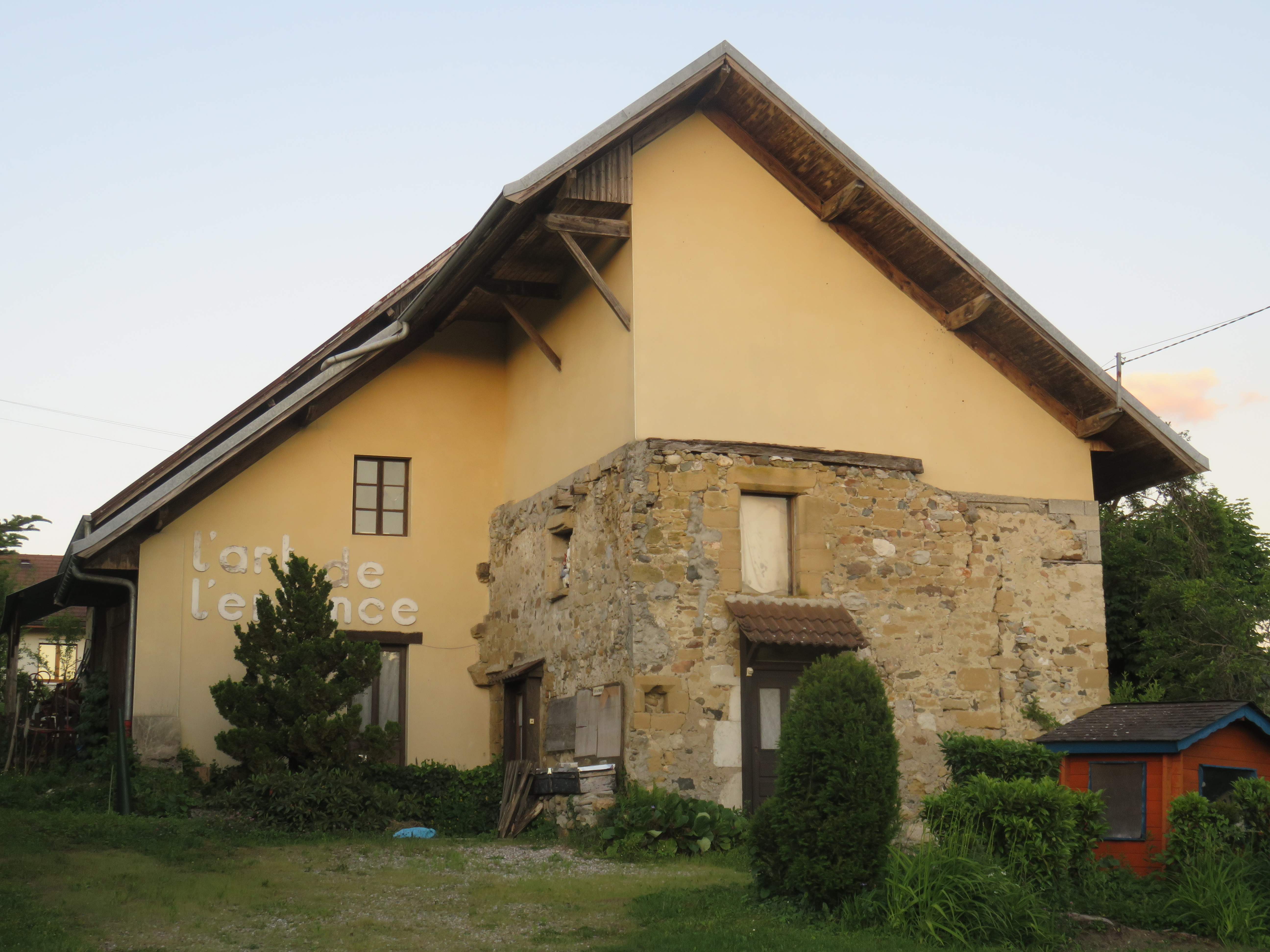
Le musée de l’Art de l’Enfance, fondé par Yves Rifaux en 1979 et fermé au public depuis 2003.

D’un point de vue culturel, la commune dispose d’un musée sur son territoire, le musée de la fausse monnaie et des faux monnayeurs,. Géré par un particulier, Christian Porcheron, et ouvert sur rendez-vous, il présente une collection de faux billets et de monnaies du monde entier, provenant de plus de 100 pays.
Dans le passé, il a également existé le musée de l’Art de l’Enfance, installé dans le quartier du Faubourg. Fondé par Yves Rifaux, en 1979 et installé dans sa propre maison, le musée conserve et expose différents objets ayant trait à l’enfance : jeux, jouets, livres, matériel pédagogique. À la suite du décès de son fondateur en juin 2001, il est fermé au public quelques mois plus tard, au cours de l’année 2003.

#### Objets

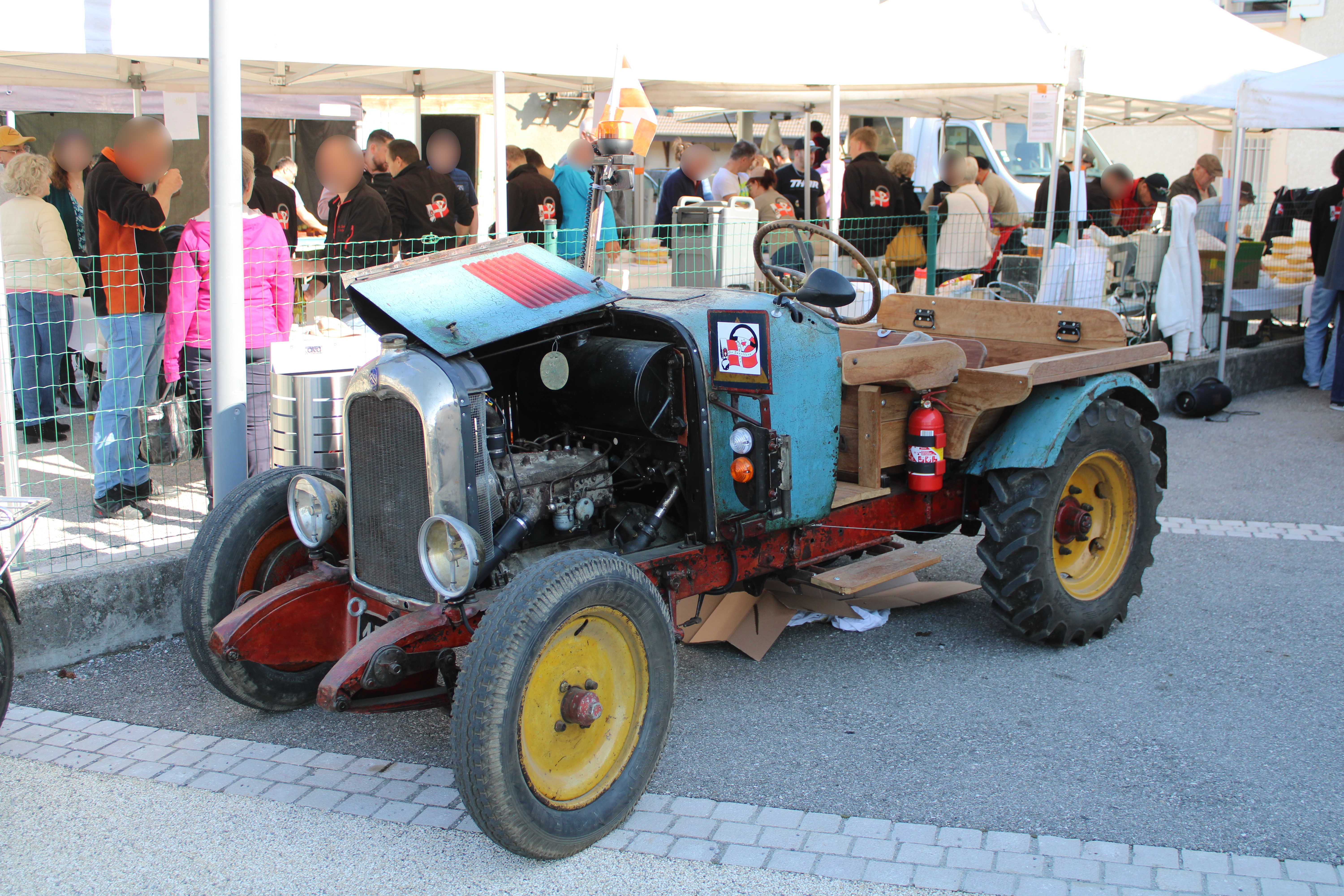
Le Tractosaure exposé devant la mairie en avril 2025.

Plusieurs objets sont préservés dans des collections privées, et exposés pour différentes occasions. On peut notamment cité le Tractosaure, un tracteur issu de la transformation, en 1955, d’une Citroën B14G de 1927.

### Patrimoine naturel
Marcellaz-Albanais dispose d’un espace protégé, le Marais et (les) zones humides des Vorges, de Chez Rigod et de Fareuse Est, reconnu par un arrêté préfectoral depuis avril 1997 et qui s’étale sur une superficie officielle de 28 hectares, soit un peu moins de 2 % du territoire communal. L’INPN y recense 9 espèces, dont trois végétales.
On dénombre également cinq zones naturelles d’intérêt écologique, faunistique et floristique (ZNIEFF), dont quatre de type 1 et une de type 2. Classées par superficie décroissante, on trouve les Zones humides du nord de l’Albanais (type 2, 4 146 ha), le Marais de Chez Rigaud (type 1, 10 ha), le Marais des Vorges (type 1, 8 ha), les Prairies humides du Gambé (type 1, 3 ha) et le Marais de la Mulatière (type 1, 20 ha). À l’exception de la zone dite du Marais des Vorges, les autres s’étendent sur au moins deux communes.
Sur l’ensemble de ces zones, on dénombre 274 espèces, dont neuf introduites, parmi lesquelles quatre sont considérées comme envahissantes. 12 espèces sont considérées comme menacées à différentes échelles : trois au niveau régional, et neuf au niveau national.

### Patrimoine gastronomique
Le territoire de Marcellaz-Albanais est intégré aux aires de productions de 6 produits, dont cinq fromages, bénéficiant d’une indication géographique protégée (IGP) : l’Emmental, à la fois de Savoie et français est-central, le Gruyère, les pommes et poires de Savoie, la Raclette et la Tomme de Savoie.

Le patrimoine gastronomique de Marcellaz-Albanais.
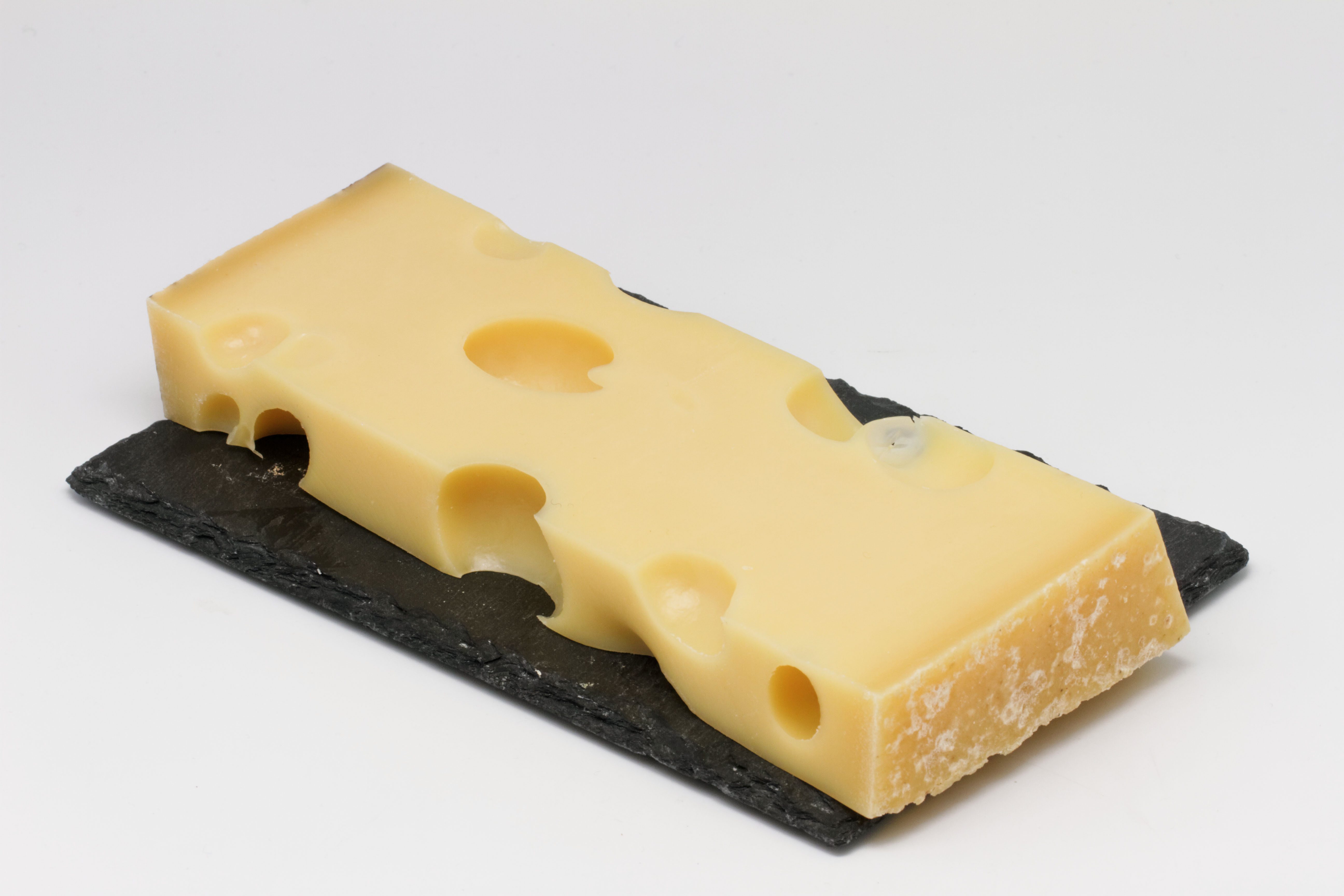
Emmental de Savoie.
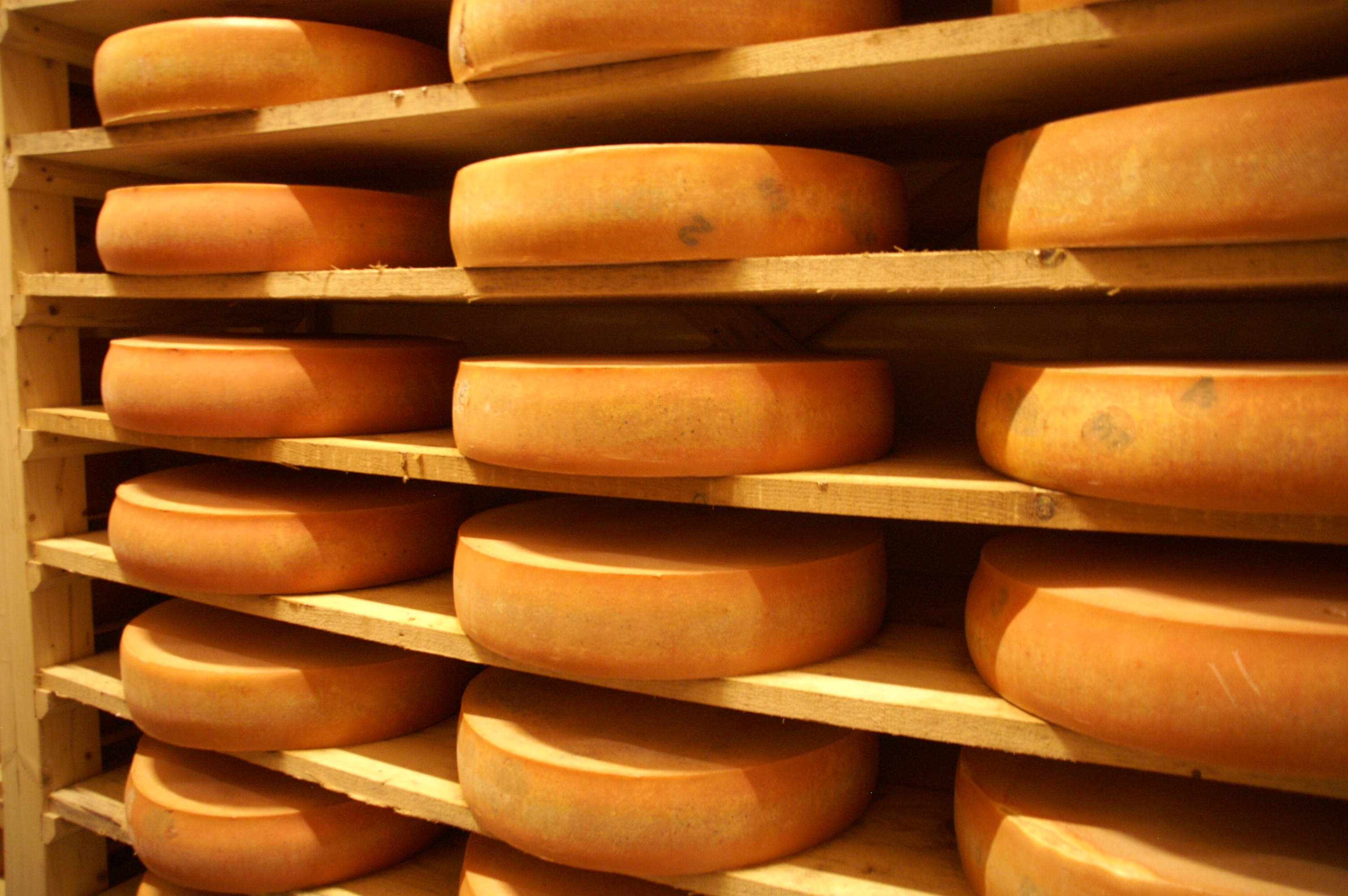
Gruyère français.
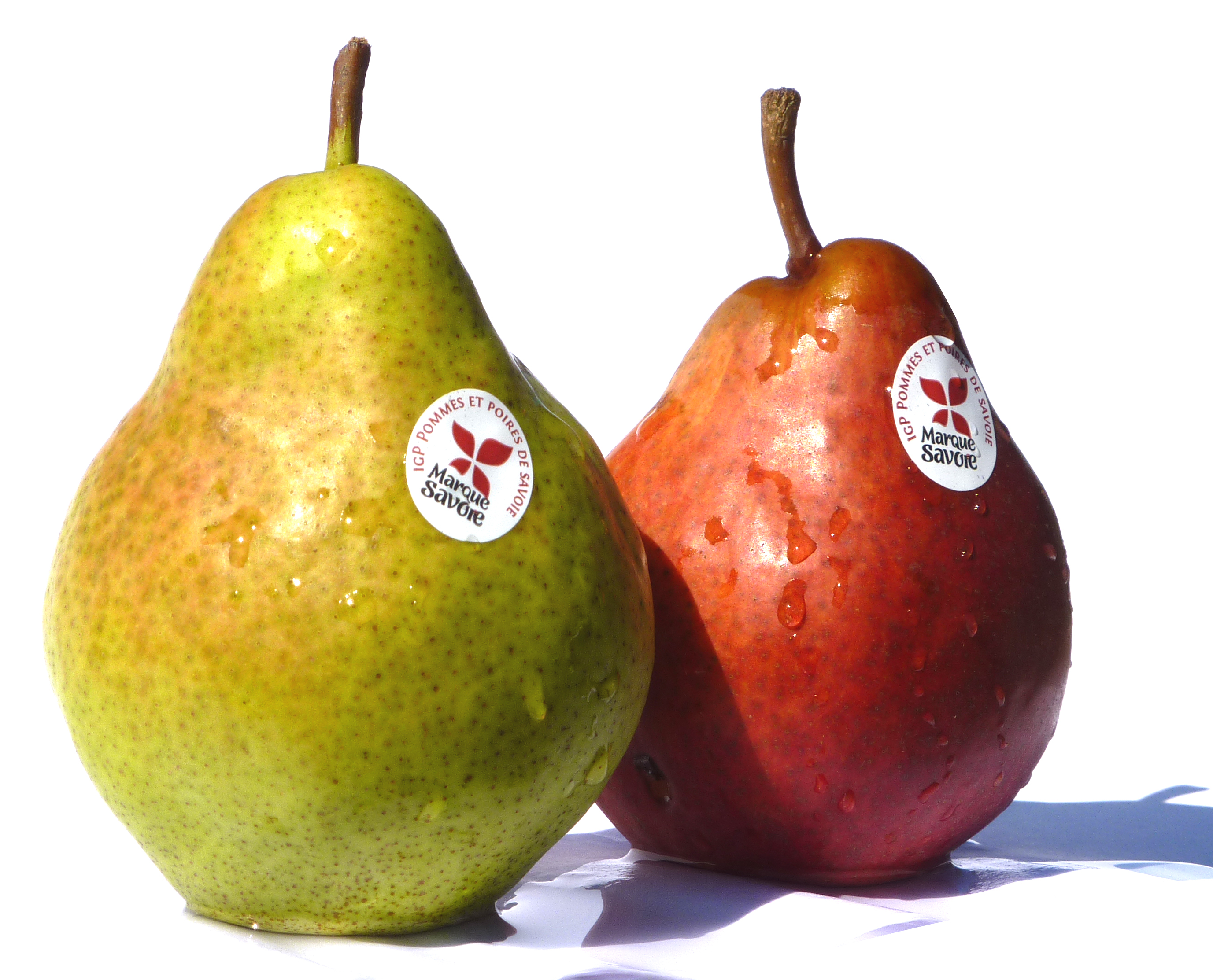
Poires de Savoie.
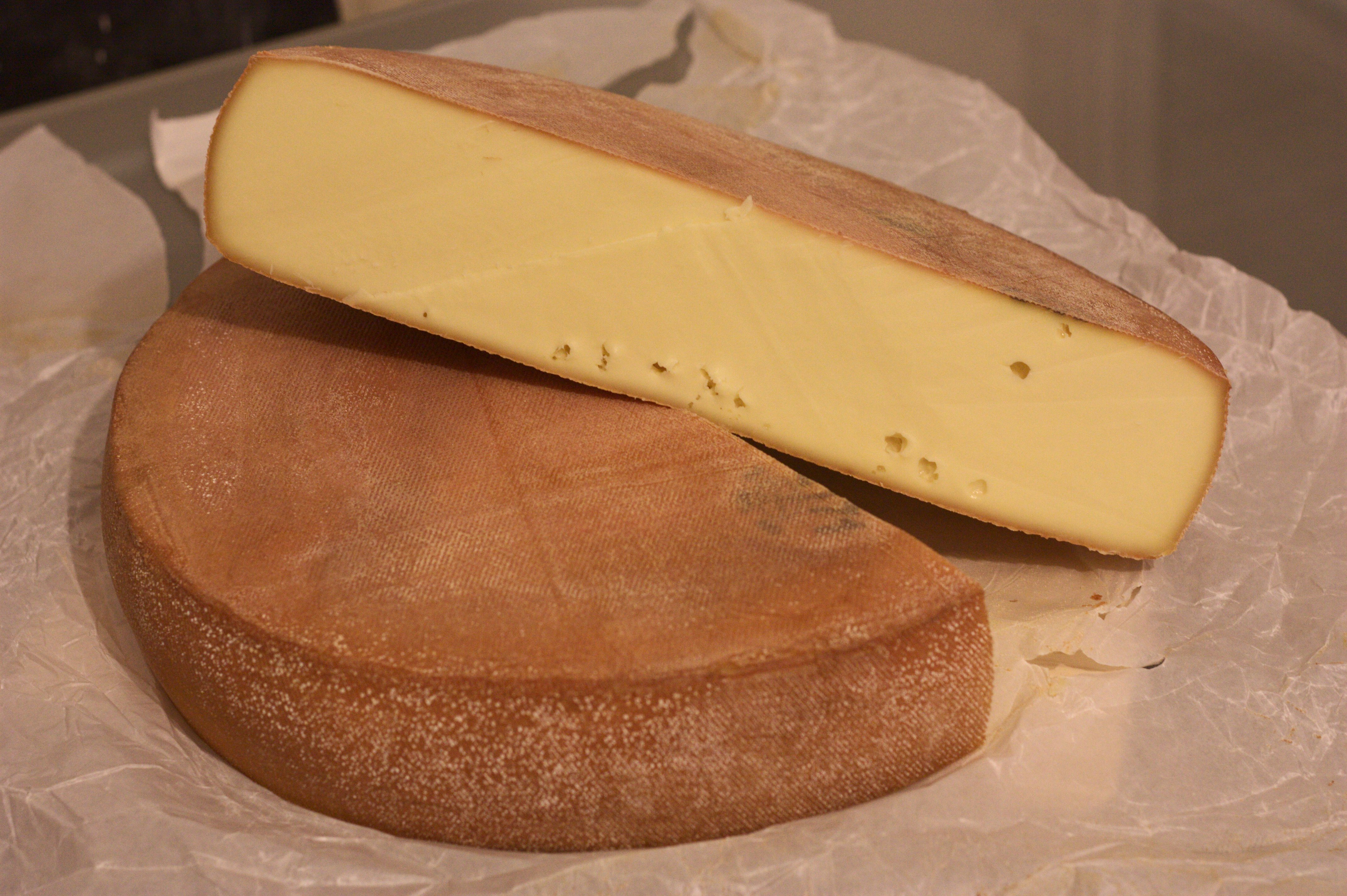
Raclette.
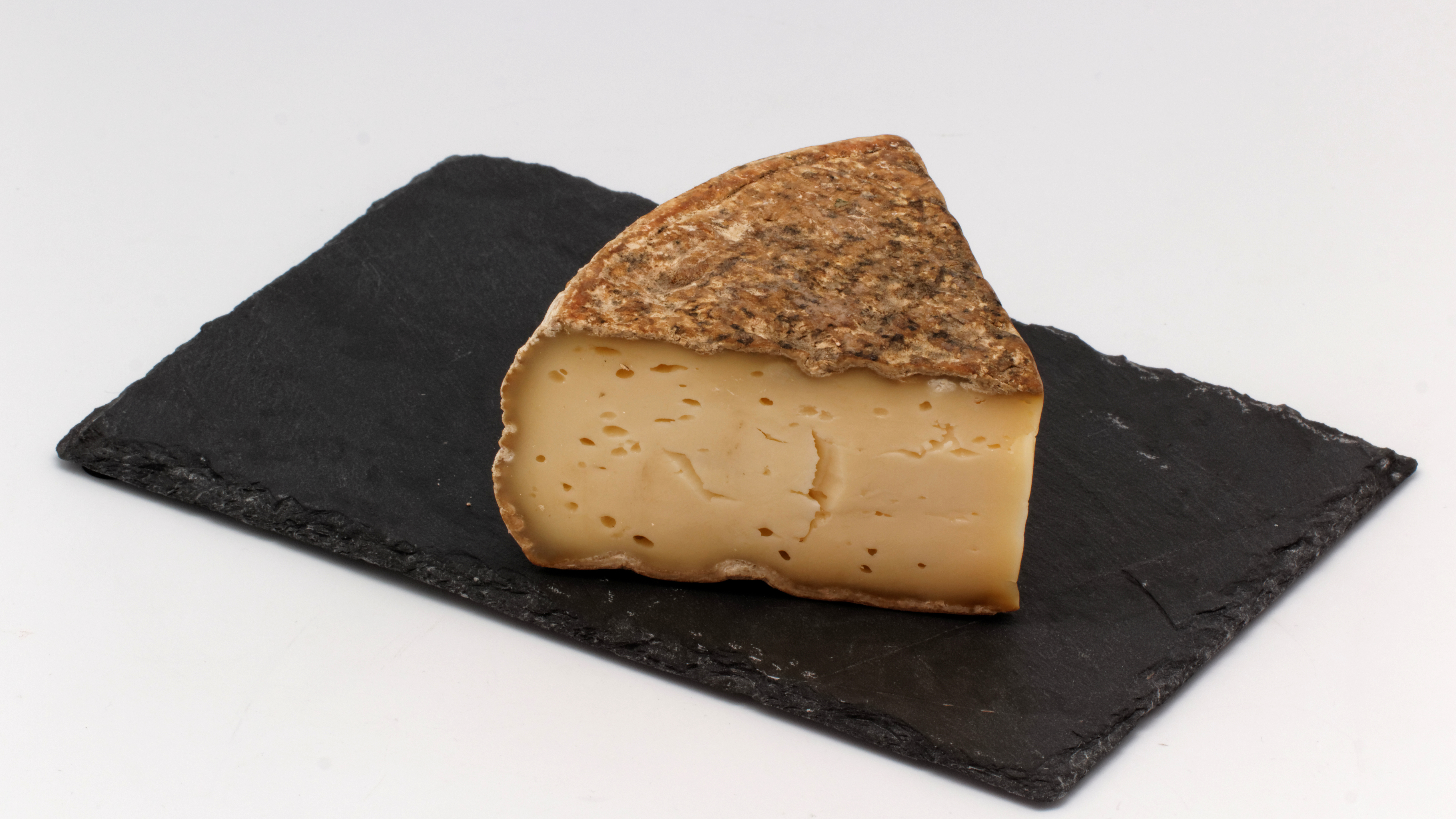
Tomme de Savoie.

### Personnalités liées à la commune

Les armoiries de la famille Juge de Pieuillet.

- le père Michel Montmasson (°16 janvier 1640, Marcellaz-Albanais †5 juillet 1688, Alger) : clerc catholique et missionnaire lazariste.
- Auguste de Juge de Pieuillet (°6 janvier 1797, Serrières-en-Chautagne †22 janvier 1863, Marcellaz-Albanais) : juge, président honoraire de la Cour d’appel de Chambéry, membre de l’Académie de Savoie et poète[F 6],[31].
- Anne-François de Juge de Pieuillet (°9 juillet 1799, Rumilly †3 août 1856, Marcellaz-Albanais) : intendant général de Sardaigne, premier officier du ministère, membre du Conseil d’État[31]. Décoré de la Croix de commandeur des Saints Maurice et Lazare en 1852 et de la Croix de grand officier en 1856[31].
- Yves Rifaux (°24 août 1931, Saint-Rémy[105] †24 juin 2001, Marcellaz-Albanais)[106],[107] : fondateur du musée de l’Art de l’Enfance. Nommé Chevalier de l’Ordre National du Mérite en 1997[92],[108].

### Logotype
| Logo | Dates d’utilisation | Description |
| ---- | ------------------- | --- |
|      | Depuis 2017         | Le logo prend la forme du contour de la ville, qui englobe une croix de Savoie. Le nom de la commune est inscrit au milieu de celle-ci, et le premier A de Marcellaz et Albanais, commun aux deux mots, les relie avec sa barre horizontale, qui sert de trait d’union. Cette même lettre est inscrite en vert afin de rappeler la nature et l’environnement. |
|      | 2001-2016           | Ce logo se décompose en trois couleurs principales : du vert clair, qui symbolise les champs, du vert foncé pour les montagnes environnantes, et du bleu pour le ciel. La silhouette d’une église est visible devant la montagne, tandis que le nom de la commune signe l’ensemble.                                                                           |